# Révolte de Quebra-Quilos
La révolte de Quebra-Quilos (litt., en portugais, révolte de Brise-kilos) est une révolte paysanne diffuse survenue dans plusieurs villes et bourgs du Nordeste Brésilien, entre la fin de 1874 et le milieu de 1875.
Les soulèvements, qui commencèrent le 31 octobre 1874 dans le bourg campagnard de Fagundes, dans la province nordestine de la Paraíba, et s’étendirent bientôt à la ville de Campina Grande proche, se répandirent ensuite par contagion dans les zones rurales à travers toute la province, avant de se propager aux deux provinces adjacentes du Pernambouc et du Rio Grande do Norte, puis plus au sud encore, jusqu’à la province d’Alagoas. Les émeutiers, qui étaient pour la plupart de petits paysans, mais aussi des artisans, des vendeurs de marché et des sans-emploi, s’en prenaient aux équipements (balances, poids, étalons de volume, etc.) du système métrique nouvellement entré en vigueur dans tout le pays, détruisirent les dossiers de l’administration fiscale ainsi que les documents et affiches de la conscription militaire, s’en prirent çà et là aux objets et symboles maçonniques, et proclamaient qu’ils refuseraient désormais de s’acquitter de la taxe foraine pour vendre leurs produits sur les marchés. Ces jacqueries paysannes, si elles suivirent toutes un schéma semblable, apparaissent cependant comme des turbulences sporadiques, attribuables à des groupes d’émeutiers agissant en ordre dispersé, indépendamment les uns des autres, certes emmenés par quelques meneurs identifiés, mais dénuées d’organisation générale sous la direction d’un chef unique.
La cause de ces insurrections était un ensemble complexe de facteurs, au premier rang desquels la stagnation économique de la région provoquant une baisse des recettes fiscales et une subséquente hausse de taxations de toutes sortes, dont la taxe foraine, principale cible des insurgés ; sur ce mobile principal vinrent se greffer d’autres motivations, liées à la question religieuse opposant alors l’Église brésilienne à l’État impérial (à propos de la réforme du clergé, de la dénationalisation – et romanisation — de l’Église brésilienne, et surtout du rôle de l’Église dans l’État) et à la nouvelle loi de conscription militaire. Cette dernière, en tant qu’elle rendait automatique l’enrôlement dans l’armée et vaine par conséquent toute intervention de type clientéliste, mettait à mal le traditionnel système patriarcal du sertão brésilien et constituait en quelque sorte une rupture de l’antique contrat social, suscitant ainsi l’opposition des petits paysans et métayers, lesquels pensaient trouver leur compte dans le rapport clientéliste avec le grand propriétaire terrien, rapport fait de familiarité et d’interdépendance ; Quebra-Quilos n’était donc pas une révolte contre le système social, à telle enseigne que dans certains cas, l’on vit de grands propriétaires, qui avaient besoin du soutien de leurs paysans lors des élections, se joindre à la rébellion ou, pendant la phase de répression, chercher à soustraire leurs clients à la justice.
Quant aux motivations religieuses, elles ont pu servir de caution morale à la désobéissance civique. Plusieurs prêtres catholiques jouèrent, par leurs prédications désignant à la vindicte publique l’État impérial comme étant sous la coupe de la franc-maçonnerie, un rôle d’instigateur ; quelques prêtres furent mis en détention, certains à tort. Cependant, quand même les autorités choisirent de donner à ces événements l’appellation de Quebra-Quilo en référence au rejet du système métrique, dont c’était en effet l’aspect le plus visible et le plus curieux, il demeure que ces jacqueries furent avant tout une protestation contre une pression fiscale devenue insupportable et vexatoire, dont la cause première était le déclin économique du Nordeste, plus spécifiquement de la culture de la canne à sucre.
La répression, qui mobilisa les forces de police, la garde nationale et les forces armées impériales, frappa durement la Paraíba (où fut dépêché un corps expéditionnaire), moins les autres provinces, et fit invariablement passer en jugement les meneurs (quand ils purent être identifiés) et enrôler de force dans l’armée les autres participants. Si les soulèvements s’éteignirent dès les premiers mois de 1875, les protestations contre le recrutement militaire perdurèrent encore pendant plusieurs mois, et rendirent la loi de conscription inapplicable dans les faits.
Historiquement et sociologiquement, le mouvement Quebra-Quilos est à caractériser comme une forme primitive ou archaïque d’agitation sociale ; dans certaines villes, il est davantage qu’un tumulte, mais moins qu’une révolte, dans d’autres, il apparaît comme une révolte presque articulée, dans laquelle viennent interférer les pouvoirs locaux (juges, ecclésiastiques, et, en retrait, les intérêts de la grande propriété terrienne) et la dichotomie politique bipartisane (Parti conservateur contre Parti libéral) nationale. L’absence de commandement unique du mouvement résulte en partie des intérêts contradictoires des différents acteurs (qu’ils agissent au grand jour ou qu’ils se tiennent dans l’ombre) et de la frilosité des élites nordestines, de quelque bord qu’elles fussent, face à toute remise en cause fondamentale de l’ordre établi. L’une des manifestations les plus patentes de ces ambiguïtés est la révolte des esclaves noirs de Campina Grande, lesquels entrevirent dans le Quebra-Quilos l’occasion de leur libération, révolte qui fut promptement matée par une milice privée mise sur pied impromptu par des membres de l’aristocratie foncière et composée y compris d’émeutiers du Quebra-Quilos. Au-delà de l’éventail complexe des motivations, les idées sous-tendant le mouvement avaient la même tonalité commune à toutes les revendications sociales des classes inférieures dans le passé, et exprimaient avec acuité les frustrations politiques, d’impuissantes protestations religieuses et une révolte sociale âpre et désordonnée. Dans leur ensemble, les épisodes asymétriques du Quebra-Quilos composent une révolution sociale procédant d’une crise de structure et de production.

## Arrière-plan historique

### Contexte économique

#### Crise de la canne à sucre et du coton
Pour certains auteurs, la révolte de Quebra-Quilos n’était pas un mouvement de protestation politique ou religieux, mais s’explique entièrement par la situation épouvantable des populations de l’intérieur, lesquelles, privées de leurs moyens de subsistance par la crise économique dans les campagnes, réagirent en prenant pour cible les nouvelles taxations, aussi multiples que vexantes. À leur tour, ces taxations étaient la conséquence directe de la crise économique qui frappa la partie nord-est du Brésil tout au long de la décennie 1870, et en particulier dans les années précédant immédiatement la révolte de Quebra-Quilos.
Depuis le milieu du XVIe siècle jusqu’à grosso modo 1650, le Brésil connut une expansion considérable de son activité sucrière et parvint à dominer le marché mondial du sucre. Cependant, les possessions d’outremer britanniques et françaises, et également hollandaises, favorisées par une attitude protectionniste de leur métropole respective tendant chacune à acheter leur sucre auprès de leurs propres colonies, arrivèrent bientôt à dépasser le Brésil et à le supplanter sur le marché. Certes, le déclin fut progressif, et le sucre de canne demeura le produit d’exportation central du Brésil tout au long de la période coloniale, représentant 56 % de l’ensemble de ses exportations. Dans le dernier quart du XVIIIe siècle eut lieu une embellie temporaire, après que la révolution américaine eut interrompu le commerce entre les Antilles et l’Europe, ce qui provoqua une hausse des prix du sucre dans la décennie 1780. Les prix repartiront une nouvelle fois à la hausse, en particulier de 1805 à 1814, lorsque Napoléon eut instauré le blocus continental en Europe,,,. 
Mais vers 1850, les exportations et les prix du sucre recommencèrent à baisser en une spirale descendante. Dans la décennie 1850, le Brésil ne produisait plus que 10 % du sucre consommé sur les marchés extérieurs et les revenus tirés du sucre étaient en même temps affectés par une baisse des prix. À cela, trois raisons principales peuvent être identifiées. Il y eut premièrement une augmentation de la production mondiale au cours de la seconde moitié du XIXe siècle, provoquant un recul des prix ; ensuite commença à se propager en Europe septentrionale la culture de la betterave sucrière, laquelle avait un meilleur rendement car permettant la rotation culturale. La troisième explication enfin tient à l’utilisation insuffisante des innovations techniques. Les autres pays producteurs de canne à sucre, comme les États-Unis et Cuba, surent tirer parti des avancées techniques, telles que le transport ferroviaire de la canne à destination des moulins, la machine à vapeur dans la transformation de la canne, et les techniques industrielles modernes de transformation de la canne dont le rendement était bien supérieur à celui des procédés traditionnels de vaporisation et de cuisson. Le Brésil en revanche n’eut recours à ces nouvelles techniques que fort tardivement et dans une mesure trop faible,. Dans les décennies 1850 et 1860, des investisseurs britanniques entreprirent de financer la construction de chemins de fer dans le Pernambouc afin de réduire les frais de transport ; cependant, sur 440 moulins recourant aux services de la Compagnie ferroviaire de Recife et de São Francisco pour expédier leur production de sucre de canne, seuls 6 % utilisaient la propulsion à vapeur.
Le déclin de l’activité sucrière dans le Nordeste entraîna un endettement accru des propriétaires-planteurs. Les taux d’intérêts en augmentation constante incitèrent les planteurs de canne à sucre nordestins à revendre leurs esclaves aux patrons caféiers du sud-est du pays. Entre-temps pourtant, les planteurs de canne du Nordeste continuaient à cultiver et à exporter du sucre de canne à des prix en constante diminution, dans l’espoir que le marché se ressaisirait. Une des raisons à cela est la relative difficulté qu’il y a à faire de rapides transitions de la canne à sucre vers d’autres cultures : la canne à sucre devait être replantée de 18 mois en 18 mois et, attendu qu’il fallait de 12 à 15 mois pour la voir arriver à maturité, elle nécessitait, e.a. pour effectuer les indispensables sarclages, une main-d'œuvre nombreuse. Ensuite, à la fin de la saison des pluies, c'est-à-dire en août ou octobre, la coupe devait se faire promptement, par les esclaves, et la récolte devait être acheminée sans délai au moulin pour y être broyée puis transformée, tout cela dans un laps de temps de 48 heures, sous peine de voir la qualité du sucre commencer à se détériorer. 
En octobre 1874, un patron sucrier (senhor de engenho) observa que les coûts de production du sucre de canne pouvaient s’estimer à 2160 reis, soit peu ou prou le prix de vente sur le marché, prix tout juste suffisant donc à amortir les coûts, à supposer que le planteur n’eût pas de dettes de surcroît. Cependant, les prix continuaient de chuter, atteignant en novembre 2000 reis et en décembre 1500 reis. Tout au long de cette période, seulement 169 337 tonnes annuelles de sucre furent exportées, équivalant à 11,8 % du total des exportations du Brésil, à mettre en regard des 216 120 tonnes annuelles de café, égales à 52 % du total des exportations. La conséquence immédiate en fut l’apparition d’un vaste contingent de travailleurs sans emploi et, pour ceux qui en avaient un, une forte baisse de leur salaire, ce qui les contraignait à s’adonner à des cultures de subsistance basées sur la vente de coton.
Quant au coton, l’autre des deux principaux produits d’exportation du Nordeste, la Companhia de Pará e Maranhão, constituée en 1755 et pourvu de privilèges par le marquis de Pombal, s’était attachée à encourager l’activité cotonnière dans le nord brésilien. Toutefois, le coton, à l’égal du sucre de canne, était, à la fin de la période coloniale, tributaire du marché mondial et des relations entre Grande-Bretagne et États-Unis, et pareillement, le marché du coton ne cessait de décliner. Le Brésil mit à profit la guerre de Sécession, qui interdit aux États sudistes d’acheminer leur production cotonnière vers l’Europe, pour reconquérir sa part sur les marchés internationaux, comme du reste elle l’avait fait aussi lors de la révolution américaine et de la guerre de 1812. Ainsi, entre 1861 et 1865, les exportations au départ du seul port de Recife bondirent-elles de 2 000 à 19 000 tonnes,,. Malheureusement, à cette hausse succéda, à l’issue de la guerre de Sécession, une décennie de déclin. L’effondrement de l’activité cotonnière put être évité grâce à la guerre de la Triple-Alliance, dans laquelle le Brésil s’engagea en 1865 et qui détermina une forte demande d’uniformes et d’autres biens textiles. Cette embellie, basée en réalité sur des prix artificiellement élevés, ne fut cependant que temporaire et capable seulement de différer l’éclatement de la crise. Parallèlement à la mécanique simple de l’offre et de la demande de coton sur le marché international, le Brésil subit aussi les conséquences de l’acquisition onéreuse, faite à l’étranger, de navires de guerre et de matériel militaire, nécessaires à la poursuite de la guerre du Paraguay.
Un élément à prendre en considération est le fait que dans le Nordeste, la plupart du coton produit ne provenait pas de la zone côtière (zona da mata), mais de petits paysans du sertão, lesquels s’étaient convertis dans la culture du coton mais pratiquaient pour une large part une agriculture de subsistance ; au début des années 1870, les paysans du sertão vinrent ainsi à dépendre de la vente du coton en échange de biens qu’ils étaient incapables de produire sur place. S’y ajouta, vers la fin de la décennie 1860, une baisse des salaires des travailleurs non qualifiés, sans doute en partie par l’arrivée sur le marché du travail de muletiers tombés sans travail par suite de la mise en service de chemins de fer,. La culture du coton demeurait, sauf exceptions, une activité agricole peu rentable, d’autant plus que les lieux de production étaient distants de plus de deux cents ou trois cents kilomètres des ports d’embarquement.
Ainsi, en 1874, concomitamment avec l’effondrement du sucre, le coton s’effondra-t-il lui aussi. Avant la guerre de Sécession, c'est-à-dire dans les années 1858-1859, les exportations de coton via Recife étaient de 83 000 arrobes. En 1865-1866, donc avant le déclin du coton, le Pernambouc exportait 15,5 tonnes de ce produit pour un montant de 16,7 milliards de reis, tandis qu’en 1874-75, les exportations baissèrent à 11,1 tonnes, en même temps que les prix obtenus diminuaient plus avant jusqu’à un montant total de 4,9 milliards. Dans le Paraíba s’observaient les mêmes évolutions. Les moulins à coton suivaient la même tendance ; si en 1866, six des neuf moulins brésiliens se trouvaient dans le Nordeste, il n’en restait plus en 1875 que quatre, alors que pour le Brésil dans son ensemble ce chiffre avait augmenté à trente. Dans la décennie 1870-1880, le fisc impérial continuait de taxer le coton et le sucre aux mêmes taux que ceux prévalant aux époques où ces produits se vendaient de 3 à 12 milreis. La crise se transforma en un mal chronique, et pour la conjurer, le président du Pernambouc, Henrique Pereira de Lucena, résolut d’encourager la culture caféière dans sa province ; la municipalité de Bonito en produisit bientôt suffisamment que pour l’exporter vers Recife. 
Le café suivait une pente ascendante, et avait commencé à dominer les exportations brésiliennes dès 1830. Dans la décennie 1830, le café prenait à son compte 43,8 % des exportations brésiliennes, tandis que le sucre avait régressé à 24 % et le coton à 10,8 %. Ces évolutions économiques eurent deux conséquences importantes : le café s’empara du statut de principal produit d’exportation du Brésil, et le centre de gravité politique et économique du pays se déplaça vers les régions caféières du centre-sud. En effet, pendant la période 1845-1846, les zones caféières du sud représentaient 56 % des recettes de l’État, alors que l’apport du Nordeste ne se montait plus qu’à 31 %,.
De par leur nature, ces activités requéraient des investissements et donc nécessitaient d’importants emprunts, comme mise de fonds autant que pour financer la poursuite de l’activité, emprunts assortis de l’engagement de rembourser après récolte et vente de la production. Les prêts accordés aux planteurs de café portaient des intérêts excédant rarement les 10 à 12 %, alors que les planteurs de canne à sucre et de coton se voyaient rarement concéder des prêts à des taux d’intérêts inférieurs à 18-24 %.
Les plantations de café, à l’instar de celles de canne à sucre, utilisèrent des esclaves comme main-d’œuvre tout au long du XIXe siècle. En dépit de tentatives de leur substituer des salariés libres, notamment par la formation de sociétés d’immigration, les planteurs de café s’accordaient pour estimer qu’ils avaient besoin de davantage d’esclaves. Cependant, la loi Aberdeen, adoptée par le parlement britannique en août 1845, déclarait pour pirate tout vaisseau transportant des esclaves sur l’océan Atlantique et autorisait la marine anglaise à l’arraisonner. En 1850, le gouvernement brésilien ayant décidé, à la suite de cette loi, et pour le coup de façon effective, l’abolition de la traite esclavagiste (non de l’esclavage), et les planteurs de café du sud se voyant par là coupé de leur source de main-d’œuvre, de nombreux planteurs de canne du Nordeste se mirent à vendre leurs esclaves aux planteurs du sud, dans le but d’acquitter ainsi une partie de leurs dettes. À partir de 1852, le gouvernement provincial du Pernambouc, désireux de capitaliser sur ce phénomène comme source de recettes fiscales, commença de percevoir des taxes sur chaque esclave vendu.
À partir de 1870, les propriétaires n’étaient plus en mesure de payer leur salaire ordinaire aux travailleurs des campagnes. Cette circonstance provoqua une hausse du nombre de bras disponibles, entraînant à son tour chômage et baisse des salaires. 
À cette évolution se superposa malencontreusement la dépression économique mondiale, qui débuta en 1873, vidant davantage encore les coffres des provinces brésiliennes. Celles-ci jugèrent n’avoir d’autre ressource que de s’adresser aux populations rurales et de taxer les biens de consommation courante.
L’État financier des Provinces, document publié par la Présidence du Conseil des ministres en 1886, permet de se faire une idée des finances nationales de l’époque. Il en appert en particulier que déjà en 1876-1877 le Pernambouc et la Paraíba souffraient d’un sérieux déficit, et qu’ils continueraient à en souffrir. Quelques passages de ce document relatifs au Nordeste sont significatifs, ainsi p.ex. :

« Les provinces de Sergipe, d’Alagoas, du Rio Grande do Norte et de la Paraíba et d’autres du nord de l’Empire luttent plus ou moins contre la crise économique qui les afflige et qui procède de la dépréciation de leurs principaux produits d’exportation et, pour une large part, de la rareté de ceux-ci ; les dettes du Sergipe et de la Paraíba, déjà considérables en regard de leurs ressources respectives, le sont davantage encore dans le cas de la dernière citée, peut-être par suite d’une mégestion de ses finances publiques. Elles ont des activités variées, desquelles elles tirent des ressources, sous la forme de contributions directes, et y ont d’ailleurs puisé autant qu’il est possible ; avec une agriculture traditionnelle et limitée, et peu de produits d’exportation, et alors justement ceux qui rencontrent une terrifiante concurrence sur les marchés de consommation ; sans attrait ni ressources pour attirer à soi de nouvelles industries, ces provinces ne peuvent pas se considérer sur la voie de la prospérité, bien plutôt courent-elles le risque de voir leur situation s’aggraver. »

Les provinces du Pernambouc et de la Bahia sont particulièrement dans le viseur de cette analyse financière, l’auteur, Carlos de Figueiredo, affirmant en effet que « ce sont elles qui, par la position importante qu’elles occupaient parmi les plus prospères de l’Empire, se signalent de façon frappante dans les rangs de celles qui aujourd’hui se débattent avec les effets de la crise économique, effets qui dans ces deux provinces produisent les secousses les plus sensibles, par cela même qu’elles s’étaient accoutumées à la vie des temps prospères. De là résulte qu’elles exagèrent leurs impositions au point que, ne pouvant pas augmenter plus avant les impôts qui oppriment les industries et la production locale, elles durent se tourner ouvertement vers les impôts sur les produits importés, impôts du reste non autorisés au regard de notre droit constitutionnel, tandis que les dépenses des deux provinces ne reculaient pas, au contraire se poursuivirent sans qu’on y prît garde, conduisant à ce que le déficit budgétaire s’élève au double de ce qu’il était en 1876-77 ». 
Pour surmonter ces déficits furent émis des emprunts au taux de 7 %, solution d’urgence pour assainir les finances, à la douteuse efficacité, quoique très en vogue dans les économies européennes de l’époque et déjà expérimenté par le gouvernement impérial.
Il est indéniable que les mesures prises par Lucena pour restaurer les finances de sa province, le Pernambouc, allèrent dans le sens d’un assainissement. En dépit de la résistance tant de ses amis que de ses adversaires, et même de l’inspecteur du Trésor municipal et du procureur fiscal, il créa des offices de taxation dans toutes les communes. Si d’un côté la mise en place de ces offices permettait de rationaliser la perception de l’impôt et de faciliter la besogne du fisc, elle confronta de l’autre la population inculte des campagnes à la machine gouvernementale sous ses aspects les plus abhorrés. Cela explique sans doute pourquoi dans l’arrière-pays du Pernambouc le saccage du bureau de perception occupera invariablement une place centrale dans chaque émeute des quebra-quilos.

#### Hausse de la pression fiscale
L’impécuniosité des provinces du nord-est découlait du fait que les recettes publiques, tant au niveau national que provincial, provenaient en majorité des droits perçus sur les exportations et les importations. Cependant, les hausses d’impôts et de taxes qui conduisirent à la révolte de Quebra-Quilos furent décidés essentiellement aux niveaux provincial et municipal.
Les recettes provinciales dans le nord-est baissèrent d’environ 30 % vers le milieu de la décennie 1870. Selon le quotidien A Provincia, la province de la Paraíba connut fin 1874 un déficit de plus de 800 millions de reis, dont une grande partie empruntée à des banques de Rio de Janeiro. Le personnel administratif ne pouvant plus par conséquent être payé, les services publics cessèrent de fonctionner. Dans le Pernambouc, les impôts collectés diminuèrent d’un tiers entre 1872 et 1878. Pour y remédier, une série de nouvelles lois fiscales furent adoptées par les assemblées provinciales. Il est à noter ici que les taxations provinciales aussi bien que celles municipales devaient d’abord être approuvées par l’assemblée provinciale. Le Pernambouc p.ex. établit 14 nouvelles impositions entre 1863 et 1869 ; cependant, la crise économique continuant de s’aggraver, le gouvernement provincial créa 32 impôts supplémentaires entre 1870 et 1875, tout en augmentant dans le même temps les impôts déjà existants : au cours de la période 1863-1869 furent augmentés 17 impôts et taxes, et 29 dans la période 1870-1875. Ces impositions ciblaient plus particulièrement les produits alimentaires, car, étant de première nécessité, ceux-ci garantissaient du moins un certain montant de recette fiscale. Le haché de bœuf, la morue et la farine de manioc, denrées de première importance pour les paysans, furent les produits privilégiés par le fisc. Fut visé également le tabac, dont le gouvernement augmenta la taxe de 50 % puis, en 1874, la renforça encore, pour atteindre alors 200 % ; la conséquence en fut que les commerces spécialisés et les manufactures de cigarettes eurent bientôt à fermer leurs portes. En moyenne, les taxes et impôts levés par l’assemblée provinciale du Pernambouc en 1874 frappaient au taux de 30 % les marchandises d’origine nationale, non de première nécessité, et de 10 % les marchandises d’origine étrangère, ou le cas échéant au taux de 30 %, là où l’on voulait protéger un produit équivalent fabriqué au Brésil. Bien davantage que par les taxes d’importation et d’exportation, qui ne touchaient pas spécifiquement les paysans, ceux-ci se sentaient affectés plus particulièrement par la taxe dite imposto do chão (litt. impôt du sol, entendre : pour un emplacement sur le champ de foire, soit une taxe foraine), que l’assemblée provinciale de la Paraíba vota dès 1873, taxe municipale adoptée ensuite par les autres législatures provinciales à l’intention de leurs municipalités.

#### La taxe foraine

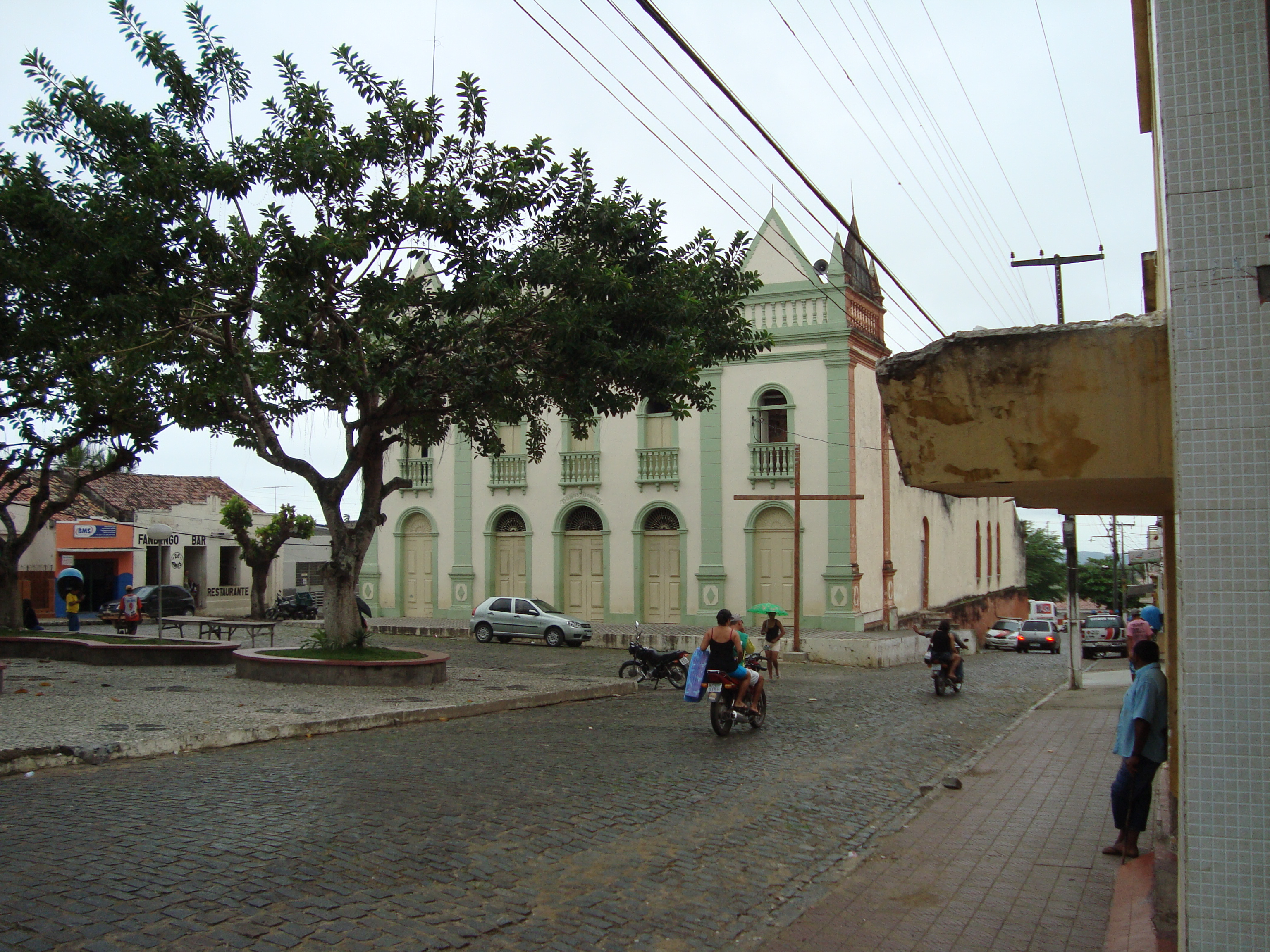
La rua Quebra-Quilos à Fagundes, dans la Paraíba. C'est dans ce bourg agricole que démarrèrent les troubles de Quebra-Quilos fin octobre 1874.

Il y a lieu de s’attarder sur l’imposto do chão, instauré dans la province de Paraíba en 1873, soit un an avant l'insurrection. Le petit paysan (matuto)  nordestin fut toujours la proie des intermédiaires, appelés à l’époque vampires ou traverseurs (atravessadores), qui lui imposaient de bas prix pour ses produits agricoles. Le gouvernement lui-même tenta plusieurs fois d’interdire l’activité de ces individus, mais chaque fois avec cet irréalisme et cette impraticabilité qui caractérisaient alors les mesures économiques relatives à l’approvisionnement public. Dans cette optique, vendre sa production directement sur le marché non seulement s’inscrivait dans la continuité d’une tradition, mais constituait aussi une nécessité économique de survie pour le petit producteur. Cependant, les marchés hebdomadaires, organisés et montés tôt le matin, ne pouvaient désormais plus démarrer que les commis municipaux et les percepteurs de taxe ne se fussent d’abord rendus sur les lieux et eussent préalablement fait la tournée des étals et des échoppes pour collecter les taxes. Le montant de la taxe foraine variait d’un marché à l’autre, en fonction des taux définis par la province ainsi que par le district.
Pour la collecte des taxes, l’on faisait généralement appel à des fermiers ; le droit de recueillir les taxes faisait alors l’objet d’acquisitions par tiers et de ventes et reventes. Il s’ensuivit que les taxes n’étaient pas collectées correctement et qu’il apparaissait y avoir un grand écart entre les montants recueillis auprès des forains d’une part et les montants encaissés par les autorités d’autre part,. 
Conséquence de ce que l’imposto do chão était l’imposition qui frappait spécifiquement les populations rurales, quasi tous les insurgés de Quebra-Quilos étaient des réfractaires à cette taxe, affirmaient leur intention de ne plus la payer à l’avenir, et entreprirent de détruire tous les registres de taxation sur lesquels ils purent mettre la main. Si, comme cela était parfois le cas, la liste énumérant soit les taxes à acquitter, soit les noms de ceux en défaut de les payer, se trouvait affichée en quelque lieu en vue (les autorités en effet ne manquant pas, chaque fois que de nouvelles taxes avaient été décrétées ou des anciennes augmentées, d’en donner avis à la population par voie d’affiches apposées en quelque lieu public, d’ordinaire sur le portail de l’église principale), ces listes furent elles aussi prises pour cible par les émeutiers, lacérées, arrachées et détruites. Parmi les autres taxes introduites dans le Nordeste sont à relever la taxe personnelle, ainsi que la taxe sur le système métrique, mais la rumeur publique, totalement débridée, en annonçait d’autres encore, entre autres une taxe supposée, dont la rumeur atteignit la localité de Bom Jardim en décembre, qui aurait à être perçue sur les femmes peignant leurs cheveux et se les laissant pousser longs,. Dans l’État de la Paraíba, écrivit un journal de l’époque, « le poids des impôts et la façon barbare de les collecter et les extorsions en tous genres infligées aux gens afin de satisfaire le tourbillon insatiable nommé nécessités publiques, finit par épuiser leur patience, et les jeta sur les routes pour se révolter […]. Le gouvernement de l’Empereur veut tuer le peuple par la faim, le peuple ne trouva aucun recours auprès de ses représentants et du gouverneur, qui ne sont que des instruments dudit gouvernement ; il n’a pas le courage de se laisser tuer, et se sert du triste, mais unique recours qui lui reste — la force. Il est dans son droit, car il défend sa vie. ».

### Contexte politique et social
L’empire du Brésil à son déclin, déjà fortement sclérosé, se révéla incapable de mener des réformes politiques et sociales. Le phénomène Quebra-Quilos représenta, dans le Nordeste, une dimension de la crise que le régime, de par son immobilisme, ne sut ni ne put éviter. Pourtant, les conséquences sociales de la concentration foncière avaient été dénoncées ; en effet, l’un des prédécesseurs d’Henrique Pereira de Lucena au poste de gouverneur de la province de Pernambouc, Diogo Velho Cavalcante de Albuquerque, originaire de la Paraíba, mais qui fut gouverneur du Pernambouc en 1871, avait souligné, à travers un rapport rédigé à l’intention de l’assemblée provinciale, combien était néfaste la prépondérance de la grande propriété terrienne sur le territoire de son ressort : 

« Réellement, il y a une partie de notre population qui est profondément démoralisée, voire perdue ; mais il reste une grande masse, d’où peuvent sortir des bras utiles. Cependant, quelles garanties celle-ci trouve-t-elle quant à ses droits, quelle assurance pour les services qu’elle accomplit, quels encouragements pour persister dans les bonnes pratiques ? La constitution de notre propriété territoriale, inféodant de très vastes domaines fonciers aux mains des privilégiés de la fortune, ne permit qu’exceptionnellement au pauvre la possession ou la détention de quelques arpents de terre. En règle générale, il est métayer, agregado, journalier ou tout ce que vous voudrez ; et alors, son sort est presque celui d’un ancien serf de la glèbe. »

À la pauvreté nordestine s’ajoutait dans l’administration brésilienne la vieille et habituelle erreur d’une centralisation asphyxiante. La tutelle pointilleuse exercée par le gouvernement impérial affectait jusqu’aux activités intellectuelles. Une machinerie parlementaire avait été imposée au pays qui servit à faire passer une réforme centralisatrice et permettre une anesthésie politique se traduisant par la fameuse conciliation de 1853, impulsée et orientée par le marquis de Paraná. Les présidents de province étaient nommés par la Cour et les cabinets ministériels se relayaient sous la surveillance de l’Empereur, pendant qu’une grande part de la population, esclaves et hommes libres de basse condition, actifs dans l’agriculture, laquelle est le principal support de l’économie nationale, restaient en marge de tout le processus politique. 

#### Bipartisme institutionnel
En 1868, l’empereur Dom Pedro II congédia le cabinet ministériel libéral et convoqua un cabinet conservateur, qui occupa ensuite le pouvoir jusqu’en 1875. Après qu’eut éclaté la révolte de Quebra-Quilos, la faction libérale fut accusée de vouloir exploiter ce soulèvement pour discréditer le gouvernement conservateur alors au pouvoir. L’on se plaisait à citer l’exemple d’un émeutier qui avait cherché refuge au logis d’un dirigeant libéral connu, le major de cavalerie Antonio Guedes e Alcoforado, et s’était placé sous sa protection. Les dirigeants libéraux faisaient observer que le major Alcoforado en recueillant un blessé ne rejoignait pas pour autant les rangs ennemis, mais faisait simplement « œuvre de charité ». Les libéraux étaient restés neutres, affirmaient-ils, et dans cet esprit s’étaient confinés à leurs domiciles, n’aidant ni les autorités ni les émeutiers. Dans un manifeste officiel paru dans le journal O Despertador, le directoire du Parti libéral se déclara complètement étranger aux mouvements populaires survenus dans la Paraiba. En réalité, même si certains d’entre eux déclarèrent que le mouvement de Quebra-Quilos était « une manière violente et rude dont le peuple ignorant manifeste contre le gouvernement qui l’opprime et le réduit en esclavage », les libéraux étaient, tout autant que leurs rivaux politiques, des patriciens et à ce titre tentaient eux aussi de préserver leurs clients du service militaire rendu obligatoire par une nouvelle loi de conscription (voir ci-après). Néanmoins, plusieurs libéraux furent emprisonnés.
Silvino Elvídio Carneiro da Cunha, président de la province de la Paraiba, qui sur un ton de désolation avait déclaré se trouver « sans forces armées pour manœuvrer, sans moyens pour poursuivre les fauteurs de désordre qui, certains de notre faiblesse, nous menacent à chaque instant », ne sera pas pour autant épargné par ses ennemis. Dans les colonnes polémiques et contondantes du journal A Província, l’écho de ses lamentations sera cruel : 

« Le gouvernement n’affirmait-il pas, et ne continue-t-il pas d’affirmer, qu’il bénéficie de l’appui déterminé de la nation ? Le voilà à présent qu’il s’avoue faible et repoussé par le peuple. Il est regrettable que ce ne soit qu’aussi tardivement que monsieur Silvino reconnaît son impuissance, sans moyens pour poursuivre les victimes des impôts créés par lui, et plus encore par ce gouvernement véreux, qui malmène le pays pour jouir de l’abondance, du confort, du luxe et de tous les moyens de corruption. (...) Impuissants, faibles et rejetés par l’opinion publique, ils tremblent dans leurs tanières, et demandent de la troupe, plus de troupe — unique recours des despotes. »

Si le Parti libéral, parti d’opposition mais institutionalisé, considérait cette insurrection populaire avec les plus grandes réserves, nombre de libéraux néanmoins acceptaient, à titre individuel, la légitimité sociale de la révolte.
Il est vrai que la frontière entre conservateurs et libéraux était presque toujours davantage partidaire qu’idéologique, ce qui poussa l’historien Oliveira Viana à porter ce jugement sévère : « les deux vieux partis n’ont pas d’opinion, de même qu’ils n’avaient pas de programmes ; leur objectif était de conquérir le pouvoir et, celui-ci une fois conquis, de le conserver à tout prix. Rien de plus. C’était là le principal programme des libéraux, comme c’était aussi celui des conservateurs », jugement d’autant plus sévère qu’il se complète, plus loin dans le texte, par l’observation caustique qu’au Brésil les partis « ne se disputent pas le pouvoir pour réaliser des idées ; le pouvoir est disputé pour les bénéfices qu’il dispense aux hommes politiques et à leurs clans. Il y a les bénéfices moraux, que donne toujours la détention de l’autorité ; mais il y a aussi les avantages matériels que cette détention peut prodiguer. Soit dit entre nous, la politique est avant tout un moyen d’existence ; l’on vit de l’État comme l’on vit de l’agriculture, du commerce et de l’industrie, et tous trouvent infiniment plus doux de vivre de l’État que de quoi que ce soit d’autre. C’était ainsi jusqu’au dernier jour de l’Empire et le peuple ne s’y trompera pas totalement ».  
La première action en défense des quebra-quilos eut lieu le 28 novembre 1874, sous la forme d’une feuille volante distribuée dans la ville de Recife. Il s’agit d’une tentative entortillée et paradoxale d’identifier les quebra-quilos aux intérêts des grands négociants de Recife. Les auteurs de ce texte manifestement partidaire ne cachaient pas leur désir de liguer l’opinion publique contre les conservateurs. Les quebra-quilos y sont présentés comme des groupes pacifiques qui se réunissent tranquillement pour protester contre les impôts « inconstitutionnels » à travers lesquels un gouvernement despotique dévoilerait son visage autocratique, en ordonnant les taxations les plus sévères. Les libéraux, adversaires du pouvoir en place, iront jusqu’à proposer aux quebra-quilos une plateforme politique et un ample programme de revendications : A Província, après avoir remémoré les « cris pour la liberté de 1817, 1822, 1824, et encore de 1848 », esquissa, dans son édition du 8 décembre 1874, un « programme plus prompt, plus urgent, consistant en la liberté dans la loi électorale ; en la liberté dans les lois judiciaires ; en la liberté dans le service militaire ou l’abolition de l’enrôlement ; en la liberté pour la milice citoyenne ou l’abolition de la Garde nationale, et enfin en la liberté pour l’élément servile ou l’émancipation des esclaves ».
En comparant entre eux les comptes rendus contradictoires de la presse de l’époque, l’on s’aperçoit notamment qu’un journal comme Diario de Pernambuco, organe conservateur appuyant le gouvernement, prétendait minimiser l’insurrection, affirmant p.ex. dans son édition du 30 novembre 1874 que « le mouvement armé de la Paraíba était en train de se terminer ». Les dirigeants libéraux au contraire s’évertueront, du moins dans la première phase, à démontrer que le mouvement était essentiellement populaire et que le parti libéral n’avait strictement rien à voir avec l’insurrection. Les contradictions au sein de la mouvance libérale de l’époque se manifesteront tout au long des publications, des éditoriaux et des nouvelles, où le parti libéral tantôt s’auto-intitulait « colonnes de la monarchie », tantôt proclamait « c’est nous, nous sommes le peuple ». Cependant, selon les notes officielles du parti libéral (et, à coup sûr, cette vision des choses était correcte), la révolte de Quebra-Quilos ne fut pas un mouvement de parti ni même prémédité, mais une réponse populaire spontanée à une situation prévalant alors, quand bien même le fait qu’étaient prises pour cible des réalités locales découlant de politiques menées par des gouverneurs de province d’obédience conservatrice pouvait faire naître l’impression d’un mouvement dirigé contre les conservateurs.
Sous ce même rapport, il est intéressant de noter qu’à plusieurs reprises des juges de canton (juizes de direito) furent accusés de protéger des séditieux. De telles accusations avaient les origines les plus variées et dérivaient en général de rivalités politiques locales affleurant sous forme de dénonciations destinées à discréditer aux yeux du gouvernement certains magistrats.

#### Coronélisme
Le penseur et journaliste pernamboucain Antônio Pedro de Figueiredo écrivit dans la revue O Progresso :

« La majeure partie du territoire de notre province (le Pernambouc) est divisée en grandes propriétés, fragments des anciennes sesmarias, desquelles fort peu ont été subdivisées. Le propriétaire ou exploitant occupe une partie de celles-ci, et cède, moyennant une modique indemnité, le droit de demeurer dans l’autre partie et de la cultiver, à cent, deux cents, et parfois à quatre cents familles de mulâtres et de noirs libres, de qui il se fait le protecteur naturel ; mais il exige aussi d’eux l’obéissance absolue et exerce sur eux le plus complet despotisme. Il en résulte que les garanties de la loi ne valent pas pour ces infortunés, qui du reste composent la majeure partie de la population de la province, mais bien pour ces propriétaires, de qui 3 ou 4, réunis par les liens du sang, de l’amitié ou de l’ambition, suffisent pour annihiler, dans la vaste étendue de terres, les forces et les influences du gouvernement. »

Les officiers de la Garde nationale étaient choisis principalement parmi les propriétaires terriens et les fonctionnaires du gouvernement, d'où l'appellation de coronel (colonel, en portugais) appliqué aux membres de l'aristocratie foncière du sertão.

### Question religieuse
La dénommée question religieuse fut bien davantage qu’une commotion au sein de la seule structure ecclésiastique. L’Église catholique, jusque-là liée et identifiée au gouvernement impérial, instance de contrôle et d’orientation de l’opinion publique, se mit à un certain moment à défier le pouvoir, et ce faisant bouleversa et scinda la société brésilienne. Si, d’une part, l’anticléricalisme préexistant se revigora, la solidarité de divers secteurs de la société envers l’Église — qui de structure triomphante passa au statut d’organe persécuté —conféra d’autre part au clergé un crédit de confiance compensatoire. Cela explique que certaines revendications politiques et sociales, non attribuables en principe au clergé brésilien, purent apparaître comme étant de son estoc dans la presse de l’époque.
Durant le Premier Empire (1822-1831) et sous la Régence (1831-1840), l’Église se trouvait divisée sur la question de la tutelle impériale sur l’Église et de l’autorité de l’État sur le clergé, et, a contrario, sur la question de l’autonomie de l’Église brésilienne ou de son obédience exclusive à l’autorité du Vatican. Sous le Second Empire (1840-1889), le clivage entre État et Église allait s’exacerber encore jusqu’à aboutir à un point de rupture et provoquer la dénommée question religieuse. Celle-ci comportait une dimension politique, expression de la césure historique entre les élites gouvernementales et une Église nouvelle, soucieuse de suivre sa propre voie.

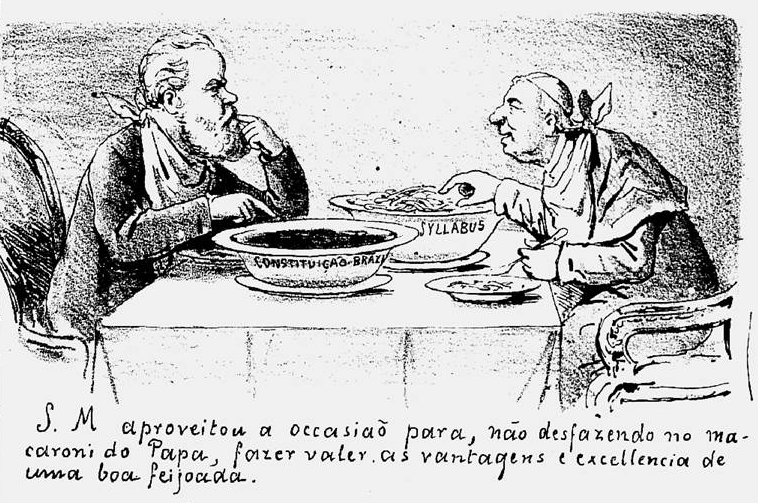
La question religieuse dans une caricature d’époque. Les personnages représentés sont le pape à droite et l’empereur Pierre II à gauche, prônant respectivement le Syllabus, figuré par un plat de macaronis, et la constitution brésilienne, figurée par une feijoada, plat typiquement lusitanien. La légende porte : « S.M. profita de l’occasion pour faire valoir, sans pour autant dédaigner les macaronis du pape, les avantages et l’excellence d’une bonne feijoada ».

La question religieuse peut se résumer comme suit. Dès la Régence (1831-1840), l’Église au Brésil avait commencé à être écartée du pouvoir politique. La quatrième législature (1838-1841) de l’Assemblée générale comptait parmi ses députés 12 ecclésiastiques, dont trois évêques ; à la dixième législature (1857-1860), il n’y eut plus que 7 prêtres, et de la onzième législature jusqu’à la fin de l’Empire, le nombre moyen des hommes d’Église dans les Assemblées générales n’était plus que de deux. Il en résulta à partir de 1840 une « romanisation » progressive de l’Église brésilienne, celle-ci tendant à se faire moins nationale, plus conservatrice, et à faire opposition aux idées modernes et libérales. La communauté catholique se décomposait alors en trois tendances : une traditionnelle, une tridentine et une ultramontane. Les réformateurs tridentins, mettant l’accent sur les sacrements et le clergé, s’attachaient à réintégrer les membres du clergé dans la vie quotidienne de leurs ouailles, en ramenant ceux-ci à la sainte messe et à la confession. Le nombre croissant de prêtres disposés à adopter les réformes tridentines renforça le phénomène de romanisation, en même temps que l’Église brésilienne commençait à favoriser une Église hiérarchisée aux dépens du catholicisme populaire, à exercer un contrôle plus strict sur la formation des prêtres, à avoir recours à des ecclésiastiques étrangers pour aider à mettre en œuvre ces réformes, et surtout à subordonner l’Église brésilienne à l’autorité du Vatican et du souverain pontife. Le tridentisme se recoupait en grande partie avec la troisième forme de catholicisme, l’ultramontanisme, qui tenait Rome plutôt que Rio de Janeiro pour chef de l’Église catholique du Brésil, défendait le dogme de l’infaillibilité pontificale, et s’employait à dénationaliser plus avant l’Église brésilienne. Cependant, l’ultramontanisme se caractérise en outre par ceci qu’il prônait la subordination de la raison humaine à la foi, la philosophie à la théologie, et la nature au surnaturel, et qu’il s’opposait à la modernité sous toutes ses formes, que ce soit le primat de la science positive, le libéralisme, le socialisme, etc.. Les ultramontains rejetaient ouvertement l’ingérence de l’État dans les affaires de l’Église.
La lutte entre les jésuites et la franc-maçonnerie marqua en 1873 l’histoire de la ville de Recife. Le 24 mai, à la suite d’un rassemblement maçonnique sur la place Conde d’Eu (actuelle place Maciel Pinheiro), un groupe d’exaltés se rendit au collège de jésuites, alors sis au no 32 de la rue de l’Hospice (rua do Hospício) et saccagea ses installations. Peu après, un autre groupe ravagea le journal A União, qui avait remplacé O Catholico dans le rôle d’organe de diffusion de l’Église, et au sein duquel les jésuites exerçaient une importante influence intellectuelle. Tout l’équipement graphique, un numéro du journal déjà prêt et quelques meubles furent traînés hors de la salle de rédaction et des bureaux du journal, situés rua da União, puis aussitôt jetés par la foule dans le fleuve Capibaribe. Deux jours plus tard, après convocation par voie de feuillets, répandus pendant la soirée dans toute la ville, les francs-maçons, libéraux, républicains et anti-jésuites tinrent une grande assemblée sur le Campo das Princesas (actuelle Praça da República), laquelle assemblée fut dispersée manu militari par le brigadier Manuel da Cunha Vanderlei, commandant des forces armées. 
Certains auteurs, en particulier contemporains de la révolte, voulurent voir dans les motivations religieuses la principale, sinon la seule, cause des jacqueries de Quebra-Quilos. Il est vrai que cet élément eut une part, à tout le moins comme justification idéologique, dans la plupart de ces soulèvements, mais non dans tous, et il est indéniable que le clergé y joua un certain rôle. Mais Quebra-Quilos ne saurait être réduit à une simple retombée de ce qu’il est convenu d’appeler la question religieuse au Brésil.
Ainsi est-ce aux cris de « vive la religion et mort aux francs-maçons » que les émeutiers attaquèrent le bourg d’Ingá, à l’est de Fagundes,. Le même jour, les kiloclastes qui avaient envahi Areia, l’une des principales villes de l’intérieur de la province de Paraíba, démolirent le théâtre de la ville, considéré par eux comme un édifice maçonnique. Après y avoir brisé tous les objets « maçonniques », ils se rendirent au bâtiment du conseil municipal, où ils décrochèrent et détruisirent le portrait de l’empereur Pierre II, responsable selon eux de l’arrestation de deux évêques nordestins notables,,K. Richardson (2008), p. 36. Ils tentèrent aussi, quoiqu’ils en furent empêchés, de déterrer les restes du juge cantonal décédé Francisco de Araújo Barros, au motif que celui-ci aurait appartenu à la franc-maçonnerie et ne pouvait donc pas être inhumé en terre consacrée,. Dans la localité de Vertentes, les incidents prirent aussi une tournure religieuse, que la presse de l’époque répercuta : selon le journal Jornal do Recife, le groupe qui fit irruption dans le bourg donna de trépidants vivats à la religion catholique et portait par devant lui un drapeau blanc sur lequel étaient peintes des images de Notre-Dame et de Notre Seigneur crucifié.
À Queimadas, les émeutiers se rendirent à l’immeuble où la société maçonnique Segredo e Lealdade (Secret et Loyauté) avait coutume de tenir ses réunions. Après y avoir saisi des ouvrages ainsi qu’un crucifix, ils les apportèrent à l’église paroissiale pour remettre le tout au curé. À Itambé, dans le Pernambouc, les insurgés refusèrent d’écouter le prêtre, allant même jusqu’à l’accuser d’être franc-maçon, en raison du fait que la croix de Jésus qu’il portait en sautoir s’inclinait vers la gauche. Dans le Pernambouc encore, un groupe d’émeutiers envahit la municipalité de Limoeiro le 11 décembre, se réunirent dans l’église, puis, arborant un drapeau et les effigies de la Vierge Marie et du Christ crucifié, entreprirent de convaincre les marchands forains de ne plus payer aucune taxe et de refuser d’utiliser le système métrique. Il y eut d’autres cas où l’église fut utilisée comme lieu de rassemblement, notamment par le groupe de 300 personnes environ qui attaqua la localité de Santo Antonio, dans le Rio Grande do Norte, au début du mois de décembre 1874 : réunis devant l’église, ils clamèrent des « vivats » au saint patron, pour ensuite détruire tous les registres administratifs qui leur venaient entre les mains. Un autre groupe, à l’inverse, en arrivant à Caruaru, vers le 12 décembre, cria « à la liberté, à la religion, à l’ordre public, et aux chères autorités populaires », mais s’appliqua néanmoins dans la suite à brûler les archives de la municipalité. 
Les cris de « vive la religion » et « mort aux francs-maçons » s’entendaient lors de quasi chacune des attaques, en particulier dans les soulèvements de la Paraíba et du Pernambouc,, à telle enseigne que tant le gouvernement provincial que celui central à Rio de Janeiro allaient attribuer le mouvement de Quebra-Quilos au « fanatisme religieux » et faire le lien avec la question religieuse alors pendante au Brésil,.

### Guerre du Paraguay et loi militaire
Le 26 septembre 1874, au terme de dizaines d’années de débats, le gouvernement central adopta une nouvelle loi portant réforme du système de recrutement militaire à travers tout l’empire du Brésil. Connue sous le nom de loi du 26 septembre 1874, de loi de recrutement, de loi du tirage au sort (Lei de Sorteios), ou de loi de captivité (Lei de Cativeiro), cette loi fut finalement proclamée par voie d’affiches le mois suivant dans les campagnes de l’arrière-pays nordestin. Les toutes premières émeutes de Quebra-Quilos, à Fagundes et Campina Grande, ne donnèrent pas tout d’abord à entendre de protestations contre cette loi, toutefois, à partir de novembre, l’opposition au service militaire occupera une place centrale dans les soulèvements et quasi tous les observateurs officiels en feront état comme l’un des principaux griefs des paysans et l’un des principaux mobiles de leur rébellion.
Cette loi menaçait de bouleverser le système patriarcal et clientéliste brésilien traditionnel, et si l’on échoua finalement à la faire entrer en vigueur, c’est parce qu’elle allait à l’encontre des coutumes et des normes morales des paysans, s’ajoutant aux autres entorses aux mœurs traditionnelles (imposto do chão, taxes, système métrique), contre lesquelles les protestations étaient déjà en cours. Ce qui rendait cette nouvelle loi de conscription particulièrement menaçante était le fait qu’elle tendait à saper la protection traditionnellement assurée aux petits paysans par le système clientéliste, dit coronélisme, laquelle protection comportait la dispense de service militaire.
La loi de conscription, et dans une certaine mesure la révolte de Quebra-Quilos, est à situer dans le contexte de la tension qu’il y eut, tout au long de l’histoire du Brésil, y compris à l’époque coloniale, entre les tentatives de centralisation du pouvoir et la résistance qui lui fut opposée au niveau local et régional, résistance qui prit la forme soit d’une consolidation du pouvoir entre des mains privées, soit — sous l’Empire — de mouvements fédéralistes. Cette tension se cristallisa dans la question des forces armées. Pour apaiser les craintes que l’armée nationale pût servir au gouvernement central à réduire les libertés provinciales, l’on créa la Garde nationale, qui, placée sous le commandement du ministre de la Justice, faisait office d’une sorte de gendarmerie nationale à laquelle pouvaient faire appel le juge de paix, les justices pénales, les présidents de province, et le ministre de la Justice. Elle était divisée en deux sections : l’active et la réserve. De la seconde étaient habilités à faire partie les fonctionnaires, les membres de professions libérales, les étudiants, les ecclésiastiques, les officiers d’armée, le personnel hospitalier, les propriétaires d’esclaves (à condition d’en détenir plus de cinquante), les propriétaires agricoles (s’ils possédaient au moins cinquante têtes de bétail), tandis que pouvaient prétendre au rang de garde actif les membres des classes inférieures ou des classes moyennes inférieures (sous réserve de pouvoir justifier d’un certain niveau de revenu). Au début, les officiers de la Garde nationale étaient élus, mais aux termes de la loi no 602 de septembre 1850, ils étaient nommés par les présidents de province ou par le ministre de la Justice.
Les élections, et la manière dont elles étaient manipulées, sont un élément clef du clientélisme au Brésil. Lors des élections, les propriétaires fonciers regroupaient leurs paysans et les emmenaient au juge de paix, qui déterminait s’ils avaient un revenu suffisant pour être acceptés comme électeurs. Ensuite, ils se rendaient à l’église où le scrutin se tenait et votaient pour le candidat soutenu par le propriétaire. Les paysans étaient ainsi admis à vivre sur le domaine agricole du patron-propriétaire terrien en échange de leur loyauté, celle-ci consistant notamment à voter dans le sens souhaité par le patron. Au lien patron-client ainsi créé se mêlaient souvent de surcroît des relations plus intimes, le patron consentant p.ex. à devenir le parrain des enfants de ses clients. Si les deux grands camps politiques d’alors — conservateurs et libéraux — poussaient leurs subordonnés à voter les jours d’élection, ceux des patrons soutenant le parti du premier ministre voyaient la plupart de leurs clients jugés d’un revenu suffisant et donc admis au scrutin, alors que beaucoup des subordonnés de la partie adverse se voyaient disqualifiés. Les patrons donc accordaient protection et terres à leurs clients en échange de leur loyauté et de leur soutien électoral ; à l’inverse, toute perfidie ou défection était sanctionnée notamment par l’enrôlement dans les forces armées.
Aussi bien pendant la période coloniale que sous l’indépendance, la vaste majorité des hommes enrôlés dans l’armée l’étaient par la contrainte. Les recrues une fois entre les mains de l’armée, les officiers daignaient (pendant la période dite d’examen) prêter l’oreille aux subterfuges ou aux raisons valables pour lesquelles telle recrue estimait devoir être dispensée de service militaire. Par exemple, les recruteurs avaient pour consigne « d’épargner un fils de chaque fermier, les gardiens de bétail qui conduisent le bœuf sur pied vers les villes, les maîtres artisans, les marins-pêcheurs, les marchands d’esclaves, les clercs », et les miliciens. Mais ce qui importait le plus pour un jeune homme aux prises avec les forces armées, c’était d’avoir l’appui d’un patron capable de convaincre les autorités de le réformer. 
Un décret impérial de 1822 portait que tous ceux vivant en « oisiveté criminelle », c’est-à-dire, en pratique, qui n’avaient pas de patron pour les protéger, étaient sujets à enrôlement dans l’armée. Le service militaire valait châtiment pour des délits, comme celui, vaguement défini, de vagabondage. Les recrues pouvaient se dérober en proposant un remplaçant ou en payant une amende de 400 milreis. En 1852, chaque province avait un quota annuel d’hommes à fournir à l’armée. Cette tâche fut souvent déléguée à des recruteurs, qui seraient après 1858 indemnisés 10 milreis pour chaque enrôlement forcé et 20 milreis pour chaque volontaire. Mais le gros du travail d’enrôlement fut confié à la Garde nationale. Or, les patrons d’une part préservaient leurs clients d’être recrutés dans l’armée ou la marine, et d’autre part briguaient pour eux-mêmes des postes d’officier dans la Garde nationale. Pendant la guerre de la Triple-Alliance (appelée au Brésil guerre du Paraguay), la Garde nationale, jusque-là assimilable à une force de gendarmerie intérieure plutôt qu’à un corps expéditionnaire, avait été elle aussi envoyée au front, alors que traditionnellement ceux qui avait rejoint la Garde nationale avaient été exemptés du service militaire dans l’armée. C’était là la première fois que la Garde nationale eut à se battre en dehors du Brésil ; 14796 Gardes nationaux furent appelés dans le seul mois de janvier 1865, dont 6 000 de la province de Minas Gerais et 3 000 de São Paulo. En octobre 1867, 10 000 hommes supplémentaires furent appelés sous les drapeaux, puis encore 8 000, ce qui laisse supposer des formes extrêmes d’enrôlement dans la Garde nationale.
En avril 1866, les autorités brésiliennes cessèrent de recruter sur une base volontaire, et les officiers revinrent à la vieille méthode éprouvée du recrutement forcé, mais rehaussé à un niveau jamais atteint auparavant au Brésil. À l’issue de la guerre de la Triple Alliance, le gouvernement fut amené à concevoir et à appliquer une réforme du système de recrutement militaire. La nouvelle législation signait la fin du rôle de force de sécurité strictement intérieure de la Garde nationale et mettait à mal le clientélisme comme moyen de se soustraire au service militaire.

### Politique de modernisation
Dans la décennie 1870, le gouvernement impérial du Brésil entreprit une série de modernisations du pays, en commençant par une abolition graduelle de l’esclavage, sous la forme de la loi dite Rio Branco (du nom du premier ministre d'alors, le vicomte de Rio Branco, 1871), puis en instaurant en 1872 le système métrique à travers tout le Brésil. Cependant, au cours des dernières décennies du XIXe siècle, et jusque dans les premières du siècle suivant, nombre de personnes allaient s’opposer, à des degrés variés, à ces modernisations. Les révoltes de Canudos, du Contestado, du Caldeirão, et les protestations contre la vaccination de 1904 étaient, au moins partiellement, anti-modernistes ; Quebra-Quilos en était sans doute la plus importante.
La guerre de la Triple Alliance terminée, le gouvernement du vicomte de Rio Branco, connu sous le nom de cabinet du 7 mars, inaugura une nouvelle période de réformes pour le Brésil. Furent ainsi décidés e.a. une réforme de l’enseignement, une abolition progressive de l’esclavage, le subventionnement des chemins de fer, le premier recensement national de la population, la mise en place d’une liaison télégraphique intercontinentale sous-marine, et l’introduction du système métrique. 
Une loi portant instauration du système métrique fut adoptée en 1862, mais ménageait une période de tolérance de dix ans. En septembre 1872, dix ans après la promulgation, Francisco do Rego Barros Barreto, alors ministre de l’Agriculture, publia un décret prescrivant l’adoption officielle immédiate du système métrique ; les Instructions (no 5089), publiées avec la loi d’exécution no 1157 et exécutoires le 1er juillet 1873, prévoyaient en cas de violation des sanctions de cinq à dix jours d’emprisonnement et une amende de 10 000 à 20 000 reis,. 
Dans les années 1850, les routes et chemins de fer apparaissaient comme les éléments les plus emblématiques de la modernisation en cours. Le Brésil s’adressa à des étrangers, plus spécialement aux Anglais, pour en prendre en charge la réalisation. Le centre-sud — si l’on prend comme critère la construction ferroviaire — se modernisa prestement ; le nord-est en revanche, lieu de l’ancienne richesse du Brésil durant la période coloniale, se modernisait beaucoup plus lentement. Là aussi, c’est aux Britanniques que fut confié le soin d’aménager les chemins de fer. En fait, la Compagnie ferroviaire de Recife et du São Francisco fut la première société de chemins de fer au Brésil, quoique l’objectif de relier Recife et le fleuve São Francisco prît des décennies à être atteint et que la compagnie fût dépassée en importance et efficacité par celles opérant dans le centre-sud. La Compagnie ferroviaire de la Bahia et du São Francisco, mise sur pied en 1852, commença ses activités en 1860, et, à l’instar de la Compagnie ferroviaire de Recife et du São Francisco, ne remplirait son objectif qu’au prix d’une immense dépense de temps et d’énergie, n’atteignant le fleuve São Francisco qu’en 1896.
L’empereur Pierre II lui-même, patron des sciences et des arts, s’attela à réformer le Brésil. À cet effet, il fit modifier, par le biais de la fiscalité, les règles du métayage, encouragea l’immigration, fit mettre en œuvre des méthodes agricoles scientifiques, étendit le droit de vote, et fit finalement abolir l’esclavage. Pour introduire le Brésil dans la modernité et montrer au monde que le pays progressait, les élites brésiliennes s’attachaient aux signes extérieurs du progrès : routes, chemins de fer, éclairage au gaz, etc. Comme indiqué ci-haut, le Brésil voulut également réformer son système de poids et mesures, dans le but de combattre la corruption des commerçants et des percepteurs, mais aussi pour stimuler la participation du Brésil aux échanges internationaux. En 1854, au terme d’une période de transition, le Portugal adopta le système métrique, et en 1861, le royaume d’Italie nouvellement constitué fit de même, avec une période de transition de 18 mois. En 1862, il y eut une vague d’adoptions en Amérique latine, l’Uruguay, le Chili, le Pérou, le Brésil et l’Argentine s’apprêtant à l’adopter à leur tour. Cette mesure de modernisation avait en apparence l’avantage, et ceci d’attrayant, qu’elle bénéficierait à tous les Brésiliens sans mettre en cause les institutions traditionnelles et conservatrices du pays. La législation brésilienne afférente n’apparaît du reste nullement précipitée ni radicale, mais au contraire précautionneuse, puisqu’elle prenait soin de préciser que la substitution devait se faire graduellement, disposant que l’usage légal des anciennes mesure ne devait cesser totalement qu’au bout de dix années de transition. En 1872, Rio Branco suggéra au ministre de l’Agriculture, Francisco do Rego Barros Barreto, que fussent publiées des instructions pour l’exécution de la loi, votée déjà dix ans plus tôt. Il fut alors déterminé qu’à compter du 1er juillet 1873, les marchandises offertes à la vente devaient être mesurées ou pesées en accord avec le nouveau système de poids et mesures. Toute utilisation de l’ancien système serait punie d’une peine de prison de cinq à dix jours ou d’une amende de 10 à 20 milreis. Ces instructions du 18 septembre 1872 mitigeaient ainsi les sanctions prévues par la législation, qui comportaient des peines jusqu’à un mois d'emprisonnement et des amendes jusqu’à 100 milreis. Ce fut le baron de Capanema qui formula la première grande critique à cette résolution gouvernementale, publiant, dans le journal A Reforma début 1873, un article où il reprochait aux autorités de n’avoir pas eu la précaution de distribuer les nouveaux étalons de mesure. Quoi qu’il en soit, les amendes et les peines d’emprisonnement conféraient à cette loi, dirigée contre des coutumes et habitudes venues des temps de la colonie, une aura de violence.

## Causes

### Cause principale: les taxations
Si les paysans des campagnes de l’intérieur bravèrent l’autorité, c’était au tout premier chef pour protester contre une série incessante de nouvelles impositions, provinciales et municipales, trop lourdes pour la vaste majorité des sertanejos pauvres, même si ― ainsi que l’indique le nom même de la révolte ― l’instauration du système métrique joua également un rôle important. 
L’analyse de l’évolution de la fiscalité dans la période qui précède la révolte de Quebra-Quilos montre que, dans la Pernambouc, pour les années qui vont de 1870 à 1874, il fut créé 32 impôts nouveaux et supprimé 13, que le taux fut baissé pour 59 impôts et rehaussé pour 36. L’augmentation du prix du coton, consécutive à la guerre de Sécession aux États-Unis, provoqua une hausse des recettes provinciales, à la faveur desquelles furent engagées des dépenses importantes de nature permanente, sans prévision du futur et sans que l’on pût être assuré de la pérennité de cette conjoncture favorable. De manière générale, l’imposition au Brésil était élevée si on la compare avec celle des autres pays. Une étude comparative des impôts perçus, vers le milieu du XIXe siècle, au Brésil et dans les autres États, indique que la charge fiscale se situait au Brésil toujours au-delà des possibilités contributaires du pays. 
La localité de Fagundes, près de la ville sertaneja de Campina Grande, dans la Paraíba, fut la première à se révolter. Significativement, c’est sur le territoire de cette localité que la culture du coton avait connu son plus grand essor et que l’on subissait donc de plein fouet les effets de la crise cotonnière. S’apprêtant à envahir la ville de Campina Grande voisine, l’un des meneurs identifiés du mouvement, João Vieira, alias Carga d’Agua, non seulement fit connaître ses desseins, à savoir « brûler les papiers des impôts », mais s’efforça aussi de rassembler autour de lui le plus de monde possible pour l’assister. Une bonne part des vendeurs de marché étaient en retard de paiement pour la taxe foraine ; lorsque le groupe protestataire mené par João Nunes attaqua le foirail de Fagundes, ils s’en prirent à la liste recensant les personnes en retard de paiement des taxes provinciales, liste qui était apposée à la porte de la boucherie et qu’ils détachèrent et mirent en lambeaux. À Campina Grande, les différents groupes d’émeutiers vinrent tous dans la même intention (en plus de détruire les poids et mesures du système métrique nouvellement rendu obligatoire) d’empêcher la perception des taxes provinciales et municipales, jugées excessives.
Les émeutiers dirigeaient leur rage non seulement contre les taxes, mais aussi contre ceux qui en assuraient la perception. Bien qu’il n’y eût que fort peu de collecteurs d’impôts tués pendant la révolte de Quebra-Quilos, une exception cependant est à signaler qui survint à la mi-décembre quand un groupe de 400 émeutiers attaqua Bom Conselho, pénétrèrent par effraction dans l’office du collecteur d’impôts et assassinèrent son greffier, ― mais c’était là certes un cas exceptionnel, non la règle générale. Bien plutôt, les insurgés s’en prenaient aux bureaux où les registres de taxation étaient conservés ; ceux-ci étaient alors jetés hors du bâtiment et éparpillés par les rues, pour y être brûlés ou réduits en lanières. Les émeutiers en particulier qui se trouvaient répertoriés pour arriérés d’impôts se montraient les plus ardents à détruire ces registres. Tous autres documents financiers, tels que p.ex. les titres d’hypothèque, connurent le même sort. Si d’autres mobiles peuvent être invoqués comme causes de la révolte de Quebra-Quilos, il demeure que les émeutiers ont tous indiqué cette raison particulière — les taxes — pour motif de leur soulèvement.

### Motifs religieux

#### Exacerbation de la question religieuse par la mise sous écrou de deux évêques et opposition à la franc-maçonnerie
En contrepoint des évolutions que traversait l’Église, il y a lieu de s’attarder à la franc-maçonnerie brésilienne. Si celle-ci était certes associée avec les idées libérales, elle n’avait garde de céder à l’anticléricalisme, comptant même des ecclésiastiques parmi ses membres. Cependant, au fur et à mesure que l’Église était écartée des centres de pouvoir et que les ecclésiastiques adhéraient moins au libéralisme, les hommes d’Église cessèrent de s'affilier aux loges. De plus, Rome commençait alors à condamner la franc-maçonnerie, de sorte que, plus l’Église brésilienne se « romanisait », plus sa rhétorique se faisait anti-maçonnique. En 1864, Rome fit paraître l’encyclique Syllabus errorum, où quatre-vingts « principales erreurs de notre temps » étaient définies, et dans un addendum de laquelle, intitulé Quanta Cura, se trouvait exposée l’opposition de la papauté à la franc-maçonnerie. Ensuite, lors du concile Vatican I (1869-70), Rome formula le dogme de l’infaillibilité papale. Ces positions portèrent le Brésil à séculariser les cimetières, de mettre sur pied un service d’état civil, et même de reconnaître le mariage civil,. En 1871, le vicomte de Rio Branco fit adopter la loi dite des Ventres libres, en vertu de laquelle tout enfant né d’une esclave après la promulgation de cette loi serait d’office affranchi à l’âge de 21 ans, moyennant toutefois que cet enfant eût servi le maître de sa mère à partir de l’âge de huit ans jusqu’à l’âge de son affranchissement. Le vicomte de Rio Branco se trouvait être à ce moment-là grand-maître de l’une des deux grandes loges maçonniques de Rio de Janeiro ; à l’occasion d’une réception donnée en l’honneur de Rio Branco, le père Almeida Martins, franc-maçon lui-même, prononça son éloge, ce qui incita son évêque, Pedro Maria de Lacerda, de lui ordonner de quitter la franc-maçonnerie. Cependant, attendu que la franc-maçonnerie n’avait jamais été condamnée par l’État brésilien, et qu’aucune des encycliques rejetant la franc-maçonnerie n’avait jamais reçu le placet impérial et qu’aucune par conséquent n’avait force de loi au Brésil, le père se crut en droit de refuser. L’évêque Lacerda répliqua en suspendant Almeida de sa faculté de prêcher et d'entendre les confessions. En réaction, Almeida se pourvut devant le Conseil d’État.
Dans le Pernambouc, l’évêque d’Olinda nouvellement nommé, le capucin Vital Maria Gonçalves de Oliveira, ayant eu vent de ce que le 29 juin 1872 une messe serait célébrée à l’occasion de la fondation d’un ordre maçonnique local, publia la circulaire Reservadíssima interdisant la tenue de cette messe. Gonçalves de Oliveira ordonna à tous les prêtres d’abjurer la franc-maçonnerie et à toutes les congrégations d’expulser de leur sein tout membre qui s’y refuserait. Dans le même temps, l’évêque du Pará, Dom Antônio de Macedo Costa, décida d’adopter une position semblable et publia le 25 mars 1873 une lettre pastorale, dans laquelle lui aussi condamnait la franc-maçonnerie et décréta que tout franc-maçon ayant refusé d’abjurer la franc-maçonnerie eût à être banni de sa congrégation. Pas moins de cinq associations religieuses furent suspendues en conséquence. En mai 1873, le Vatican, pour assurer Dom Vital de son appui, publia l’encyclique Quamquam Dolores, qui toutefois n’eut point le placet impérial. Le ministre de l’intérieur, João Alfredo Correia de Oliveira, adressa en février 1873 une missive à Dom Vital lui rappelant que « selon notre loi, les bulles n’ayant pas reçu le placet ne peuvent être appliquées dans l’Empire » ; néanmoins, Dom Vital continua de publier des encycliques sans l’aval de l’Empereur,. En juin 1873, le Conseil d’État ordonna à Dom Vital de lever avant 30 jours l’interdit jeté sur les congrégations. Dom Vital n’ayant pas obtempéré à l’expiration de ce délai, le Tribunal de Justice accusa le 12 décembre de la même année Dom Vital de violer l’article 96 du code criminel et ordonna son arrestation immédiate. Dom Antônio de Macedo Costa devait tomber sous le coup d’une incrimination similaire en mars de l’année suivante. Déféré devant la Cour suprême le 18 février, Dom Vital fut condamné à 21 ans de travaux forcés. Dom Antônio de Macedo Costa, mis en jugement dans des circonstances similaires le 27 juin, se vit signifier un verdict analogue le 1er juillet 1873,. Ces sentences furent ensuite toutes deux commuées en incarcération ordinaire par ordre de l’empereur Pierre II, et tous deux allaient purger leur peine pendant un an et demi, avant de bénéficier d’une amnistie impériale générale le 17 septembre 1875. La révolte de Quebra-Quilos cependant éclata, en partie du moins, en soutien à ces deux évêques emprisonnés.
Attendu que lors de l’insurrection toute la documentation relative aux impôts municipaux de Campina Grande fut détruite, aucune trace ne subsiste quant au total perçu au titre de l’imposto do chão (taxe foraine). Toutefois, tout laisse supposer que les sommes étaient loin d’être considérables ; mais il s’agissait, aux yeux des quebra-quilos, d’un impôt de franc-maçon, un impôt excommunié, impie, contre la religion, voire contre Dieu. La religion des anciens colonisateurs s’inscrit syncrétiquement dans l’univers critique et moral des caboclos du Nordeste, dans leur vision primitive des choses ; dans ce syncrétisme, la rébellion en l’espèce n’est pas une transgression, mais « au contraire représente une confiscation, une appropriation légitime et juste des biens de l’oppresseur par l’opprimé. La religion, comme la place publique, appartient au peuple ».   
Le 21 novembre (ou le 26, selon les sources) 1874, c’est-à-dire un mois après les premières agitations de Fagundes, des émeutiers déferlèrent dans la ville sertaneja d’Areia, également dans la Paraíba. En 1859, ce bourg avait fait bâtir un théâtre, doté de dix loges, d’une centaine de sièges et d’une galerie,. Les émeutiers, sur la foi de ce que « s’y trouvait un livre bleu contre l’Église », croyaient qu’il s’agissait en fait d’un temple maçonnique et se mirent par conséquent en devoir de le démolir. Ceci accompli, ils se rendirent à la mairie, où ils arrachèrent de dessus le mur puis découpèrent en lanières le portrait de Dom Pedro II, à qui ils imputaient l’arrestation des deux évêques susnommés,. Ces mêmes émeutiers tentèrent d’autre part d’exhumer le cadavre du juge cantonal, Francisco de Araújo Barros, au motif que, vu qu’il avait été franc-maçon, il n’avait pas droit à être inhumé en terre consacrée,. Il apparaît donc, en partie du moins, que les paysans se servirent de la détention des deux évêques, et de façon générale, de motivations religieuses, comme justificatif moral de leur soulèvement anti-impôts, afin de rendre éthiquement acceptables leur refus de s’acquitter des taxes et leur non-respect de la loi.

#### Rôle des mouvements missionnaires
Le rôle (et l’utilisation) de la religion dans cette révolte s’inscrit dans la droite ligne des prédications menées dans le nord-est par des prêtres locaux affiliés aux mouvements missionnaires. Ces prédications tendaient à un renouveau religieux et à des réformes sociales et étaient notamment dirigées contre la franc-maçonnerie. À Granito, par exemple, le père Manoel Antonio de Jesus s’employait à exhorter les masses à la rébellion, notamment en prêchant à propos de l’épineuse question religieuse et en flétrissant l’arrestation de l’évêque Vital Maria Gonçalves de Oliveira.
Dans les décennies 1860 et 1870, l’on vit déferler par vagues, sur les campagnes brésiliennes, des missions de prédication dirigées entre autres par le père José Antônio Maria Ibiapina. Ce dernier, avocat de formation, affecté par la misère dans le nord-est, entreprit une série de missions dans la région, lesquelles, se prolongeant sur environ douze jours et visant chacune une ville ou bourgade particulière, s’attachaient aussi bien aux aspects matériels que spirituels. Le prédicateur s’efforçait de rassembler la population autour de lui, dans le but de construire des hôpitaux, des maisons de charité (Casa de Caridade), des cimetières, des églises, et des retenues d’eau pour l’irrigation. Ibiapina, qui épinglait la vanité comme péché, fit construire par les populations rurales, entre 1860 et 1872, vingt-deux de ces maisons de charité. L’une d’elles, édifiée dans le Ceará en 1865, appelée Missão Velha, pouvait recueillir des orphelins et des malades, avait un jardin de fleurs avec une citerne d’eau et une salle pour enseigner aux enfants. Dix de ces maisons furent établies dans la Paraíba; la première, la Casa de Santa Fé, fut fondée en 1866 et comprenait un barrage et un cimetière, puis d’autres furent établies à Pocinhos et à Pombal. Dans d’autres zones, Ibiapina construisit des hôpitaux, notamment à Areia en 1862 et à Alagoa Nova en 1869, lesquels seront convertis plus tard en maisons de charité. La presque totalité des villages appelés à participer à la rébellion de Quebra-Quilos avaient auparavant été desservis par les missions d’Ibiapina.
Le père Calixto Correia de Nóbrega, curé de Campina Grande, qui tentait de convaincre ses paroissiens des méfaits de la franc-maçonnerie, sollicita l’assistance du père Ibiapina, lequel, arrivé dans la ville début décembre 1873 et inaugurant sa mission le lendemain, prêcha que les habitants de Campina Grande ne devaient pas obéir aux autorités municipales, en tant qu’elles avaient été nommées par un gouvernement maçonnique. Ibiapina ajouta que « ce serait la même chose de tuer un franc-maçon ou des chiens damnés ». À Fagundes, selon un témoignage, Ibiapina prêcha « depuis la chaire que le fils ne devait pas obéir au père s’il était franc-maçon […] et que l’épouse pouvait quitter son mari… [et] que les gens ne devaient pas obéir au gouvernement »,.
L’imposto do chão (taxe foraine), principale cible du soulèvement, était réputée « loi maçonnique » chez les insurgés, ou au moins loi instaurée par des francs-maçons, au même titre que les poids et mesures du système métrique. C’est d’ailleurs au père Nóbrega que Joao Carga d’Agua, meneur d’un des groupes d’émeutiers, s’adressa spécifiquement pour lui remettre les poids et mesures « maçonniques » qu’ils avaient saisis. Vers le 29 novembre 1874, l'agitateur Manoel de Barros, quand il retourna en ville avec ses hommes, et après qu’il eut tiré de prison son père Joao de Barros, attaqua le lieu de réunion de la société Segredo e Lealdade, s’empara du crucifix et des livres qui s’y trouvaient et se rendit, lui aussi, chez Nóbrega pour les lui remettre.
Ibiapina apparaît dans la documentation officielle sur Quebra-Quilos comme extrêmement suspect. Pour Manuel Caldas Barreto, chef commissaire de police du Pernambouc, le père Calixto da Nóbrega est la soutane la plus dangereuse et la plus subversive de son ordre ; il aurait insufflé dans le peuple des « idées anarchistes, qui furent plus d’une fois à l’origine de troubles et de blessures ». Il y a lieu toutefois de distinguer entre sa prédication anti-maçonnique, entrelardée de dures critiques contre le gouvernement, et un hypothétique rôle dirigeant chez les émeutiers. Il était certes impliqué dans la première ; quant au second, sa personne échappe à la logique des événements. Dans la Paraíba comme dans le Pernambouc, le commandement des quebra-quilos fut toujours aléatoire, désarticulé et transitoire. Tantôt ce fut un major de l’armée, Antônio Lelis de Sousa Pontes, originaire d’Ingá, qui avait été député provincial sous la législature 1870-1871, tantôt un vicaire, Calixto Correia da Nóbrega, à Campina Grande, qui s’évertua à tirer parti de la dynamique contestataire des quebra-quilos. La décision de prendre la tête du mouvement se prenait toujours en fonction de questions et de problématiques locales, de sympathies et antipathies purement régionales. Dans le cas précis de l’implication des deux prélats Ibiapina et Calixto, il y eut le facteur déterminant la dimension de l’antagonisme majeur entre Église et franc-maçonnerie.
Les pères Nóbrega et Ibiapina furent donc pendant un temps considérés comme les chefs de file du soulèvement — le 13 décembre 1874, le président de la province de Paraíba écrivit à son confrère du Pernambouc que « les pères Ibiapina et Calixto [curé de Campina Grande] étaient les principaux auteurs de cette agitation » —, raison pour laquelle Nóbrega allait être interpellé et traduit en justice comme meneur du mouvement de Quebra-Quilos. Cependant, défendu par un sien ami, l’avocat Geraldo Irineu Jóffily, Nóbrega fut bientôt mis hors de cause et relâché après son interrogatoire,. Peu après, le commissaire en chef de la police ordonna de nouveau son arrestation, alors que l’intéressé, après sa mission à Campina Grande, s’était entre-temps retiré à Santa Fé, dans la première de ses maisons de charité dans la Paraíba, et s’y trouvait encore lorsqu’il apprit le mandat d'arrêt lancé contre lui ; toutefois, son arrestation n’eut jamais lieu, ; sans doute, eu égard au prestige attaché à son nom auprès de la population nordestine, le gouvernement renonça-t-il à le mettre en détention. En effet, ainsi que le note Joffily, il eût été plus risqué de toucher au « padre mestre » (père maître) que d’arrêter l’évêque Dom Vital,,.

#### Rôle des jésuites et des capucins
Dans le Pernambouc, les autorités s’évertuèrent à désigner la question religieuse comme la cause de la révolte de Quebra-Quilos. Comme en témoigne une lettre d’Henrique Pereira de Lucena, président du Pernambouc, adressée au ministre de la Justice, les jésuites étaient voués à jouer en grande partie le rôle de bouc émissaire, tant pour la question religieuse que pour Quebra-Quilos. Les jésuites avaient été expulsés du Brésil au XIXe siècle, mais revinrent à Recife, sous l’égide de l’évêque Manuel Medeiros, mais cette fois prudemment sous l’appellation de pères de Saint-François-Xavier, et collaborèrent au Journal O Cathólico. Dans son premier numéro, ce journal présentait le point central de son programme idéologique : la « nécessité urgente de défendre, dans le cadre actuel, la religion chrétienne et l’Église ». Le journal ne voulait se mettre au service d’aucun parti politique. Comme responsable unique de tous les articles publiés apparaissait le nom du conselheiro Pedro Autran da Mata Albuquerque, cependant l’indication qu’il se trouvait « sous les auspices de l’évêque Dom Francisco Cardoso Ayres » conférait au journal le statut d’organe officiel. Dans ses colonnes est perceptible la présence jésuitique ; le langage utilisé est parfois véhément, en particulier quand il est question de la franc-maçonnerie. Il adoptait par ailleurs des positions anti-libérales. Si dans le passé le jésuitisme, d’un côté, rechercha, et obtint plusieurs fois, le pouvoir politique, de l’autre, la réaction à son influence fut également vive. Quelques prêtres de l’intérieur avaient dans des sermons du dimanche critiqué le gouvernement pour sa position dans l’affaire des évêques Dom Vital et Dom Macedo Costa ; mais ce ne furent généralement pas des jesuites qui firent montre d’un tel courage, mais la plupart du temps de simples prêtres séculiers ou des membres d’autres ordres. Néanmoins, un lien matériel complet et précis entre Quebra-Quilos et clergé ne peut pas être établi. Dans cette Église catholique rancunière, qui se désolait de l’incarcération de ses évêques, l’attitude des prêtres apparaît en général, dans les villes et bourgs où le mouvement se manifesta avec une intensité plus ou moins forte, d’une variabilité telle que l’idée s’impose naturellement à l’historien que c’étaient les situations locales, les points de vue personnels en matière politique, les liens d’amitié ou d’inimitié avec les autorités qui fondamentalement conditionnèrent les positions prises par les curés de l’intérieur vis-à-vis de la révolte, de la sédition ou des simples tumultes des quebra-quilos. Cela vaut du moins pour le clergé séculier ; quant aux ignatiens, et quand bien même le gouvernement eût été convaincu du contraire, il n’a été trouvé aucune preuve directe, conclusive, documentée, de l’action des jésuites contre les institutions. Quoique revanchiste, l’Église brésilienne joua dans la révolte de Quebra-Quilos un rôle asymétrique et plus d’une fois contradictoire. Si Ibiapina prêcha contre l’Empire à Campina Grande, si des jésuites furent faits prisonniers dans la Paraiba et à Recife pour avoir détenu des « papiers compromettants », si Onorati et Aragnetti furent expulsés de leurs paroisses par le gouvernement provincial, d’un autre côté, un grand nombre de prêtres exhortèrent les émeutiers enragés à ne pas brûler les bureaux de l’administration, à payer les impôts et à respecter les autorités. 
Dès le début, Rio Branco suspecta les jésuites d’être les auteurs d’un vaste plan de subversion, bien dissimulé, et dans une lettre adressée à l’Empereur, datée du 18 décembre 1874, il écrivit : « Il me paraît, comme à M. le ministre de la Justice, qu’il y a des indices solides, mais non des preuves suffisantes, de la culpabilité des pères jésuites (…) ; ou bien les pères sont des chefs de la sédition, ce qui doit se savoir par les moyens judiciaires, ou non ». Les informations communiquées à l’Empereur par Rio Branco le 17 décembre indiquent que la sédition n’était pas encore étouffée et que Lucena insistait que les jésuites fussent expulsés. Le 22 décembre, Rio Branco était pleinement convaincu, par les télégrammes que lui adressait Lucena, que le plan d’agitation qui perturbait le Pernambouc et la Paraíba était jésuitique, avec la collaboration de quelques politiciens du Parti libéral. D’où le télégramme de Rio Branco à Lucena, avec ce message énergique, catégorique, inquiet, et farouchement anti-jésuite : « L’autorité ne doit pas reculer. Les jésuites de Triunfo sont les plus dangereux ; ils préparent le mouvement de la Paraíba et du Pernambouc, d’intelligence avec Ibiapina et d’autres missionnaires. Il semble que là se trouve le foyer principal de la sédition. […] Qu’il soit annoncé (non en guise de compromis) que les églises seront fermées, mais que les jésuites soient appréhendés et qu’ils s’en aillent. Faiblir, en ce cas, c’est attiser de nouvelles résistances, et tout perdre. »
Il y a lieu d’évoquer le cas particulier des prêtres jésuites de Triunfo et de Flores, qui agirent d’une manière singulière. Dans ces deux villes, où les jésuites Onorati et Aragnetti « préparaient des missions », les événements prirent une tournure particulière, sans aucun doute à la suite de l’action indirecte des prêtres. Lorsqu’il fut connu que les deux jésuites italiens s’étaient vu intimer l’ordre de comparaître devant le secrétariat de police de la capitale provinciale, la population se mit, selon le juge cantonal, en « complet alarme et se disposait à s’opposer aux ordres du gouvernement quand celui-ci s’apprêtait à éloigner lesdits jésuites, lesquels avaient réussi à les fanatiser ». Toutefois, le séjour d’Onorati et d’Aragnetti à Triunfo ne coïncida pas avec les habituelles attaques des quebra-quilos contre les bureaux de l’administration ou avec la destruction violente des nouveaux poids et mesures. L’agitation  se limita, selon le témoignage du juge cantonal, à un appui personnel aux deux missionnaires italiens et à une condamnation de la franc-maçonnerie et, par extension, du gouvernement « maçonnique et impie ». 
En décembre 1874, une perquisition fut menée au domicile du curé Francisco Araujo, démarche justifiée par le fait que celui-ci aurait reçu des visiteurs de Rio de Janeiro. Selon la police, le jésuite chapelain du collège Sainte-Dorothée habitait au domicile de João de Barros ; là, des réunions se seraient tenues nuitamment certains jours de la semaine. Lors de la perquisition, un ensemble de lettres fut découvert qui « démontrait l’influence des jésuites dans le Quebra-Quilos » ; en particulier, trois de ces lettres avaient été écrites en italien par le jésuite supérieur de la province, ce qui prouverait que « les jésuites ont exercé, à propos de la question religieuse, une puissante influence auprès de la Curie romaine, laquelle a alors dépêché leur ordre, ainsi qu’il appert des lettres de l’évêque Dom Vital ». Le 21 décembre 1874, la veille de l’arrestation des jésuites, le président Lucena disposait de cinq autres lettres supposées fournir la preuve de la subversion des jésuites. En réalité, fort peu, sinon aucune preuve n’avait pu être trouvée. Les accusations portées contre les jésuites étaient très mal étayées et les tentatives gouvernementales visant à prouver que les jésuites avaient trempé directement dans Quebra-Quilos échouèrent,.
Ce nonobstant, malgré l’absence de preuves formelles, Lucena considéra que le séjour des ignatiens dans la province de Pernambouc était dangereuse pour la paix et la tranquillité publiques, et annonça que les jésuites étrangers seraient expulsés. Les termes utilisés dans la décision officielle de Lucena relativement aux activités exercées par les jésuites démontrent que le président du Pernambouc accréditait fermement l’existence d’un plan général d’insurrection, conçu par les jésuites, et dans lequel serait exploité le charisme d’Ibiapina. Les mandats d’arrêts furent lancés le 22 décembre. Sept jésuites ayant supposément joué un rôle de premier plan furent appréhendés, à savoir le père Silvestre José da Rocha Pinto, le seul Brésilien du groupe, et ses compagnons, tous ressortissants italiens. L’on eut plus de peine à capturer les deux jésuites restants, Antonio Aragnetti et Onoratti. Le premier nommé avait travaillé comme missionnaire dans le Pernambouc jusqu’au 15 décembre 1874 au moins ; au moment où le mandat d’arrêt fut délivré, il apparut qu’il avait plongé dans la clandestinité, mais son portrait fut diffusé qui permit de le découvrir déguisé le 4 janvier 1875 et de le livrer à la capitale provinciale. Quant au père Onoratti, l’on fut plus long encore à le capturer ; on le découvrit dans la nuit du 17 janvier, en compagnie de deux portefaix, voyageant apparemment de la bourgade de Pajeú de Flores en direction de la capitale pour s’y mettre à la disposition des autorités. Le 22 décembre 1874, le président Lucena le fit embarquer sur une corvette en attendant son expulsion hors de l’Empire.
Entre-temps cependant, des lettres affluèrent à l’office du président Lucena dénonçant les arrestations. L’opinion publique de l’époque n’était en effet pas entièrement convaincue de la culpabilité des jésuites dans les désordres de l’intérieur. À une lettre de l’évêché d’Olinda qui affirmait que les prêtres jésuites avaient vécu pacifiquement parmi eux pendant neuf ans, enseignant assidûment à la jeunesse, Lucena déclara que les jésuites étaient des « agents du fanatisme et de l’anarchie », des « prêtres étrangers devenus dangereux pour l’État ». Le colonel Severiano Martins da Fonseca devait plus tard prétendre que les séminaires d’Olinda avaient propagé des idées subversives à la suite de « l’emprisonnement des deux principaux représentants de l’Église de l’Empire ». Aussi les jésuites furent-ils derechef chassés du Brésil.
Les capucins, à l’instar du père Ibiapina, avaient également effectué des missions de prédication. En 1874, douze missions furent organisées dans le seul Pernambouc. Ces missions attiraient habituellement entre cinq et douze mille personnes et s’appliquaient aussi « à prodiguer des bienfaits matériels », tels qu’une nouvelle église dans la ville d’Escada ou un nouveau cimetière à São Bento.
Pendant les jacqueries, les autorités du Pernambouc et de la Paraíba demandèrent le concours des missionnaires capucins pour contenir la rébellion. Le ministre de la Guerre écrivit à Lucena le 29 novembre 1874 pour « l’encourager à continuer à soutenir ces missionnaires afin qu’ils continuent de pacifier les émeutiers de cette province et de celle de la Paraíba du nord ». Les prêtres capucins y parvinrent en quelques occasions, et échouèrent en d’autres, p.ex. le 30 novembre 1874, lorsque de 300 à 400 émeutiers assaillirent le bourg d’Itambé dans le Pernambouc et que les autorités municipales firent appel aux missionnaires capucins pour convaincre les masses de leur erreur, mais où leurs efforts furent vains. Là où les capucins n’avaient pu être entraînés à affronter les émeutiers, les autorités s’empressaient de cacher les registres officiels dans les églises, où elles les croyaient à l’abri.

### Loi de conscription
L’une des raisons pour lesquelles les registres municipaux furent détruits par les quebra-quilos était la volonté d’éliminer les listes de ceux qui, en application d’une nouvelle loi adoptée en septembre 1874, étaient susceptibles d’être enrôlés dans les forces armées. Si des doléances en rapport avec cet élément ne furent pas exprimées dans toutes les émeutes, et si le grief principal touchait dans tous les cas à la fiscalité, des protestations contre le service militaire s’entendirent dans une grande majorité de ces émeutes. Lors des soulèvements dans la Paraíba, la destruction des matricules nécessaires à la mise en œuvre de la loi de recrutement, et donc le désir d’empêcher son application, est un élément que l’on retrouve presque universellement dans les jacqueries nordestines. P.ex., le 21 novembre 1874 à Timbaúba, les émeutiers, après avoir molesté les percepteurs, dirigèrent leur colère sur les documents conservés dans le bureau du secrétaire du délégué de l’assemblée ainsi que du greffier du juge de paix, ce dernier détenant en effet la liste de ceux admissibles au recrutement militaire. Les émeutiers agirent de même dans les États d’Alagoas et du Rio Grande do Norte, notamment à São Bras, en Alagoas, le 1er janvier 1875, et à Jardim do Seridó, dans le Rio Grande do Norte, le 5 décembre 1874. 

#### Réforme du recrutement militaire
João José de Oliveira Junqueira, devenu ministre de la Guerre en 1871, entreprit une série de réformes du recrutement militaire. Dans un premier temps, en 1873, il parvint à convaincre le parlement d’adopter la loi no 2395 du 10 septembre 1873 réorganisant la Garde nationale ; si celle-ci, abstraction faite de la guerre de la Triple Alliance, exerçait auparavant des fonctions de police, la nouvelle loi retirait les tâches policières de la liste de ses compétences, pour ne garder que ses missions de lutte contre les rébellions, séditions et insurrections, et de combat dans les guerres extérieures. En somme, la Garde nationale était destinée à disparaître en temps de paix, et ne referait son apparition qu’une fois l’an, pour passer la revue, recevoir ses instructions, et replonger ensuite dans son état d’hibernation. Junqueira restructura la formation militaire (1874), réduisant la durée des études à deux ans pour les officiers combattants et à cinq ans pour les ingénieurs militaires, et convertissant l’ancienne École centrale en un institut polytechnique. Cependant, en ce qui concerne Quebra-Quilos, l’aspect le plus important de ses réformes fut le vote de la loi de conscription de 1874, laquelle poursuivait deux buts : premièrement, rendre le service militaire moins pénible en le débarrassant de ses formes les plus extrêmes de châtiment corporel ; deuxièmement, comme son intitulé l’indique, de réformer le système d’enrôlement. Selon les nouvelles dispositions, tous les hommes entre 18 et 30 ans devaient être recensés en vue du service militaire ; seraient exemptés de la conscription les prêtres, les policiers, les séminaristes, et les étudiants en médecine et en droit, que le pays fût ou non en guerre. En temps de paix, certaines autres catégories de personnes pouvaient se soustraire à l’immatriculation militaire : les marins-pêcheurs, les marins de la marine marchande, les directeurs d’usine, les machinistes des chemins de fer et de la navigation à vapeur, les salariés des usines « importantes », les gardiens de bétail ayant à leur charge plus de 50 têtes de bétail, les propriétaires, régisseurs ou représentants d’un domaine agricole employant plus de 10 travailleurs, et les comptables de maisons de commerce d’une valeur dépassant les 10 000 milréis. Chaque paroisse aurait à réunir une commission, dite junta paroquial, composée du juge de paix, de son greffier, des autorités policières et du curé. En cas de besoin, il serait procédé à un tirage au sort, et ceux ainsi sélectionnés serviraient pendant six ans ; les volontaires s’engageraient également pour six ans. Cette junta paroquial devint la cible privilégiée des opposants à la nouvelle loi militaire. Sitôt promulguée ladite loi, une vaste campagne de recrutement fut mise sur pied.
Appartenir au parti d’opposition, c’était, bon gré, mal gré, être candidat à l’enrôlement dans les forces armées, du moins si votre statut socio-économique ne vous permettait pas d’obtenir quelque exemption légale. Au demeurant, la noblesse foncière ne se souciait guère de la nouvelle loi de conscription, sujet de toutes les conversations ; elle savait en effet, par expérience historique, qu’elle serait dispensée de cet impôt du sang, car la tradition voulait que seuls les désœuvrés fussent appelés sous les drapeaux comme soldats. La plèbe en revanche avait de bonnes raisons d’être sur ses gardes ; les plus anciens gardaient un triste souvenir de leur service militaire, avec ses sévices corporels et ses préjugés sociaux. 
Cependant, la nouvelle loi militaire se révéla bientôt inapplicable, notamment à cause de la révolte de Quebra-Quilos, et sa mise en œuvre n’allait pas être réenvisagée avant la chute de l’Empire en 1889. Cette impossibilité de mettre en application une loi décidée au sommet de l’État, si elle était d’une part l’expression d’une faiblesse dans le système politique impérial, risquait d’autre part de compromettre l’antique système patriarcal dans les campagnes nordestines et d’entamer le pouvoir des coroneis, et ce à un moment crucial : la dépression économique et le conflit entre l’État et l’Église.
Lorsque le mouvement de Quebra-Quilos éclata, beaucoup de propriétaires terriens saisirent l’occasion pour inciter leurs paysans à se révolter aussi contre la loi de conscription. Il advint que quelques coroneis influents furent accusés d’être des meneurs de la révolte ; cependant, étant donné le réseau compliqué de clientélisme qui liait tant de gros propriétaires et de dirigeants politiques dans les sertões, et attendu que les coroneis étaient à leur tour les clients de patrons plus puissants, tous ces acteurs s’inscrivant dans une chaîne patriarcale remontant à Dom Pedro II lui-même, la condamnation éventuelle de propriétaires puissants eût signifié pour les politiciens la perte de potentiels clients ; si au contraire les propriétaires fonciers étaient exemptés de poursuites judiciaires pour avoir poussé leurs subordonnés à s’opposer aux nouvelles taxes, aux poids et mesures, et à l’enrôlement forcé dans l’armée, les personnalités politiques s’assuraient une loyauté durable de la part des coroneis en vue notamment de futures élections. L’on comprend alors aisément que si maint coronel influent fut soupçonné d’avoir encouragé la révolte, peu furent effectivement inculpés.
Lors de la phase de répression de la révolte de Quebra-Quilos, le service militaire servit de châtiment contre les rebelles. Le colonel Fonseca, envoyé dans la Paraíba avec ses hommes pour écraser la rébellion, commença par mettre en état d’arrestation tous les émeutiers, avérés et présumés. Ainsi p.ex., se rendant par la route au district d’Ingá, se saisit-il de tous ceux qu’il rencontra dans un rayon de quatre lieues (une lieue valant six kilomètres au Brésil). Ensuite, Fonseca ordonna à son subordonné, le capitaine Antonio Carlos da Silva Piragibe, d’arrêter tous les accusés et « de procéder dans le même temps à un vigoureux recrutement ». En décembre, le ministre de la Guerre suppléant, João José Junqueira, avait écrit au président Lucena du Pernambouc pour spécifier que seuls les chefs du mouvement séditieux devaient être mis en examen et comparaître devant le tribunal, les autres détenus devant, sauf exemption de service militaire, être enrôlés dans la troupe et expédiés à Rio de Janeiro dès que possible. Un flux continu de nouvelles recrues fut alors envoyé par le commissaire de police Araújo tout au long de ce mois. 
L’un des aspects les plus importants de l’enrôlement, outre l’avantage pour l’armée de se constituer des effectifs, était sa fonction de contrôle social. Telle personne, une fois détenue et promise au recrutement, n’aura rien de plus pressé que de justifier de quelque dispense légale. La voie la plus aisée pour y parvenir était de contacter le patron, lequel se porterait alors au secours de l’intéressé (du moins si celui-ci s’était montré un client loyal) et s’emploierait à prouver qu’il avait droit à une exemption légale. 
Il incombait aux autorités provinciales, non aux locales, de déterminer en dernier ressort, avant de l’envoyer à Rio de Janeiro, si la recrue était apte au service. Souvent, la police provinciale venait visiter les prisons des différentes municipalités pour s’assurer de la culpabilité des détenus, puis autoriser qu’ils soient transférés à la capitale provinciale pour y être enrôlés.

### Rejet du système métrique et des innovations
Au cours de la décennie 1860, il apparut que très peu de gens, en particulier dans les zones rurales, s’étaient approprié le nouveau système. En dépit de la prescription légale, les systèmes traditionnels restaient en usage et l’on continuait d’utiliser les anciennes unités de mesure telles que paumes (palmos, environ 0,22 mètre), verges (jardas), pouces (polegadas) ou coudées (côvados), et à exprimer le poids des marchandises en livres et arrobes. Outre ces unités de mesure à proscrire officiellement, il y avait encore au Brésil vers 1874 une grande variété d’autres poids et mesures, tels que le pied (pés, équivalant approximativement à un pied anglais), la brasse (braça, env. 2,20 mètres), la lieue (légua), la botte (feixe), le grain (grão), l’once (onça), le quintal (idem) et nombre d’autres, qui étaient utilisées depuis de nombreuses générations et auxquelles la population était habituée. 
À l’opposé, les nouvelles unités de mesure étaient perçues comme « étrangères ». Les expressions de « système métrique français » ou de « système décimal français », utilisées pour en souligner la nature non brésilienne, s’entendaient fréquemment. Le fait que les étrangers, en particulier les marchands étrangers, furent une cible privilégiée des kiloclastes indique que les paysans ressentaient le nouveau système comme une chose imposée du dehors. 
Des nombreuses réclamations émanaient des chambres municipales pour non arrivée des nouveaux étalons de mesure dans leur commune. Si par contre ces étalons étaient bien disponibles partout dans la capitale du Pernambouc, il y eut en contrepartie de sérieux problèmes de fraude, à telle enseigne que la Présidence provinciale dut recommander à la Chambre municipale de Recife d’exhorter ses agents à une vigilance constante lors de l’étalonnage des poids et mesures, le gouvernement soupçonnant ceux-ci d’être souvent falsifiés. 
Pendant les révoltes de Quebra-Quilos, les paysans s’en prirent chaque fois― à quelques rares exceptions près (comme l’attaque de la prison de Campina Grande par la famille Barros) ― aux poids et aux balances du nouveau système métrique, qui à leurs yeux symbolisaient « la hausse des taxes et la tyrannie du gouvernement ». Maints propriétaires terriens perçurent dans l’instauration du système métrique une tentative du gouvernement central de réduire les pouvoirs de l’aristocratie foncière au profit du gouvernement central à Rio de Janeiro. 
Si les autorités prétextaient la lutte contre la fraude et affirmaient que le nouveau système bénéficierait à tous, les paysans restaient convaincus qu’il s’agissait pour le gouvernement d’augmenter ses recettes, et maintenaient que les gens étaient contraints de se procurer ces balances sans en avoir appris l’usage, raison pour laquelle les fraudes continuaient. En conséquence, les insurgés non seulement détruisaient les poids et les balances sur les marchés, mais s’en prenaient aussi à tous les commerçants et établissements de commerce qui utilisaient les nouveaux étalons. Les estaminets furent notamment visés, et aussi les boutiques de boucher, dont les exploitants furent sommés par les émeutiers de leur remettre les nouveaux équipements. Certains de ces commerçants s’obstinèrent à ne pas les remettre aux insurgés et quelques-uns furent battus en conséquence. Dans quelques cas, les émeutiers eux-mêmes furent blessés ou tués par des commerçants déterminés à protéger leurs équipements de pesage.
Le 21 novembre 1874, à Fagundes, les émeutiers se divisèrent en petits groupes de 50 à 200 et se mirent à la recherche des poids et mesures du nouveau système métrique dans l’intention de les détruire. Ils contraignirent le commissaire de police non seulement de signer un engagement à mettre fin aux taxes, mais aussi de faire cesser l’application des nouveaux poids et mesures,. Les bourgs d’Ingá et d’Areia, tous deux dans l’État de la Paraíba, eurent leurs poids et mesures détruits le 21 novembre, et la ville de Campina Grande, également dans la Paraíba, les vit détruits sept fois entre le 14 novembre et le 5 décembre 1874. 
Les insurgés pernamboucais, qui se manifestèrent pour la première fois le 21 novembre, eurent d’abord à cœur, tout de même que leurs camarades de la Paraíba voisine, de détruire les poids et mesures, s’attaquant, comme dans beaucoup d’autres villes et bourgades, aux marchands du marché qui utilisaient ces nouveaux équipements. Les mêmes passaient ensuite aux commerces du bourg, dont ils détruisaient les poids et mesures. Ailleurs, les paysans attaquèrent les estaminets où le nouveau système métrique était utilisé. Dans nombre de cas, les boutiques de boucher, en tant que symbolisant la hausse des prix des denrées alimentaires, furent la cible des attaques, notamment à Angélica et à Bezerros dans le Pernambouc, et à Goianinha dans le Rio Grande do Norte. 
Par ailleurs, les paysans poursuivirent de leur haine les commerçants, dont ils dépendaient pour acquérir certaines marchandises. Afin de pouvoir utiliser le système métrique, les commerçants eurent à se procurer (soit en en faisant l’acquisition, soit en les louant) les nouveaux poids et mesures, puis, pour les faire calibrer et déclarer conformes aux étalons officiels, durent s’acquitter d’une taxe municipale. Il se trouva que de façon générale les unités de mesure du nouveau système ― kilos, litres et mètres ― étaient en moyenne environ 10 % inférieures aux unités traditionnelles. Pour compenser les taxes désormais redevables, les commerçants s’ingénièrent à maintenir leurs prix inchangés, mais pour une quantité moindre de produit, se dégageant ainsi de cette charge financière nouvelle sur le consommateur. Par dépit, les émeutiers, après avoir détruit les poids et mesures sur le marché, détruisaient ensuite ceux des boutiques de commerçant. 
Les représentants de l’autorité municipale, en tant qu’agents officiels chargés de faire appliquer le système métrique, furent visés eux aussi, ainsi qu’il advint le 19 décembre 1874 à Lagoa dos Gatos, où un groupe de 300 émeutiers envahit la ville, brisa les poids et mesures, puis réclama auprès du juge de paix tous les étalons des balances et le forcèrent, sous les cris et les insultes, à leur remettre les archives et les contrats de la Chambre municipale. À Garanhuns, dans le Pernambouc, un groupe de 50 à 100 individus, auxquels se joignirent approximativement 600 personnes, se mit à attaquer la maison du capitaine Pedro de Rego Chaves, après que celui-ci, requis de remettre ses poids et mesures, eut refusé d’obtempérer. D’autres officiers, rapidement venus à la rescousse, tentèrent de convaincre les émeutiers de n’en rien faire, mais en vain. Le lieutenant voulut se défendre avec son épée, mais le chef quebra-quilo, Joaquim Bener d’Oliveira, le terrassa par un profond coup de faux dans l’omoplate. La lutte s’engagea, et des gens armés chargés de protéger la maison du capitaine Chaves partirent les premiers coups de feu. Les insurgés, au contraire de ce qui avait été le cas dans les autres localités, n’étaient pas seulement armés de faux et de gourdins ; beaucoup étaient porteurs de tromblons et, s’étant retranchés, ripostèrent au feu adverse, lequel fut aussitôt renforcé par les hommes de la force de police qui gardait la mairie, les bureaux de l’administration et l’office de taxation. Dans la bataille moururent les deux chefs quebra-quilos et un soldat, et de nombreux émeutiers furent blessés. Les quebra-quilos se débandèrent après qu’ils eurent vu leurs chefs tués,. L’un des deux, Vitoriano Reinaldo de Freitas, n’était pas du bas peuple ; il était le frère du lieutenant Eulálio Ifigênio Freitas Vilela. Du reste, le district tout entier fut en état de panique. Les notables de la ville étaient à présent disposés à aider les autorités à rétablir l’ordre et le président de la province Mello Filho leur dépêcha 25 pièces d’armement et des munitions. Sur le foirail de Quebrangulo, en Alagoas, les émeutiers firent également face à de l’opposition lorsqu’un groupe de 300 des leurs, voulant mener une attaque le 3 janvier 1875, se heurtèrent à la résistance des marchands et vendeurs, quoique ces derniers fussent finalement débordés et les poids et balances détruits ; dix personnes furent tuées dans ces incidents, et un grand nombre blessées. 
À la suite de ces attaques, les commerçants — que leurs magasins eussent ou non été attaqués — s’enfuirent de leur bourgades. La foule exigeait à présent que toutes les marchandises fussent désormais, sur le marché aussi bien que dans les boutiques, vendues selon l’ancien système traditionnel. À Fagundes, les émeutiers complétèrent leur action de destruction des poids et mesures en imposant l’obligation « pour chacun de vendre et d’acheter avec les anciens poids et mesures ». Selon les témoignages, les émeutiers obtinrent, pour un certain temps du moins, que les marchandises fussent achetées et vendues avec le système traditionnel. En réaction, le capitaine Capistrano fit distribuer de nouveaux poids et balances sur les marchés du Pernambouc, puis plaça en faction quelques soldats et le commissaire de police pour surveiller le marché. Ceux qui refusaient d’utiliser les nouveaux équipements furent interpellés et, sauf exemption légale, enrôlés dans l’armée.

## Déroulement

### Les émeutes

Carte du Nordeste brésilien, composé de neuf provinces. Les quatre provinces concernées par le Quebra-Quilos sont le Pernambouc (de forme oblongue et sinueuse, en gris bleu sur la carte, portant le no 6), la Paraíba (en jaune, no 5), l'Alagoas (en vert, no 7) et le Rio Grande do Norte (en gris sombre, no 4).

La vitesse de propagation du mouvement quebra-quilos dans la Paraíba et le Pernambouc, en un laps de temps de seulement quelques jours, fut telle que les petits décalages chronologiques tendent à s’estomper, pour ne laisser subsister que la similitude, le schéma répétitf des événements : destruction des poids et mesures, et attaques lancées contre les bureaux de l’administration et les Chambres municipales. Cette quasi-simultanéité suggère une identité de situations économiques sous-tendant toute la structure sociale. Les incidents de Fagundes, déclenchés par le premier cri de rébellion d’un presque inconnu, Marcolino ou Marcos de tal (Marcos Untel), ne fut que le détonateur d’une charge explosive existante. Ce Marcos de tal, de qui l’on ne connaît pas le nom avec précision, fut probablement le premier quebra-quilo nordestin. De ce petit paysan, l’on sait seulement qu’il était un modeste résident de Piabas ; il entre dans l’histoire du Nordeste et en disparaît presque aussitôt sans laisser d’autre trace.
Le nombre de participants aux groupes armés qui envahirent les foires, détruisant les poids et mesures et faisant un bûcher des documents administratifs, est assez variable ; tantôt il ne dépasse pas la trentaine, tantôt il atteint les trois centaines de personnes, selon ce qu’il appert de la vaste documentation laissée par les autorités municipales, sous la forme de lettres, de plaintes et de comptes rendus adressés aux gouvernements provinciaux. Il est probable cependant que la plupart de ces documents soient entachés d’exagérations. 

#### Dans la Paraíba
Lors du marché qui se tenait, comme cela était la tradition, le 31 octobre 1874 à Fagundes, bourgade non loin de la ville de Campina Grande, dans l’État de la Paraíba, les habituelles tractations commerciales furent accompagnées de grommellements et de clameurs, à travers lesquels certaines personnes manifestaient leur intention de ne plus s’acquitter désormais de la taxe foraine ― de l’imposto do chão, entré en vigueur en 1873. Cette taxe, payable au collecteur municipal aussitôt qu’il se présenterait, était de 100 reis pour chaque charge de marchandise (par volume) et de 200 reis pour chaque unité de poids. Les cris s’accrurent à mesure que de plus en plus de gens rejoignaient le groupe des protestataires, et le collecteur finit par être chassé du marché. La foule entreprit ensuite d’arracher toutes les affiches énumérant les taxes provinciales qu’ils purent trouver et commença à briser les balances et mesures du système métrique nouvellement mis en place, équipements pour l’utilisation desquels une taxe devait être payée.
Le fait que Fagundes fut le point de départ de la révolte peut s’expliquer par une tradition de révolte acquise à l’occasion du « bourdonnement d’abeille » (Ronco da Abelha), sous la présidence provinciale d’Antônio Coelho de Sá e Albuquerque, au début des années 1850. Dans le rapport qu’Albuquerque présenta à l’Assemblée concernant l’application de la nouvelle législation sur l’enregistrement des naissances et des décès, il signala qu’il y eut des troubles à l’ordre public. N’ayant pas compris ce à quoi visait cette loi de recensement, connue plus tard sous le nom de « loi de captivité » (lei do cativeiro), la population furieuse s’organisa en groupes qui ravagèrent plusieurs maisons, l’un de ces groupes, composé de plus de deux cents personnes, parvenant à envahir aussi le bourg d’Ingá, où ils détruisirent tous les livres et papiers présents dans la maison du juge de paix. Les petites gens, d’après Albuquerque, avaient appris des seigneurs de la terre eux-mêmes l’exemple de la contestation, du refus et de la haine politique. « La politique de Fagundes était, au temps de l’Empire », écrivit Elpídio de Almeida, « plus extrême que dans le chef-lieu. Les politiciens se détestaient et demeuraient éloignés les uns des autres ». 
Le mouvement de protestation se répandit prestement à la ville de Campina Grande proche, puis dans toute la région nordestine, c’est-à-dire dans les provinces de la Paraíba, du Pernambouc, d’Alagoas et du Rio Grande do Norte, et se transforma en une rébellion au plein sens de ce terme.
Tous les témoignages concordent à dire qu’à Fagundes le mouvement fut « spontané, sans plan et sans chef », mais qu’à Campina Grande, ville vers laquelle il essaima tout d’abord, tous les rebelles suivaient des meneurs identifiables, sept individus en particulier ayant été remarqués en train d’emmener des groupes d’agitateurs. Cependant, au grand dépit du gouvernement central (et des historiens par la suite), aucun chef général ne put être désigné comme ayant dirigé le mouvement dans son ensemble.
D’après un des officiels, le colonel Fonseca, les paysans de Fagundes et des villages circonvoisins attaquèrent cette ville de nouveau les 14, 21, 23 et 28 novembre et les 2, 4 et 5 décembre 1874. Lors de la première de ces attaques, le 7 novembre, le juge cantonal, secondé par le curé, se précipitèrent sur les lieux pour tenter, mais en vain, de convaincre les émeutiers que les taxes qu’ils payaient n’étaient pas excessives et qu’ils devaient par conséquent renoncer.
En deux semaines, la jacquerie contre les taxes se répandit bien au-delà de Fagundes ; le 21 novembre, presque tous les villages limitrophes de Fagundes furent attaqués, sans pour autant qu’il y ait eu d’action concertée. Ce même 21 novembre, qui était un samedi, près de 800 hommes en armes descendirent sur la ville d’Ingá, à l’est de Fagundes, et, tout en proclamant qu’ils refusaient dorénavant de payer des taxes, fouillèrent les archives de la municipalité et brûlèrent tous les registres officiels servant à la collecte des taxes. Ensuite, ils entrèrent par effraction dans la maison cantonale (casa da comarca) et détruisirent là aussi tous les documents qu’ils purent trouver. Les émeutiers, ne se bornant pas à brûler les registres d’impôt, forcèrent le commissaire de police, Aranha, de signer un papier par lequel il s’engageait, entre autres exigences, d’annuler toutes les nouvelles taxes,. Aranha remit le commandement au lieutenant de police et s’enfuit de la ville, peut-être pour obtenir du secours de la part du gouvernement, et sans doute parce qu’il craignait pour sa vie.
Ce même samedi, la ville d’Areia voisine fut attaquée elle aussi,. De nouveau, les autorités, y compris le juge cantonal, João da Mata Correia Lima, ne furent pas en mesure de s’opposer aux assaillants, ni de les convaincre de renoncer. Les émeutiers eurent tôt fait de désarmer les forces de police, pour entreprendre ensuite de brûler les papiers de la municipalité et les registres.
Les émeutiers s’en prirent une nouvelle fois à Campina Grande, ville sise au sud-ouest d’Areia et au nord-ouest d’Ingá. Derechef, les registres d’impôts furent brûlés. Des émeutiers devaient attaquer Campina Grande plusieurs fois encore après cet incident. À l’une de ces occasions, le 27 ou le 28 novembre, un groupe d’émeutiers fit irruption dans la ville et se rendit au domicile du percepteur provincial et à celui du percepteur général (supposément chargé de collecter les impôts impériaux), de qui ils détruisirent les registres. Ils avaient enfoncé la porte du domicile d’un des deux percepteurs et s'étaient mis à fouiller la maison de fond en comble en quête de registres d’impôt. Les émeutiers, dirigés cette fois par l’un d’entre eux, Caboclo Antônio, se dirigèrent ensuite vers la maison du juge cantonal et fracassèrent la porte d’entrée à l’aide d’une hache. Selon le même schéma, ils envahirent et fouillèrent la maison, brûlant tout document qui leur tombait entre les mains. Ils se rendirent ensuite à la mairie, dont ils forcèrent la porte au moyen d’une barre de fer ; trouvant fermée à clef la salle visée, ils en fracassèrent la porte et se mirent à brûler tous les papiers qu’ils purent découvrir. Enfin, ils allèrent au logis du secrétaire communal. Selon différentes sources se trouvaient également, parmi les documents détruits par ce groupe au cours de cette soirée, les registres d’état civil, les casiers judiciaires, les documents du juge de paix, et les titres de propriété.

#### Dans le Pernambouc
Le même jour (le 21 novembre 1874) où la Paraíba entra en rébellion, sa voisine du sud, la province du Pernambouc, eut elle aussi à faire face à un début de soulèvement. Dans la ville de Timbaúba, située au sud-est et non loin de Fagundes, une émeute éclata, quand des agitateurs commencèrent à exhorter les habitants à ne pas payer les taxes municipales. Un fonctionnaire du trésor, venant à se trouver en ville à ce moment-là, fut pris à partie et brutalisé par les émeutiers, qui venaient déjà de faire un bûcher des papiers du secrétariat du sous-commissaire ainsi que de ceux du juge de paix. 
Le 21 ou le 24 novembre 1874, plusieurs groupes d’émeutiers armés de gourdins attaquèrent Itambé, la ville pernamboucaise la plus proche de la frontière de la Paraíba. La garde locale stationnée dans la ville se révélant incapable de leur barrer la route et d’empêcher le subséquent saccage de la ville, où se produisirent, selon le juge cantonal, « des événements très graves », Lucena, président de la province du Pernambouc, se vit obligé de dépêcher en renfort le 27 novembre quarante hommes des troupes de ligne. Ces forces régulières, placées sous le commandement du capitaine Pedro de Alcântara Tibéria Capistrano, furent embarquées en hâte sur le vapeur Goyanna, puis firent mouvement à marche forcée sur Itambé. Itambé, proche de la frontière avec la Paraiba, fut réellement un des points de contact des quebra-quilos de la Paraíba avec la province de Pernambouc voisine. La première incursion sera limitée, menée par 63 hommes seulement, quasi tous vêtus de cuir, qui entreprirent de détruire les nouveaux poids et mesures qu’ils vinrent à trouver dans les maisons de commerce ainsi que quelques documents rencontrés dans la petite maison qui servait de bureau d’impôts. Le 7 décembre 1874, la foire locale se déroula déjà sous la plus stricte surveillance de la police. Après la distribution des mesures métrico-décimales, pour lesquelles d’ailleurs les forains étaient obligés de payer, il n’y eut aucune réaction et les taxes municipales furent perçues sans problèmes majeurs, si ce n’est l’ostensible mauvaise volonté à s’en acquitter. Le commissaire resta avec quelques soldats parmi les marchands, afin de prévenir la répétition des incidents survenus lors des foires antérieures. Ayant reçu des renseignements selon lesquels quelque chose à nouveau se tramait, il n’hésita pas à procéder à des détentions. Les autorités locales jugèrent que deux parmi ces détenus étaient des meneurs du mouvement séditieux, lesquels meneurs furent donc maintenus sous surveillance étroite. Les autres, attendu qu’ils étaient aptes au service militaire, furent enrôlés de force dans l’armée et dans la marine.
La localité de Pilar, dans la Paraíba, fut attaquée au même moment, avec des résultats semblables. Des émeutiers munis d’un armement de fortune se dirigèrent vers les administrations cantonales et se mirent à déchiqueter et à brûler les documents et les registres qu’ils y trouvèrent. Le capitaine Capistrano, arrivé entre-temps à la tête de ses quarante hommes, commença à patrouiller sur le marché à partir du 7 décembre, pour y assurer la paix et la tranquillité ; aussi, sous la surveillance des soldats, les quelque 600 marchands forains se tinrent-ils calmes, même lorsque le commissaire de police de la municipalité fit son entrée sur le marché avec quelques policiers et se mit en devoir de recueillir les taxes dues. 
La semaine suivante, lors des marchés du dimanche dans le canton de Nazaré, des groupes de personnes « plus ou moins nombreuses » firent une descente sur les marchés, attaquant Angélica, Aliança et Vicência. Dans cette dernière localité, les émeutiers tentèrent d’incendier le bureau du greffier du juge de paix.
Le 2 décembre, un groupe de 60 hommes armés, en tenue de cuir, déferlèrent de Barra de Matuba et attaquèrent le village de Bom Jardim, dans le Pernambouc. Ils se rendirent d’abord aux archives du percepteur et des secrétaires, détruisant la documentation qu’ils y trouvèrent, quoiqu’à ce moment déjà tous les documents importants eussent été retirés des archives et dissimulés. Ils se mirent ensuite à la recherche du procureur cantonal et du percepteur, dans l’intention de les assassiner, sans qu’il ait pu être établi s’ils y réussirent effectivement.
La semaine suivante, le 11 décembre 1874, cinq à huit dizaines d’émeutiers, dont quelques-uns étaient originaires de la Paraiba, firent leur apparition dans la municipalité de Limoeiro. Arrivés sur le marché, ils incitèrent les vendeurs à se joindre à eux et à refuser d’acquitter les taxes. La ville ne disposait que de 16 gardes, mais néanmoins il n'y eut pas de tumulte. Le lendemain 12 décembre, la localité de Caruaru fit touchée à son tour. À 8 heures du matin, alors que se tenait le marché, l’on apprit qu’un grand groupe d’émeutiers, fort de 200 à 400 personnes, se dirigeait vers la localité dans l’intention de détruire tous les documents qu’ils trouveraient,. Ils « accomplirent un autodafé » des papiers trouvés dans les archives de l’administration municipale, puis, selon les autorités, après approximativement six heures de brûlage et de destruction, et avoir été les maîtres de la ville, s’en allèrent enfin vers 4 heures de l’après-midi, mais en promettant de revenir avec davantage de personnes encore si la perception des taxes se poursuivait. Les autorités notèrent que « quelques-uns donnèrent suite au rappel à l’ordre, lançant des vivats à la liberté, à la religion, à l’ordre public et aux autorités, toutefois la masse des séditieux s’augmenta des usagers du foirail et d'un grand nombre de prolétaires de cette ville, qui criaient qu’ils n’obéiraient à personne et qu’ils voulaient l’abolition des impôts et du système métrique et qu’ils lutteraient pour cela jusqu’à la mort ». Après Caruaru, ce même groupe, comptant à présent 400 émeutiers, s’achemina vers le bourg de Bezerros, où ils créèrent des troubles et où, de nouveau, ils empêchèrent la perception des taxes, toutefois sans molester physiquement les collecteurs de taxes et se contentant de les houspiller,. Il faut signaler, dans ce même bourg, le cas particulier du lieutenant Bernardo José Brayner, qui avait acquis (contre argent) le droit de collecter les impôts. Mettant à profit le tumulte des quebra-quilos, Brayner s’introduisit dans la mairie et en fit disparaître les lettres par lesquelles il s’était engagé, à titre de percepteur, à payer 820 000 reis, la première tranche, d’un montant de 205 000 reis, étant d’ailleurs déjà arrivée à échéance. Pour obtenir la confiance et l’appui des quebra-quilos, Brayner leur tenait le langage que la mairie était responsable de tout ce qui était perçu dans la ville et que le peuple serait libéré du paiement des impôts s’il parvenait à mettre la main sur les papiers de la mairie et à les détruire. Ainsi mystifiés, les quebra-quilos favorisèrent le dessein de Brayner, sans que le président João Francisco de Vasconcelos pût rien y faire. Cependant, le président provincial, mis au courant de l’affaire, donna instruction le 23 janvier 1875 au juge municipal de Bezerros de procéder à la détention immédiate du lieutenant et à son transfert à la prison de Vitória (actuel Vitória de Santo Antão).
Le 12 décembre 1874, à Bonito, ville qui disposait de seulement 20 soldats de ligne et de douze gardes locaux, les collecteurs de taxes, accompagnés du juge, du juge cantonal, du commissaire de police, du procureur et d’un officier de la garde locale, vinrent recueillir la taxe sur la viande séchée (carne do sertão). Un campagnard occupé à vendre de cette viande fut sommé d’acquitter 360 reis de taxe. Le vendeur refusa, et se vit bientôt entouré d’un grand nombre de gens prêts à le défendre. Aussi, en dépit de la présence de représentants de l’autorité officielle, beaucoup de forains, dont quelques-uns armés, refusèrent de payer la taxe municipale. Les autorités, confrontés à une foule en colère, durent se retirer prestement. En réaction, le président Lucena, mis au courant, envoya 30 à 40 hommes de la garde nationale, 20 hommes des troupes de ligne, ainsi qu’un officier, des fusils et des munitions. Aussi, lorsque les émeutiers attaquèrent à nouveau le 19 décembre et allèrent au domicile du percepteur, se trouvèrent-ils face à face avec les soldats. Un émeutier lança un projectile en direction des soldats, qui blessa mortellement l’un d’eux à la tête. D’après le président Lucena, cet acte donna lieu à une confrontation ouverte, qui fit deux morts de plus : un émeutier, Antônio José Henriques, propriétaire du domaine Lua Redonda (Lune ronde), fut tué ainsi que le capitaine de la Garde nationale. D’autres personnes encore, dont trois citoyens qui s’étaient rangés aux côtés des soldats, furent blessées, tandis que les émeutiers s’efforçaient à présent d’atteindre les archives du percepteur provincial, en s’attaquant aux portes et fenêtres. Cependant, avec l’aide des gardes locaux et des soldats, les autorités réussirent à « repousser les perturbateurs et empêcher la destruction des papiers du percepteur ». 
À la suite de rumeurs selon lesquelles de nouvelles taxes étaient en passe d’être instaurées, plus onéreuses encore que les précédentes, le bourg de Bom Conselho, toujours dans le Pernambouc, fut à son tour la cible d’attaques le 16 décembre. Quatre centaines d’hommes envahirent la ville, armés de coutelas, de carabines et de courroies, et s’apprêtaient à attaquer le bureau des impôts et les archives et à détruire tous les poids et mesures qu’ils trouveraient. Un frère capucin, que le juge avait fait mander en urgence, sut empêcher, par des paroles diplomatiques, les déprédations de se produire, et que l’on eût pas pu empêcher autrement, vu le nombre des émeutiers. La promesse prononcée par beaucoup qu’ils reviendraient lors de la prochaine foire ainsi que les doutes quant à la répétition du prodige réalisé par le capucin, que le magistrat appela « notre ange tutélaire », conduisirent les autorités à faire transporter vers Águas Belas les documents de l’administration fiscale. Le 19 décembre 1874, la ville subit sa deuxième invasion, lors de laquelle les émeutiers forcèrent d'emblée l’entrée de la chambre municipale. La petite force de police entra alors en action et, dans la fusillade qui suivit, tua quatre quebra-quilos, qui avaient entre-temps réussi à tuer un soldat et à en blesser grièvement deux autres, dont un devait plus tard succomber à ses blessures ; il y eut d’autre part un grand nombre de soldats et de quebra-quilos légèrement blessés. Les meneurs allaient être identifiés par la suite ; le premier était l’inspecteur de quartier Clemente Nunes Pereira, tandis que les autres se perdent dans l’anonymat d'une série de noms humbles, tel « un dénommé Antonio Rodrigues qui se présenta en vociférant contre le gouvernement », ou l’avocat sans titre Lourenço de Carvalho Araújo, qui, pour être le fils naturel du chef du parti libéral, Manuel Cavalcanti de Albuquerque, servit d’argument au juge pour affirmer au président provincial qu’il était « certain que le parti libéral de la localité n’était pas étrangère à ces mouvements ».
Dans la colonie de Brejão, appartenant à la municipalité de Garanhuns, près de Bom Conselho, un groupe de 200 personnes s’était rassemblé et projetait d’attaquer au milieu de la nuit. Le juge cantonal s’en alla, porteur de cette information, au domicile du curé de Bom Conselho et chez le chapelain du collège de Bom Conselho et les sollicita, au cas où les émeutiers viendraient, de se porter au-devant d’eux et de leur parler. Cependant, quand le groupe de 400 assaillirent la bourgade, les deux prêtres furent dédaignés.  
Buíque fut attaquée par les quebra-quilos le 18 décembre 1874. Le juge José Maria Moscoso da Veiga Pessoa donna une description détaillée et singulière de cette invasion. Un groupe de deux cents individus, emmenés par 20 ou 25 meneurs, l’un d’eux se tenant par devant et battant une grosse caisse de guerre, se dirigea au bureau général des impôts, qui servait également de bureau de poste, et y déchirèrent tous les papiers qu’ils purent trouver et brisèrent les meubles. Cette besogne achevée, ils s’en furent aux archives de l’administration avec les mêmes intentions, mais se laissèrent raisonner par quelques personnes et épargnèrent ces archives. Les émeutiers se rendirent ensuite dans presque tous les établissements commerciaux du lieu, où ils inutilisèrent les poids et mesures. À cinq heures de l’après-midi, jugeant leur mission accomplie, ils se retirèrent. Une circonstance remarquable fut le fait qu’ils poussèrent des vivats à saint Félix.
La municipalité de Panelas, — ou plus exactement ceux des hameaux de cette commune qui étaient dépourvus de protection policière —, fut la proie, principalement les jours de marché, des habituelles attaques avec bris de poids et mesures ; il en sera ainsi du hameau de Queimadas, dont le marché fut pris pour cible le 18 décembre 1874, attaque qui fera sept blessés, parmi lesquels le propre fils de l’inspecteur qui parviendra à appréhender le délinquant impliqué Claudino Domingos da Rocha. Le bourg lui-même en revanche, placé sous la protection du commandant João Vieira de Melo e Silva, membre du commandement supérieur de la Garde nationale des comarques de Caruaru et Panelas, ne fut pas attaqué. Le rapport officiel, daté du 25 décembre, s’attarde à décrire l’état de panique des habitants de la ville : la menace d’une invasion par plus de 300 hommes, qui avaient déjà pris position dans le canton de Brejo, à seulement huit lieues du chef-lieu de la commune, avait incité la plupart des familles locales à quitter leur domicile. Pourtant, le marché du 24 décembre se déroula sans incidents, encore que l’affluence fût faible pour une veille de Noël, et les taxes purent être collectées normalement.
Entre-temps, le président de province Lucena s’irrita de l’attitude de ses fonctionnaires de l’intérieur et  communiqua : « si, comme vous dites, le peuple qui a perpétré de telles insanités n’était en majorité armé que de gourdins, la force publique présente était plus que suffisante pour contrer les trublions, et je ne puis approuver la façon d’agir des autorités qui ont concouru à neutraliser l’action de la force publique, laquelle en de telles occasions ne peut et ne doit rester impassible. » Les provocations et accusations du journal d’opposition A Província, allant de critiques politiques à des soupçons de corruption, et surtout la gravité de la situation dans l’intérieur de sa province, portèrent Lucena à adresser, à l’attention à la fois des autorités et de la population du Pernambouc, une longue communication sur la position de son gouvernement face à la crise en cours. La lecture de ce texte est indispensable à la compréhension de la politique menée par Lucena, de sa philosophie de gouvernement, et de son positionnement conservateur. En évoquant les « faux amis du peuple », Lucena laissait entendre que la sédition n’était pas spontanée ; la masse en effet agirait à l’instigation des jésuites et des libéraux, trompée par des astuces qui couvraient tout l’éventail de la subversion, de la corruption démoralisatrice, jusqu’à la sape de l’ordre social. En même temps, il envoya au vicomte de Rio Branco un rapport plus complet de ce qui se passait dans sa province. Relativement à la fiscalité disproportionnée, il assurait avec insistance à Rio Branco qu’on ne faisait pas peser sur la population des « impositions exagérées ou vexatoires » ; s’il reconnaissait, presque en s’excusant, qu’il existait « assurément quelques impôts un peu augmentés, mais pas à ce point-là lourds et oppressifs, ni capables d’engendrer la désespérance de la population », il ajoutait que « tout ce bruit que l’on fait autour des impositions de cette province est dépourvu de fondement, et résulte d’un stratagème politique ». Ainsi Lucena écartait-il, devant le président du Conseil des ministres, la thèse que les impôts fussent la principale cause du Quebra-Quilos ; les perturbations seraient en réalité la conséquence d’« idées viles gravées dans l’âme du peuple ignorant par ceux qui tirent des calamités publiques des bénéfices pour leur cause ».

#### En Alagoas et dans le Rio Grande do Norte
Le mouvement Quebra-Quilos n'atteignit la province d’Alagoas que le 26 décembre 1874, lorsqu'un groupe d’émeutiers, armés de gourdins et de couteaux, attaqua la justice de paix et la sous-délégation de police de la municipalité d’Imperatriz, en brûla les archives et rendit inutilisables les poids et mesures du système métrique afin d’empêcher la collecte des taxes tant provinciales que municipales sur le marché local de la colonie de Mundaú-Meirim. Ce même jour, La contestation des taxes se répandit à travers toute la province d’Alagoas, et les villes de Maceió, la capitale provinciale, de Quebrangulo, de Pilar (à 35 km de la capitale provinciale), de Porto Calvo, de Colônia Leopoldina et d’Atalaia soit se soulevèrent effectivement, soit furent sur le point de se révolter pendant cette période. Le 2 janvier 1875, Quebrangulo fut assaillié à son tour, par 300 hommes qui se mirent à briser les poids et mesures, et dont neuf perdirent la vie dans le combat qui s’ensuivit. Le lieutenant-colonel Firmino Rabelo Torres Maia, à la tête de 400 hommes de troupe, décida d’occuper le bâtiment de l’assemblée municipale à titre préventif. Le climat général d’agitation incita ensuite des désœuvrés et des marginaux de Maceió à provoquer des désordres dans les nuits de Noël et du Nouvel-An. La jacquerie fut promptement réprimée et ne s’étendit pas plus avant. Ne pouvant se faire une idée exacte de l’ampleur de ces événements, le président de l’Alagoas sollicita son collègue pernamboucain de l’aider. La corvette Vital de Oliveira fit alors voile pour Maceió afin d’y attendre l’arrivée de la canonnière Henrique Dias et de la corvette Ipiranga.
L’auteur d’un rapport au président provincial João Vieira de Araújo sur les incidents de Mundaú-meirim, se penchant sur leurs causes, eut bien conscience des raisons économiques du Quebra-Quilos, et s’interrogeait :

« Je ne puis affirmer que les émeutiers trouvent leur raison d’exister dans le fanatisme qui ces temps derniers a entaché le sentiment religieux du pays ; ou dans la répugnance à accepter le nouveau système de poids et mesures adopté par les nations civilisées ; ou dans l’action ignoble et fourbe des factions qui, souillant la politique du pays, s’appliquent à faire obstacle à la réalisation du bien public ; ou dans les faibles moissons faites récemment ; ou dans les prix réduits et médiocres que les deux principaux produits de la province ont obtenu sur les marchés européens ; ou dans les nouveaux impôts provinciaux, lesquels, s’appliquant à toutes les classes, sont de façon presque insensible payés par l’individu. »

Le chef de la police de Maceió, Joaquim Guedes Correia Gondim, écrivit le 23 février 1875 qu’il considérait la paix comme rétablie dans la province, et expliqua à la présidence que l’une des causes des conflits était « l’instauration de certains impôts entièrement nouveaux, lesquels sont réputés antipathiques, plausiblement, et vexatoires, fallacieusement ». D’autre part, des marchands peu scrupuleux (« mercadores ratoneiros ») auraient su tirer parti du nouveau système de poids et mesures pour se faire de petits profits illicites. La révolte de Quebra-Quilos aurait éclaté en Alagoas en une période de mutation des classes et couches sociales de la province, situation bien perçue par l’historien Douglas Apratto Tenório quand il signala qu’« aux côtés de la prééminente classe des seigneurs fonciers et de celle des esclaves et des journaliers s’est insinuée une classe moyenne urbaine, constituée d’éléments liés au commerce, de l’immense fonctionnariat, des professions libérales, de même que d’un contingent ouvrier qui travaille dans des activités de modernisation ou dans les industries débutantes de Maceió ». Toutefois, à la différence du Pernambouc, la province des Alagoas ne présentait pas, au moment où éclatait le Quebra-Quilos, de déficit budgétaire.
Dans le Rio Grande do Norte, l’effet du mouvement insurrectionnel commença à se faire sentir d’abord dans les villes et bourgs les plus proches de la Paraíba, dont plusieurs adhérèrent au mouvement. Fin décembre 1874, les habitants de la municipalité de Jardim do Seridó se mirent à se rassembler dans les parties est et sud de la commune, c'est-à-dire les deux portions les plus proches de la Paraíba, dans l’intention de briser les balances et de brûler les archives de l’administration communale et du bureau des impôts, pour se soustraire aux taxes. Tout au long du mois retentirent les cris de « brisez les kilos » et de « ne payez plus les 400 reis d’impôt foncier ». D’autre part, ils s’efforcèrent d’empêcher que la loi sur le recensement pût être proclamée, les paysans voyant dans ce recensement officiel une tentative d’augmenter les impôts et « d’asservir » les paysans ; ainsi, dans la colonie de Barriguda, un groupe surgit devant l’église pour empêcher que soit donné lecture de la loi, avant de se répandre ensuite dans les rues pour briser les poids et mesures. 
Le 8 décembre 1874, un groupe de quelque 200 hommes se réunit à peu de lieues de la bourgade de Santana do Matos, projetant d’envahir la localité le 19 pour y briser les poids et mesures et y brûler les archives de la municipalité et les registres du collecteur d’impôts. Ce même jour cependant, le groupe fut découvert, ce qui conduisit le juge cantonal à mettre aussitôt sur pied une force d’une centaine d’hommes issus de la communauté pour défendre celle-ci. Il fut rapporté au gouvernement du Rio Grande do Norte, par les soins du père João Jerônimo da Cunha, qu’un groupe nombreux de séditieux s’était posté sur le domaine Bom Jardim, à une lieue de Goianinha, « avec l’intention de l’assaillir ». Ils étaient 300, hommes et femmes, tous armés, disposés à affronter les troupes du capitaine João Paulo Marfins Naninguer. Celui-ci, mis au courant qu’un autre groupe se constituait à Piaui, résolut alors, d’un commun accord avec le juge cantonal et le commissaire de police, de les affronter avant qu’ils n’attaquent la ville. Un rapport envoyé à la Cour par le président de la province, relatant les événements sur la base des informations fournies par le capitaine Martins Naninguer, indiquait que les rebelles accueillirent les soldats à balles et que la section commandée par le sous-lieutenant Francisco de Paula Moreira, simulant une attaque à la baïonnette, s’immobilisa à deux brasses de distance des rebelles « pour ne pas les offenser ni sacrifier la troupe ». Cette tentative de dissuasion cependant s’avéra futile, le groupe maintenant son « attitude menaçante » et rejetant probablement les propositions qui lui étaient faites. Les soldats ouvrirent alors le feu ; à la première charge, deux séditieux tombèrent morts et cinq autres furent grièvement blessés, de qui trois femmes. La débandade des quebra-quilos fut ensuite générale ; quoique armés, ils ne disposaient pas d’organisation militaire, et ceux qui ne réussirent pas à prendre la fuite furent immédiatement faits prisonniers.
On enregistra des attaques de quebra-quilos également dans la ville de Jardim do Seridó, dans les districts de Vitória et de Luís Gomes, à Poço Limpo (aujourd'hui dans la commune de São Gonçalo do Amarante, dans la ville du Príncipe, de Vila do Acari (actuelle ville de Caicó), de Mossoró, de Patu et de Barriguda (actuelle Alexandria).

### Participants et meneurs
En règle générale, les participants aux jacqueries de Quebra-Quilos étaient des gens humbles, qui souvent se perdent dans l’anonymat et l’analphabétisme. Leurs chefs sont divisés et tenaient un discours mal défini, quand déjà ils professaient leurs idées. Dans certaines zones pourtant apparaissent des noms d’un certain prestige social et il serait naïf en outre de ne pas percevoir, reflétés dans le mouvement, les ressentiments liés à la question religieuse qui secoua le pays en 1873. Les plus instruits parmi les émeutiers appartenaient au milieu marginal et n’avaient pas pour habitude de mettre leurs idées par écrit. Ceux de catégorie sociale supérieure étaient extrêmement circonspects et agissaient plutôt comme des opportunistes et des profiteurs, que comme des agents actifs. 
Le gouvernement avait recommandé avec insistance que l’on identifiât les meneurs. Cependant, le problème central de la révolte de Quebra-Quilos est l’absence d’une personnalité dirigeante globale. Les autorités provinciales, qui avaient de la peine à imaginer qu’un soulèvement de cette ampleur eût pu être suscité et mené par les paysans eux-mêmes, découvrirent bientôt que le mouvement n’avait aucun chef général ; tout au plus y eut-il de petits meneurs locaux dirigeant tel groupe d’émeutiers, et ce dans les quatre provinces concernées.
L’un des principaux meneurs locaux était João Vieira, caboclo (c'est-à-dire mélange de blanc, noir et Indien, type racial dénommé également cabra escuro, litt. chèvre obscure) surnommé João Carga d’Agua.  Ce personnage sera accusé par les émeutiers écroués d’avoir non seulement participé au soulèvement du 14 novembre à Fagundes, mais encore de s’être targué de tuer le commissaire de police venu réprimer la rébellion. Carga d’Agua dirigeait des groupes d’agitateurs dès les premières phases du soulèvement en octobre, encore que les comptes rendus officiels ne l’identifiaient pas comme meneur avant le 21 novembre. Ce jour-là, Carga d’Agua s’était porté à la tête d’un groupe d’approximativement 50 individus armés qui se rendait au marché de Campina Grande. Arrivés à destination, ils s’employèrent à détruire tous les poids et mesures du nouveau système métrique qui leur tombaient sous les yeux. Carga d’Agua les conduisit ensuite à la demeure du curé Calixto da Nóbrega ; ici, les témoignages divergent : selon les uns, d’Agua fit irruption dans le logis du curé, d’autres au contraire affirment que le curé était de mèche avec Carga d’Agua et que le groupe ne s’était rendu à son domicile que pour lui remettre les poids et mesures et des documents,. 
Entre les 25 et 27 novembre 1874, João Carga d’Agua refit par deux fois irruption dans Campina Grande, escorté, à chacune de ces incursions, par une bande d’environ 80 compagnons, pour la plupart originaires de Várzea Alegre, dans le Ceará voisin.  
Mais Carga d’Agua et son groupe n’en était qu’un parmi un grand nombre d’autres. Dans la seule journée du 28 novembre, Manoel Piaba, Manoel (Neco) de Barros, José Esteves, Antonio Martins de Souza, et un autre personnage désigné sous le nom de Marcos Untel (Marcos de tal, ou Marcolino de tal), lancèrent chacun une bande d’émeutiers contre Campina Grande. Plus tôt, le 21 novembre, il avait été décidé qu’il n’y aurait pas de chefs, mais que les émeutiers se diviseraient en groupes entre 50 et 200 hommes chargés de détruire les poids et mesures et les registres municipaux. 
La famille Barros représente un cas à part. Antônio de Barros ou l’un de ses fils, Manoel ou José de Barros, prit la tête d’un soulèvement le 22 novembre 1874 à Campina Grande. João de Barros, frère d’Antônio, était détenu dans la prison de Campina Grande sur l’inculpation d’homicide. João de Barros et son fils Manoel (souvent désigné sous le surnom de Nico ou Neco) résolurent de le faire évader de prison. À la tête d’un groupe de huit ou dix hommes, ils attaquèrent la prison cette même nuit du 22 novembre, et réussirent à libérer João de Barros de sa cellule. Ayant forcé l’entrée de la maison d’arrêt, Barros et ses acolytes élargirent par la même occasion presque tous les quelque vingt prisonniers masculins qui s’y trouvaient. Les témoins déclarèrent ensuite que tous ces prisonniers se joignirent au groupe des Barros, et quelques-uns seulement clamèrent avoir refusé d’adhérer à la bande.
Le groupe qui lança l’attaque contre Caruaru, dans le Pernambouc, se composait de 200 à 400 hommes, dirigés par Vicente et Manoel Tenorio, tous deux de la municipalité de Brejo (actuelle Brejo da Madre de Deus), et par João Barradas, originaire de la ville de Caruaru. Quant à la bande qui assaillit la colonie de Mundaú-Meirim, dans la municipalité d’Imperatriz, les dépositions en vue du procès devaient désigner (ou du moins accuser) comme chef de ce groupe Antônio Thomaz de Aquino, marchand de coton de Breja-Grande, concomitamment avec son frère Manoel Thomaz. À leurs côtés se trouvaient Joaquim Thomas ainsi que João Torres, Manoel Nico et ses frères Euclydes et João. Néanmoins, il devint bientôt évident qu’Antônio Thomaz était le véritable meneur ; en effet, après son arrestation par le capitaine Floriano Vieira de Melo, commissaire de police de la municipalité d’Imperatriz, l’enquête allait « établir qu’Antônio Thomaz de Aquino était, sinon le meneur, du moins l’un des chefs de la sédition qui le 26 décembre dernier s’éleva contre la colonie ». 
La bande d’une centaine d’émeutiers bien armés qui descendit sur le bourg de Bezerros, dans le Pernambouc, était emmené par le lieutenant Bernardo José Brayner. Tant celui-ci que son fils José Brayner furent reconnus comme étant les meneurs. Plus tard cependant, Mello Filho, président de la province du Rio Grande do Norte, affirma que Benedito Saldanha et Serafim Raposo agirent comme « protecteurs » de ce groupe, mais qu’il était impossible de déterminer quels en avaient été les chefs. 
Dans le bourg de Nazaré, si l’on en croit une lettre écrite par le baron Vanderlei, accusant les fils et le gendre de la « maîtresse du domaine sucrier Cangaú », la révolte de Quebra-Quilos eut la caractéristique, peu commune, de n’avoir pas impliqué seulement des petits paysans pauvres, analphabètes, petits travailleurs sur les terres d’autrui, incités à la révolte par l’excessive taxation et par l’emprisonnement d’évêques de son église à laquelle était culturellement lié, mais aussi des fils et un gendre d'un propriétaire de domaine, gens probablement lettrés, animés par des intérêts économiques bien différents de ceux de leurs autres compagnons de révolte. Le juge Pergentino Galvão de Nazaré conclut son rapport par une observation qui inquiéta le gouvernement pernamboucain : « le mouvement est sympathique à presque tous et trouve des adhésions ; il devient ainsi plus redoutable et ira s’amplifiant jour après jour s’ils ne sont pas tenacement poursuivis et les lieux les plus menacés bien défendus ».
Dans l’enquête menée à Timbaúba (Pernambouc) à l’issue des troubles, le nom de Vicente Ferreira da Silva Maia fut cité comme l’un des meneurs. Il avait été le troisième suppléant du juge municipal. Dans la même zone surgira également un nom très connu dans la région, celui du patron sucrier du domaine de Lages, Virgínio Horácio de Freitas, désigné lui aussi comme l’un des chefs de l’agitation du 30 novembre à Itambé. Freitas fut appréhendé sur ses propres terres et mis en prison à sept heures du matin le 23 décembre. 
À Pilar, de nombreux travailleurs des domaines agricoles et sucriers rejoignirent les rangs des quebra-quilos. Selon Delmiro de Andrade, leur chef principal était un patron sucrier, Inácio Bento, toujours accompagné, dans ses courses à cheval à travers les foires et dans les rituels violents du bris de poids et mesures, par un émeutier connu sous le sobriquet de Bilinguim. Ses mobiles étaient probablement politiques, mais on ignore toutefois le niveau et la portée de sa contestation, ou si celle-ci allait au-delà d’un don-quichottisme consistant à être sans cesse contre le gouvernement. Il est certain aussi que le domaine sucrier Sant'Ana, dans la commune de Várzea, était un foyer de rébellion. Il n’y a pas de preuves cependant de l’existence d’un commandement conscient, objectif, coordonné, agissant en fonction d’une problématique bien définie. 
À Lagoa dos Gatos, un au moins des assaillants n’était pas un campagnard pauvre et sans terre : Carlos Muniz de Sousa était un « homme de quelque influence en tant qu’appartenant à la grande famille qu’il avait au lieu-dit Piripiri, dans le canton dont il était résident ».
Dans le hameau d’Afogados, dans les environs d’Ingazeira, distant d'une soixantaine de kilomètres seulement de Triunfo, les émeutes de Quebra-Quilos eurent une caractéristique particulière : le chef était un capitaine de la Garde nationale, Jordão da Cunha França e Brito. À Bonito figurait parmi les morts Antônio José Henrique, capitaine de la Garde nationale, d’idéologie libérale et d’une certaine influence politique dans la municipalité, mais il reste très difficile à déterminer si le capitaine dirigeait ou non l’attaque. Selon le témoignage de João Bráulio Correia e Silva, le capitaine n’était pas armé. Le point de départ de son adhésion aux quebra-quilos aurait été une discussion qu’il eut avec l’un des soldats qui gardaient le bureau des impôts, et à qui il aurait dit, peut-être pour éviter une effusion de sang, de laisser le peuple entrer. Cet épisode de Bonito eut un écho dans la presse de Rio de Janeiro. La mort d’un libéral de renom à la tête de quebra-quilos et attaquant un bureau de perception, sera pour quelques politiciens une preuve que la révolte était d’inspiration libérale.
Il est à relever qu’à Brejo, le juge João Álvares Pereira de Lessa n’avait pas grande confiance dans la Garde nationale, et fit observer au président provincial qu'étant « composée d’hommes du peuple, elle peut facilement se laisser emporter par la supposition fallacieuse que ces séditieux sont les libérateurs du peuple, ainsi qu’ils s’en targuaient, à preuve le fait que là où elle arrivait se trouvait toujours [au sein de la Garde nationale] un grand groupe pour se lier avec eux ». Son opinion rejoignait celle du procureur Augusto Coelho de Morais, aux yeux de qui « la Garde nationale ne peut inspirer aucune confiance ». D’après ses informations en effet, des individus de ce corps faisaient cause commune avec les rebelles et ne voulaient plus payer d’impôts.
Dans une lettre à Lucena, João Francisco da Silva Braga, commissaire de police d’Itambé, note qu’il « n’ignorait pas l’appui moral que de toutes parts [les quebra-quilos] rencontraient de la part d’un nombre croissant de citoyens nantis et prestigieux, appui qui ne contribuera que trop à favoriser, rapidement, l’augmentation en nombre, l’audace et l’exaltation des séditieux ». À Timbaúba, selon la relation de Pires Ferreira, « ce qui est sûr, c’est que, à l’exception d’un petit nombre de personnes de ce bourg, comprenant les autorités de celui-ci, bien compénétrées de leurs devoirs, et celles de la Paraiba, tous les autres habitants se montraient favorables à la cause du peuple et lui donnaient raison, applaudissant à ses exactions ».
Dans le district de Jurema do Brejo, le sous-commissaire local déclara, impuissant : « je puis affirmer que le nombre de personnes ne partageant pas les mêmes sentiments que les séditieux était très limité, tant et si bien qu’il n’y eut personne pour payer d’impôt, de quelque nature que ce fût ». Dans ce même district, le procureur rapporta qu’il était notable que les personnes réunies dans les lieux attaqués à l’occasion de la foire, quand elles n’adoptaient pas une position hostile vis-à-vis des intérêts de l’ordre public et ne s’identifiaient pas de la sorte aux invahisseurs, prenaient une attitude neutre, refusant leur appui aux autorités, qui dès lors se voyaient isolées.
Le cas particulier de la famille Chacon mérite également mention. Les Chacon, dans la Paraíba, étaient divisés : si, d’un côté, le lieutenant-colonel Francisco Antônio Aranha Chacon, à la tête de cinquante hommes de troupe, s’efforça de contenir les kiloclastes à Ingá, de l’autre, Matias de Holanda Chacon, à Alagoa Nova, fut signalé comme quebra-quilo, en même temps que trois autres meneurs.
À Bom Jardim, le procureur Manuel Tertuliano de Arruda rapporta au président provincial que dans la comarque, le chef de la sédition contre la levée des impôts aurait été le juge Austerliano Correia de Castro, juge municipal et juge cantonal suppléant. Le nom du juge était, dans l’acte d’accusation, accompagné de celui d’autres personnes de renom dans la localité : le sous-lieutenant Manuel d'Assunção e Santiago, le licencié en droit (bacharel) Antônio José de Alcona, en plus de ceux qui s’évanouissent dans l’anonymat de la plèbe campagnarde. Cependant, la participation du juge Correia de Castro au mouvement, ou de simples sympathies de sa part pour les quebra-quilos, sont fort peu probables. Alors qu’il se trouavit encore à Bom Jardim, le 29 décembre 1874, il communiqua que, le 24, il avait cessé d’exercer la charge de juge suppléant et exposa l’intrigue du drame municipal : le percepteur Barbosa da Silva, ennemi implacable du juge, aurait lancé contre celui-ci une campagne de calomnies en le désignant comme « auxiliaire des émeutiers ». Son absence de la comarque fut bien exploitée par ses ennemis : Pompílio da Rocha Moreira engagea une enquête policière, en plus de rédiger l’un des documents les plus longs sur la sédition à Bom Jardim, dans lequel le juge était identifié, sur la foi de témoignages plus ou moins suspects, comme chef de la sédition. Quant au sous-lieutenant Manuel d'Assunção e Santiago, l’enquête et le procès intenté contre lui susciteront, en raison de sa position sociale, des dizaines d’articles de presse, d’avis d’expert et de rapports officiels. Santiago en effet n’était pas un plébéien ; en plus d’être sous-lieutenant réformé de l’armée, il était avocat agréé (sans titre) à Ingá, où il paraissait être bien considéré. Fait prisonnier le 13 décembre 1874 à Bom Jardim, et transféré au fort de Brum à Recife, il avait requis, par la voix du licencié ès lois Eliseu de Sousa Martins, un habeas corpus, faisant valoir qu’il n’avait jamais été pris en flagrant délit, mais inculpé sur la base des seules dénonciations faites par ses ennemis politiques. Lucena tenta de faire obstacle aux pourvois des amis de Santiago en vue de sa libération, mais le président de la cour d’appel ne céda pas aux pressions du président de province, et Santiago fut élargi le 28 juin 1875, sur avis juridique du juriste renommé Maciel Pinheiro contestant en droit l’inculpation de sédition.
Significativement, à Caruaru, le juge municipal Antônio Paulino Cavalcanti d'Albuquerque devait écrire le 10 décembre 1874 au président provincial, en pesant soigneusement ses mots, qu’il avait confiance que le procureur « saura accomplir son devoir en dépit des entraves qui pourraient surgir, attendu que des personnes influentes et ayant de l’entregent se trouvent compromises dans la sédition ». Les propriétaires terriens du lieu pourtant apportèrent une aide substantielle aux troupes de Luís Albuquerque Maranhão, lui prêtant des hommes et lui donnant libre disposition de leurs terres, selon les déclarations de l’officier.
Quant aux esclaves, ils étaient marginalisés dans le mouvement, comme l'atteste ce qui se passa à Campina Grande (voir ci-dessous) : un rapport de Caldas Barreto indique que l’un des meneurs de la révolte dans cette ville, « à l’occasion de l’insurrection des esclaves, dont neuf lui appartenaient, manda Neco de Barros, lequel se présenta avec un groupe séditieux de Queimadas et de Baixa Verde pour s’opposer à ces mêmes esclaves insurgés ».
Il y eut quelques liens entre le cangaço — type particulier de banditisme rural dans le Nordeste — et le Quebra-Quilos. Au plus haut des troubles, c’est-à-dire en décembre 1874, il fut souvent signalé que des bandits s’étaient infiltrés dans les groupes de quebra-quilos. Cependant, les quebra-quilos avaient une idéologie, aussi contradictoire et primitive fût-elle ; en revanche, le bandit rural venu se joindre à eux n’avait, de façon générale, aucune idéologie, et son agitation n’avait aucun sens antifiscal ou religieux. Produit de l’isolement de régions de difficile accès pour le pouvoir judiciaire, ce type de banditisme était endémique lorsqu’éclata le mouvement quebra-quilos. Souvent, les cangaceiros bénéficiaient de protection, par crainte ou par convenance, et, dans d’autres cas plus rares, par patronage, de la part de propriétaires terriens procédant du même univers culturel. Il était rare au demeurant que le bandit rural fût un quebra-quilos. En général, ses accointances sociales n’allaient que rarement dans un sens de contestation d’un ordre social qu'il aurait réprouvé pour des raisons idéologiques. Le bandit Cesário, cangaceiro déjà bien connu, objet de haine et cause d’humiliation pour le commissaire de police, épargna contre toute attente le bourg de São Bento, mais envahit par contre Canhotinho, le 16 décembre 1874, mais se bornant à désarmer la garde de la maison d’arrêt et à en libérer trois prisonniers.
De façon analogue, le célèbre cangaceiro Jesuíno Brilhante prit part à l’assaut contre la prison de Campina Grande, laissa s’évader 43 détenus, et sut ainsi augmenter l’effectif de sa bande ; le commissaire de Pombal, le lieutenant Ricardo Antônio da Silva Barros, fut assassiné par ces mêmes bandits. En agissant de la sorte en marge des quebra-quilos, les cangaceiros rendent malaisé le travail historique nécessaire consistant à faire le départ, dans les tumultes quebra-quilos, entre crimes de droit commun et contestation sociale. Par ailleurs, il arrivait parfois que les forces de répression gouvernementales fissent dans la Paraíba concurrence à ceux qu’ils avaient mission de poursuivre, en pillant eux-mêmes les domaines fermiers et les plantations sucrières.

### Répression
La révolte de Quebra-Quilos s’expliquant par un mélange complexe de banditisme social, de motifs religieux, de rejet des modernisations, et d’opposition à la rupture du contrat social entre petits paysans, aristocratie foncière et gouvernement central que constituait le coronélisme, il sera impossible aux forces de répression de désigner un quelconque comité dirigeant général ; aussi ne put-on, au fil des mois, trouver aucun meneur, ou groupe de meneurs, global. Il y eut certes quelques chefs individuels authentifiés, mais qui ne commandaient qu’un groupe réduit et dont la détermination de l’identité et du lieu de refuge exigea qu’une forte coercition fût exercée par les contingents militaires dépêchés dans les campagnes pour réprimer les jacqueries. Les rigueurs répressives, plus ou moins efficaces, des autorités retombèrent donc sur les simples paysans ayant participé aux troubles. 

#### Dans la Paraíba
Les provinces du Pernambouc, d’Alagoas et du Rio Grande do Norte rejetèrent toutes les trois la faute de ces soulèvements sur la province de la Paraíba, qui en aurait été à l’origine. C’est aussi vers cette province que le gouvernement central de Rio de Janeiro décida d’envoyer un corps expéditionnaire pour écraser la sédition.
Quand les émeutes commencèrent, et que les officiels des villes et bourgs se virent débordés, beaucoup parmi eux quittèrent leur poste pour s’enfuir vers les capitales provinciales. Un rapport indique qu’en décembre « nombre d’autorités civiles de l’intérieur de la Paraíba [ont] fui vers la capitale », et le colonel Fonseca, dépêché dans le sertão pour réprimer le soulèvement, nota que ceux des officiels qui n’avaient pas fui vers la capitale s’étaient réfugiés dans les forêts. Du reste, beaucoup d’autres habitants firent de même. Silvino Elvídio Carneiro da Cunha, président de la Paraíba, réagit immédiatement à ces émeutes et à ces fuites en envoyant un certain nombre d’émissaires, y compris son propre secrétaire, par terre et par mer, en direction de Recife, capitale du Pernambouc, pour requérir de l’aide du président Lucena, sous la forme de troupes de ligne et d’un navire de guerre. D’autre part, des télégrammes furent expédiés à Rio de Janeiro, lesquels, en plus d’exagérer la menace des jacqueries, étaient prompts à en dénombrer les auteurs et à désigner les causes des troubles : « les motifs allégués par les émeutiers, dont le nombre s’élevait à un millier, sont la question religieuse et les nouveaux poids et mesures ». Sans aide immédiate, était-il ajouté, il serait à craindre que cette révolte ne se propage au Pernambouc et au Rio Grande do Norte. Le 25 novembre, le président Lucena répondit à cet appel en dépêchant une force d’infanterie composée de soldats de ligne, en plus d’un détachement de la marine impériale à bord d’un navire de charge ; de surcroît, une corvette (la Paraense) et le 18e bataillon d’infanterie se préparaient à venir en aide à la Paraíba,. 
Le ministre de la Guerre, qui avait reçu ces télégrammes le 25 novembre 1874, ordonna dès le lendemain que le vapeur Calderon appareillât pour la Paraíba avec escale dans le Pernambouc, emportant un contingent d’artillerie et d’infanterie ainsi que des équipements, dont 200 mousquets et 20 000 cartouches, destinés à la Garde nationale à mobiliser. Le but de l’escale dans le Pernambouc serait d’embarquer un supplément de poudre et de projectiles d’artillerie. En cours de route cependant, vu que Herculano Sanches da Silva Pedra, commandant de l’expédition nommé par le ministre, se trouvait alors dans la Bahia, le Calderon eut à faire un autre détour pour lui permettre de s’embarquer. En même temps que cet officier prirent place dans le navire 400 soldats de ligne du 14e bataillon d’infanterie et une demi-batterie d’artillerie, y compris trois canons de montagne et, pour les manœuvrer, 22 hommes de troupe et deux officiers,.
Toutefois, ce ne sera pas Silva Pedra, mais le colonel Severiano Martins da Fonseca, frère de Deodoro da Fonseca, le général d’armée qui allait proclamer la république en 1889, qui le 28 novembre 1874 se verra confier la mission de réprimer la révolte dans la province de la Paraíba. Le 29 novembre, accompagné d’une partie du 14e bataillon d’infanterie, il mit donc le cap sur cette province. Le corps expéditionnaire comprenait 750 soldats et 47 officiers, auxquels vinrent se joindre les forces de police déjà présentes dans la Paraíba, pour constituer un effectif total de 1 023 hommes,,,. 
Les troupes du colonel Fonseca empruntèrent deux itinéraires principaux, l’un par le nord et l’autre plus central. En cours de route, tous les participants à la révolte de Quebra-Quilos, en particulier les meneurs, auraient à être appréhendés. Le président de province Carneiro da Cunha crut pouvoir affirmer que les pères Ibiapina et Calixto da Nóbrega étaient les principaux instigateurs de cette agitation. Quoiqu’il y eût peu d’éléments à l’appui de cette allégation, le colonel Fonseca procéda à l’arrestation du père Ibiapina.
Arrivé à Ingá le 19 décembre 1874, le colonel Fonseca, s’il trouva une ville tranquille et paisible, apprit que Serra Redonda et Serra do Pontes, non loin de là, étaient infestés d’émeutiers armés. Aussitôt, Fonseca envoya directement à Serra Redonda un détachement de soldats, qui, sous le commandement du capitaine Piragibe et avec l’ordre d’arrêter tous ceux impliqués dans les troubles d’Ingá, encerclèrent la bourgade et, en dépit de la résistance des habitants, réussirent à effectuer de nombreuses arrestations. Dans la foulée, le capitaine Piragibe décida de faire route sur le hameau de Cafula et de Riachão ; ses troupes découvrirent les émeutiers cachés dans une ravine et dans les bois. Vu que ceux-ci résistaient à leur arrestation, quelques coups de feu furent tirés, mais il n’y eut pas d’effusion de sang. Les soldats firent mouvement ensuite sur Riachão, procédant à des arrestations en cours de route, et rencontrant très peu de résistance. Au moment où ils pénétrèrent dans Riachão, la troupe traînait derrière elle 56 prisonniers soupçonnés d’avoir joué un rôle de premier plan (« moteurs ») dans les soulèvements de Quebra-Quilos. Ces 56 détenus furent prestement expédiés à la capitale provinciale afin que le président Da Cunha pût y statuer sur leur sort. La troupe, après un bref temps de repos, entreprit ensuite de « pacifier » le reste de la population,.
Le corps expéditionnaire poursuivit sa route vers Campina Grande, faisant en chemin autant d’arrestations qu’il était possible, de sorte que quand Fonseca pénétra dans Campina Grande dans la matinée du 25 décembre 1874, il emmenait avec lui « un grand nombre d’hommes faits prisonniers dans les endroits que [nous] avons traversés ».
Parvenus dans la municipalité de Pocinhos, les soldats se virent confrontés à des émeutiers armés retranchés dans les collines et les prenant pour cible. Impuissants tout d’abord à riposter, les troupes de Piragibe surent persuader les citoyens du lieu à leur prêter main-forte, ce qui permit aux soldats de poursuivre et d’appréhender un certain nombre des rebelles. 
Peut-être dès le 5 décembre, Fonseca avait confié au capitaine José Longuinho da Costa Leite, connu pour sa cruauté, la mission d’éliminer les rebelles de la ville d’Areia. Au moment où Longuinho apparut à Areia, ainsi que le fit observer Horácio de Almeida, l’ordre avait déjà été rétabli, ou peu s’en fallait. Mais, ayant reçu l’instruction d’arrêter les coupables, Longuinho procéda, comme le signala le même Almeida, à des arrestations de masse et à une persécution aveugle et inhumaine, retenant prisonnières de nombreuses personnes qui n’avaient pris aucune part aux agitations. Impuissant à mettre la main sur les coupables, Longuinho donna l’ordre à ses soldats de se saisir des pères et des enfants et de les soumettre à la torture afin d’apprendre de leur bouche l’endroit où se tenaient les fugitifs,,. Selon le témoignage d’Almino Álvares Afonso, Longuinho, une fois que les arrestations eurent été effectuées, imagina la colete de couro (veste de cuir), torture consistant à se servir d’une large lanière de cuir préalablement humidifiée pour en « emballer la malheureuse victime du cou jusqu’au ventre »,,, après quoi les détenus étaient envoyés à la capitale de province ; cependant, en cours de route, le cuir se mettait à sécher et par là à se rétrécir, écrasant les organes internes de la victime, laquelle, asphyxiée, commençait à saigner de la bouche,. Des centaines d’hommes furent ainsi faits prisonniers, soumis au colete de couro et envoyés finalement à Rio de Janeiro,. Sitôt arrivés dans la capitale de province, on les emmenait devant le président Carneiro da Cunha pour les enrôler ensuite, « qu’ils fussent de jeunes garçons ou de vieux hommes, coupables ou innocents », dans l’armée,.
Des exactions ont été signalées qui auraient été commises par la soldatesque contre des femmes et des enfants. Afonso fut témoin de la mort d’un « enfant de quatre mois qui fut brutalement haché en morceaux… et abandonné dans la forêt en pâture aux corbeaux et aux chiens »,. Plus fréquemment, des cas de viol furent dénoncés. Ces atrocités vinrent bientôt à la connaissance du colonel Fonseca. Longuinho nia avoir envoyé des enfants ou des innocents à la capitale, mais seulement ceux qui avaient trempé dans la sédition ou qui avaient été reconnus coupables de vol et de meurtre ; ces prisonniers étaient coupables et par conséquent « il n’y avait pas lieu de leur donner la moindre considération ». Du reste, les accusations de forfaiture ne concernaient pas que les seuls soldats, mais aussi les forces de police et la Garde nationale. C’est assurément dans la Paraíba que, parmi toutes les provinces concernées, la répression fut la plus sanglante.
La troisième semaine de janvier, le commissaire de police en chef, qui en avait terminé avec les inculpés à Ingá, se déplaça à Campina Grande, puis à Alagoa Nova, Alagoa Grande, et enfin à Indépendência (actuelle Guarabira), où, à la fin février, il avait achevé de passer en jugement l’ensemble des suspects. 
Lorsqu’il s’agit, pour le corps expéditionnaire, d’enquêter pour découvrir les meneurs, il leur fallut constater que non seulement il n’y avait pas eu de chef global du mouvement, mais encore que les meneurs improvisés, tels que João Carga d’Agua, étaient difficiles à saisir et que le mouvement, en raison de cette absence de chef, ne pourrait pas être jugulé rapidement ni réprimé à peu de frais. Paradoxalement donc, cette révolte, de par son caractère relativement peu violent et son absence de coordination, suscita une violente répression de la part des autorités, jusqu’à ce que, vers février, les jacqueries commencèrent à s’éteindre. Les meneurs furent tous écroués et mis en jugement, et les autres participants, non désignés comme meneurs, furent immatriculés dans l’armée.

#### Dans le Pernambouc

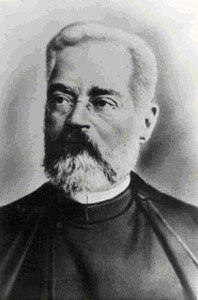
Henrique Pereira de Lucena, président de la province du Pernambouc au moment du Quebra-Quilos. Il tendit à nier que les taxations excessives fussent à l'origine de l'insurrection, préférant imputer celle-ci aux intrigues politiques et à des mobiles religieux.

Dans le Pernambouc, la répression des soulèvements se passa d’une manière totalement différente de la répression exercée dans la Paraíba, principalement en raison de l’absence d’une force expéditionnaire ; en effet, si le président Lucena sollicita bien l’aide de Rio de Janeiro, et si celle-ci arriva effectivement, ce fut sous la forme de troupes de ligne, non d’un corps expéditionnaire. Au contraire d’un tel corps, ces troupes de ligne, s’ajoutant aux gardes nationaux rappelés et à une mobilisation intensive des forces de police, dut se contenter de réprimer cette insurrection de façon sporadique, et renoncer à organiser une répression concertée de grande envergure. Ainsi, Pernambouc réagit au coup par coup et combattit chaque soulèvement individuel séparément.
La province rejeta la faute sur la Paraíba, alléguant que beaucoup des émeutiers provenaient de cette province voisine. Lucena avait d’ailleurs envoyé un renfort de 45 hommes de troupe pour assister son collègue de la Paraíba, Carneiro da Cunha. Mais peu après, le soulèvement s’était propagé dans le Pernambouc, où, tout comme dans la Paraíba, les autorités se trouvèrent bientôt débordées par les contestataires, et dépourvues de forces armées suffisantes pour les contenir.
À Itambé, les citoyens « paisibles » implorèrent l’aide des autorités, à défaut de quoi ils seraient les suivants à être attaqués, et faisaient valoir que « si une force respectable ne venait pas ici immédiatement, il se produira  des choses terribles ». Nonobstant que Lucena eût sans tarder envoyé des troupes pour soutenir la bourgade, celles-ci se révélèrent insuffisantes, et maints habitants avaient commencé à abandonner leurs maisons et à rechercher refuge dans les environs. Lucena dépêcha des troupes, à la fois par terre et par mer, et ordonna l’arrestation de tous ceux reconnus coupables d’avoir mené une révolte. Dès l’arrivée de ses troupes dans telle localité, le commandant de la force publique, le capitaine Capistrano, s’employait à distribuer des nouveaux poids et mesures, le commissaire de police se tenant alors à l’arrière avec quelques hommes de troupe afin de s’assurer du respect du nouveau système, en plus de se saisir des nombreux individus suspectés d’avoir été à la tête des insurrections. 
Bom Jardim fut attaqué à son tour le 2 décembre 1874, de grand matin, par une soixantaine d’hommes armés, qui défoncèrent le bureau des impôts, où ils déchirèrent quelques papiers sans importance, avant de se retirer aussitôt. Comme nombre d’autres officiels, le juge de district avait pris la fuite, et était suppléé par le juge cantonal. Selon des rapports ultérieurs, il agit d’une façon telle que sa « loyauté et son comportement apparaissent suspects » et que sa conduite fit l’objet d’un examen,. Peut-être était-ce là l’une des raisons pour lesquelles beaucoup de titulaires de l’autorité préférèrent s’enfuir ; il sera en effet souvent reproché à ceux qui étaient restés de n’avoir pas été capables de réprimer les émeutes efficacement. On peut citer les cas du lieutenant Cleodon Pereira et du major Lelis, qui avaient réussi à empêcher l’incendie du bureau d’impôts par les quebra-quilos à Areia, mais de qui l’autorité morale dont ils avaient fait montre en face de la foule enragée fut interprétée a posteriori comme un rôle de meneur des révoltés. À mentionner également le cas du licencié en droit Antônio da Trindade Henriques, accusé par Barreto de connivence avec les insurgés parce qu’il était sorti de la comarque en compagnie du père Calixto da Nóbrega, personnage compromis aux yeux des autorités, et qu’il avait remis en liberté l’un des plus éminents chefs de quebra-quilos, Antônio Martins de Sousa.
Le ministre de la Guerre ordonna le 16 décembre 1874 que tous les chefs de la sédition fussent mis sous les verrous et les autres participants aux troubles enrôlés dans l’armée (« sous réserve qu’ils fassent état d’exemptions ») et envoyés à Rio de Janeiro « à la première occasion ». Chaque gros bourg ou presque, en particulier ceux limitrophes de la Paraíba, fut placé sous la protection conjointe de la Garde nationale et des troupes régulières. Les appelés de la Garde nationale avaient en général plus de sympathie envers les émeutiers que les autorités gouvernementales. 
Dans la mesure du possible, il fut fait appel aux citoyens loyaux pour aider à combattre les émeutes. À Nazaré, le baron de Tracunhaém, grand propriétaire terrien dans le Pernambouc, avait armé une centaine d’hommes et formé ainsi sa milice personnelle contre les quebra-quilos, parallèle à la force publique ; il s’adressa à Lucena pour lui offrir ses services et proposer d'emmener des groupes de citoyens volontaires contre les agitateurs. Lucena accepta l’offre et lui fit parvenir armes et munitions, lesquelles furent remises aux citoyens désireux de se porter au secours des autorités,. Il se trouva aussi un grand nombre de propriétaires fonciers disposés à prêter volontairement leurs métayers et ouvriers agricoles (moradores et agregados) pour que ceux-ci fussent employés à la répression.
Le président Lucena dépêcha autant de troupes qu’il lui semblait possible, mais en ayant soin de maintenir en permanence quatre centaines d’hommes pour protéger la capitale Recife. Aussi presque tous les bourgs de l’intérieur rendirent-ils grâce à Lucena, par la voix des députés et commissaires de police, et un millier au moins de gardes nationaux répondirent à l’appel pour soutenir les quelque cinq cents policiers éparpillés dans la province. Le juge de district de Caruaru, par exemple, fut reconnaissant des 50 hommes de troupe que Lucena lui avait envoyés le 10 décembre 1874, mais, affirma-t-il en même temps, le public était encore en état d’agitation et des émeutiers menaçaient toujours d’envahir sa ville, ce pourquoi il sollicitait un fort supplément de soldats. Confronté à toutes ces demandes d’aide, Lucena se tourna vers la Bahia, la province la plus proche et épargnée jusque-là par la révolte de Quebra-Quilos, laquelle province dépêcha en réponse un demi-bataillon. 
À Bonito, le 19 décembre, des émeutiers « attaquaient par portes et fenêtres » pour mettre la main sur les archives municipales. Lucena avait déjà envoyé un certain nombre de soldats vers cette ville, qui réussirent à repousser les émeutiers, toutefois non sans violences graves, au cours desquelles un soldat fut grièvement blessé à la tête par un projectile. Des troupes supplémentaires furent alors promptement envoyées qui, avec le commissaire de police et le procureur de district, s’efforcèrent de rétablir l’ordre et d’appréhender les responsables, notamment par des arrestations opérées nuitamment, ce qui eut pour effet d’exacerber la résistance.
Les autorités locales, auparavant confrontées à des émeutes qu’ils échouèrent à endiguer, s’appuyaient à présent sur les soldats nouvellement arrivés pour convaincre les paysans de payer à nouveau leurs taxes— ainsi p.ex. sur le marché de Capoeiras, où une vingtaine de soldats tentaient, usant de la menace et de la force, d’amener les vendeurs à recommencer à payer leurs taxes.
Le 19 décembre 1874, le procureur de Nazaré communiqua que toutes les arrestations avaient été accomplies et que l’on était prêt maintenant à lancer les procédures judiciaires. La semaine suivante, cette bourgade avait ses deux prisons remplies de condamnés, tous voués à l’immatriculation dans les forces armées. Le lendemain eut lieu l’une des dernières flambées de Quebra-Quilos : alors qu’une foule nombreuse — 4 000 personnes selon le chef de détachement — attendaient le début de la messe, un groupe de 400 à 500 émeutiers surgit et attaqua le juge de district, qui, n’ayant que quatre soldats pour le protéger ce jour-là, fut forcé de se retirer sans combattre.
Une fois que les troubles eurent cessé, les recherches pour dépister les meneurs s’intensifièrent. La quasi-totalité des arrestations eurent lieu au milieu de la nuit. Les 2, 3, 4 et 5 janvier, le capitaine du détachement volant, Antônio Raimundo Lins Caldas, faisait irruption dans les maisons et perquisitionnait à la recherche de ceux accusés de participation aux émeutes. Cependant, les paysans étaient maintenant déterminés à résister ; le 5 janvier 1875, Antonio José de Andrade, commissaire de police du district de Floresta, fut informé de ce que beaucoup d’habitants de son district s’étaient conseillé mutuellement de se munir, à l’instar des émeutiers, de fusils, de poudre et de cartouches pour se protéger contre la troupe. Le gouvernement, affirmaient-ils, essayait de se débarrasser de la religion, de capturer les gens, d’affranchir le reste des esclaves, et de s’emparer de tout leur bétail. Des points de peuplement, comme Itapissuma, furent occupés par la troupe, et le journal A Provincia se plaignit le 9 janvier que les soldats jetaient tout le monde en prison à Vitória, y compris des enfants de sept ans, même si ces derniers fussent promptement relâchés. Par suite de témoignages sur les soldats violant les filles à Caruaru, la bourgade fut bientôt vidée de ses habitants.
En janvier, le gouvernement avait été à même de requérir gardes nationaux et soldats de ligne en nombre suffisant, et d’armer assez de citoyens loyaux que pour étouffer l’insurrection. Le gouvernement pernamboucais, bien qu’il ne mît pas en place un dispositif centralisé de répression comme ce fut le cas dans la Paraíba, fut néanmoins en mesure de juguler les agitations, à telle enseigne qu’à la mi-janvier 1875, les rapports des officiels sur place faisaient de plus en plus souvent état d’une action réussie, d’une reprise de la collecte effective des taxes, et de la réinstauration du système métrique. Les arrestations cependant se poursuivirent tout au long de janvier et de février, les prisonniers ne cessant de se déverser dans les villes à partir des localités circonvoisines et de remplir les prisons. Ces détenus étaient ensuite soit inculpés et mis en jugement, soit envoyés à la capitale de province pour y être enrôlés dans l’armée. 
Enfin, on commença à dissoudre les détachements de la Garde nationale, et le 10 avril 1875, les effectifs restants reçurent leur congé, tandis que l’un des derniers contingents de prisonniers attendaient leur transfert vers la capitale provinciale.
Il y a lieu d’évoquer le cas particulier de Goiana. En 1872 déjà, cette ville fut secouée, le 3 août, par des agitations plus ou moins graves contre des commerçants portugais et italiens. Une pasquinade de l’époque relevait que dans la ville résidaient 49 Portugais et plus de 20 Italiens, dont la plupart étaient mariés à des Brésiliennes. À l’occasion des premières flambées d’agitation de Quebra-Quilos dans la ville, les commerçants portugais furent les victimes préférentielles, comme en informa le juge Francisco Teixeira de Sá au président de province. Les événements de Goiana illustrent l’étiologie variée et complexe du Quebra-Quilos, étiologie prenant en l’espèce la forme d’une réaction de petits producteurs et vendeurs, de forains et du petit peuple contre le monopole des commerçants étrangers, en particulier des Portugais, lesquels en règle générale ne s’adonnaient pas à l’agriculture, dont quelques-uns étaient patron sucrier, et dont les revenus étaient liés à la pratique jugée facile de l’acheter et du vendre, en gros et en détail.

#### En Alagoas
En Alagoas, la révolte de Quebra-Quilos présenta les particularités suivantes. D’abord, les troubles commencèrent plus tard en Alagoas que dans le Pernambouc voisin, où ils n’avaient commencé qu’après ceux dans la Paraíba. Le président João Vieira de Araújo, président provincial d’Alagoas, imputera d’ailleurs à la Paraíba et au Pernambouc ainsi qu’au Rio Grande do Norte l’apparition des émeutes dans sa province. Deuxièmement, les soulèvements en Alagoas ne furent ni aussi intenses, ni aussi localisées que dans la Paraíba ou le Pernambouc, de sorte que les troubles en Alagoas tiennent davantage d’une agitation que d’une révolte ou d’une insurrection. Troisièmement enfin, attendu que les agitations de Quebra-Quilos furent moins vives, la répression fut beaucoup moins dure et intense que dans chacune des autres provinces concernées.
Des troubles et des soulèvements commencèrent à voir le jour en Alagoas dans la troisième semaine de décembre 1874, portant le président provincial Araújo à envoyer des renforts militaires dans l’intérieur pour écraser toute velléité de rébellion. La Garde nationale mit sur pied un détachement volant propre à réprimer les petits soulèvements.
La première émeute d’ampleur eut lieu lorsqu’un groupe de 200 personnes descendit sur la localité de Mundaú-Mirim, en partie sous la direction du négociant en coton Antônio Thomaz de Aquino. Ensuite, les manifestations se répandirent à travers la province entière, et le président Araújo s’empressa de dépêcher toutes les troupes à sa disposition pour tenter d’étouffer l’insurrection dans l’œuf. Furent ainsi mobilisés un total de 221 gardes nationaux, comprenant les 163 cantonnés dans la capitale, les 40 à Imperatriz et les 18 à Vila de Assembleia (actuel Riacho do Meio, quartier de Pau dos Ferros). Le président Araújo adressa des demandes d’aide au président Lucena, lequel en réponse lui envoya quelques vaisseaux pour aider à protéger la capitale.
Le 8 janvier 1875, Floriano Vieira de Mello put communiquer que la plupart des individus ayant joué un rôle de premier plan dans les rares émeutes survenues dans la province se trouvaient sous les verrous. La gravité moindre des soulèvements en Alagoas explique sans doute qu’il y eût relativement peu d’accusations d’exactions ou de cruautés commises par les forces de répression. Les troupes se retirèrent bientôt dans les villes, en continuant de faire prisonniers tous les habitants impliqués dans les soulèvements mais ayant échappé aux premières vagues d’arrestations. À la mi-janvier, les agitations, pour peu importantes qu’elles eussent été, apparaissaient toutes réprimées. Le 3 février, le président Araújo put annoncer que la capitale aussi bien que « l’intérieur [étaient] à présent totalement pacifiés ».
Tout au long du reste de ce mois de février 1875, des arrestations continuèrent d’avoir lieu et des procédures judiciaires d’être lancées. Le président Araújo s’attacha à faire incarcérer tous les acteurs clef du soulèvement.
En juillet, un nouveau soulèvement éclata, mais allait être enrayé rapidement. Araújo écrivit à son collègue Lucena pour le solliciter de dépêcher en urgence au moins cinquante hommes des forces régulières pour le soutenir ; Lucena en envoya 25, qui se révélèrent suffisants ; cinq insurgés furent emprisonnés.

#### Dans le Rio Grande do Norte
Le Rio Grande do Norte fut confronté à des émeutes de Quebra-Quilos début décembre 1874, troubles qui, bien que la province soit contiguë à la Paraíba, ressemblaient beaucoup plus à ceux d’Alagoas que du Pernambouc. Comme de juste, l’intensité de la répression par les forces armées fut moindre que dans chacune des autres provinces touchées. Cependant, le Rio Grande do Norte allait continuer à avoir affaire à des protestations contre la loi de conscription, mais vers la fin de 1875, la plupart des soulèvements contre cette loi devaient cesser à leur tour.
À partir des 4 et 5 décembre 1874, les localités les plus proches de la Paraíba se mirent à se rebeller. Les trois premières touchées furent la ville de São José de Mipibu et les bourgs de Goianinha et de Canguaretama. 
Le président de province João Capistrano Bandeira de Melo Filho dépêcha sur les lieux tous les soldats dont il disposait, à la fois pour réprimer les émeutes et prévenir l’avènement d’autres au départ de la Paraíba, et accrut le nombre de gardes nationaux dans la capitale à 60 hommes ; en outre, et bien que n’eût requis du Ceará voisin que 10 soldats de ligne, 32 de ces soldats ainsi que deux enseignes lui furent envoyés en renfort. Mais à cette date, le 14 décembre, il était trop tard déjà, des dizaines de villes, bourgs et villages se trouvant déjà confrontés à des soulèvements de Quebra-Quilos. Le président Mello Filho concentra ses forces sur le rétablissement de l’ordre et la mise sous écrou des meneurs, et les autorités entreprirent de faire de nombreuses arrestations et d’enrôler dans l’armée tous ceux incapables de justifier sur-le-champ d’une exemption légale. Vers le Rio Grande do Norte fut transféré à partir du Maranhão, par le vaisseau Werneck, le 5e bataillon d’infanterie, comprenant six officiers et cent hommes, et au départ de Rio de Janeiro fut expédié un lot de « fusils filetés de 14,8 avec baïonnettes adaptées et leurs étuis, bandoulières, crans de sécurité et autres accessoires ».
Le commissaire en chef de la police Luis Ignacio de Mello Barretto, escorté de gardes nationaux, parcourut la province, procédant à des arrestations et s’efforçant de juguler les rébellions. Dans chaque bourg qu’il traversait, il chercha contact avec les « bons citoyens » et tâcha de les convaincre d’aider les autorités. Il commença ensuite ses arrestations, envoyant se faire enrôler tous ceux qui « lui semblaient valoir d’être recrutés dans l’armée ».
Le président Mello Filho dépêcha vers l’intérieur toutes les troupes disponibles — soixante hommes vers Santana do Matos et soixante vers Jardim —, créa entre les 20 et 31 décembre 1874 des détachements volants pour patrouiller les campagnes, et éleva le nombre total de gardes nationaux à 100, mesures grâce auxquelles il réussit, au moins temporairement, à mettre fin aux troubles dans les campagnes. Toutefois, se plaignait-il, beaucoup continuent de refuser de payer leurs taxes ou de se servir du nouveau système métrique. Il mit sur pied en outre deux corps expéditionnaires principaux, composés chacun de 45 soldats et d’un officier, et ayant pour consigne de pourchasser les bandes armées, dont il était signalé qu’ils sillonnaient les campagnes, de les appréhender, et de les remettre aux autorités de police pour interrogatoire ; une fois qu’ils auraient tous été interrogés, les chefs devaient passer en jugement devant les autorités judiciaires, tandis que tous les autres devaient être enrôlés dans l’armée sous réserve qu’ils eussent une dispense légale.
Le 30 janvier 1875, le président Mello Filho estima la révolte largement réprimée, à telle enseigne qu’il donna ordre de diminuer de moitié les effectifs mobilisés de la Garde nationale, réduisant ainsi le nombre d’hommes à 50.

### Persistance des protestations contre la loi militaire
Les émeutes contre la loi militaire persistèrent jusque bien avant dans l’année 1875. Le 1er août de cette année, dans le bourg de Goianinha, dans le Rio Grande do Norte, 200 hommes et femmes, armés de fusils, de gourdins et de coutelas, arrachèrent des murailles les listes recensant les citoyens destinés au service militaire et détruisirent les listes d’électeurs apposés sur les murs de l’église. Dans la journée du 16 août 1875, à Canguaretama, lorsque la commission paroissiale réunie débuta ses travaux, un groupe d’environ 400 personnes, hommes et femmes, emmenés par Antônio Hilário Pereira, fit irruption dans le local où se tenait la réunion et menaça de tuer le juge cantonal et tous les membres de la commission d’enrôlement, si la loi de conscription, qu’ils appelaient « loi pour asservir le peuple », était mise à exécution dans la paroisse.  Épouvantés, les membres de la commission ajournèrent la réunion, et le lendemain le sous-lieutenant Ferreira de Oliveira, à la tête d’environ 60 soldats, accomplit la mission qui lui avait été confiée à la suite de la dissolution de la commission paroissiale : il appréhenda Antônio Hilário Pereira ainsi qu’une quarantaine de  séditieux. Pereira et ses hommes cependant ne se laissèrent pas faire prisonniers sans résistance. Quatre des soldats du sous-lieutenant Oliveira furent blessés. L’incarcération de Pereira toutefois n’eut pas l'effet d’interrompre l’agitation. Prévoyant de nouveaux conflits, le juge cantonal requit la présence immédiate dans sa comarque du capitaine João Paulo Martins Naninguer, commandant des forces en opération dans les comarques de Canguaretama, São José et Goianinha. Il s’ensuivit alors une répression militaro-policière redoublée. Les tentatives de raisonner la foule ne furent d’aucun effet. Une charge à la baïonnette, qui fut alors ordonnée, blessa plusieurs séditieux et permit l’emprisonnement immédiat de dix-neuf hommes. Le même type d’incident s’étant reproduit plusieurs autres fois ce même mois, notamment le 31 août, de nouveau à Goianinha, le commissaire en chef suppléant de la police, affecté alors à Canguaretama, fut envoyé dans le bourg réfractaire pour y rétablir l’ordre. Le nouveau président de province, le Dr José Bernardo Galvão Alcoforado Junior, en poste depuis avril 1875, dépêcha 23 soldats supplémentaires en renfort des sept déjà présent à Goianinha, vingt à Papary, et neuf à Aviz pour appuyer les neuf déjà sur place. À Canguaretama, alors que les effectifs assignés à cette localité y avaient déjà installé leurs quartiers, un groupe de 300 personnes s’approcha de la bourgade. L’enseigne Moreira fit ouvrir le feu sur eux, ce qui provoqua la mort de deux hommes et de trois femmes, en regard des trois hommes seulement parmi la troupe à être blessés « légèrement ». Entre-temps, le président de la province du Rio Grande do Norte avait fixé le 15 août comme la nouvelle date à laquelle la commission d’immatriculation devait reprendre ses activités, et donna ordre aux autorités de police de se procurer de nouvelles listes de recrutement. Cependant, dans une lettre qu’il envoya au ministre de la Justice, il laissa percer des doutes qu’il pût jamais faire appliquer cette loi. 
Il y eut des incidents semblables dans la ville de São José de Mipibu et dans la localité de Várzea, toutes deux également sises dans le Rio Grande do Norte ; là aussi, des groupes d’hommes et de femmes armés de gourdins, de faux, de pistolets, de fusils, etc. se rassemblaient dans les mêmes intentions. Le prêtre João Jerónimo et le lieutenant-colonel Antonio Bento tentèrent de persuader ces gens de renoncer « pour l’amour de Dieu » et de rentrer chez eux. L’émeute dégénéra, sans que le déroulement des événements soit tout à fait clair. Le groupe, décrit comme comptant à ce moment-là 300 personnes, fut attaqué par les forces gouvernementales ; lorsque des coups de feu furent tirés sur les soldats, une fusillade éclata, tuant deux hommes, en blessant grièvement deux autres, blessant trois femmes, et blessant légèrement trois soldats. L’état d’agitation cependant persista dans le bourg, les paysans en effet ne voulant pas permettre les enrôlements de se poursuivre, et se promettant de résister aux soldats. 
Il est difficile de ne pas voir dans le rejet violent de la conscription par les populations du Rio Grande do Norte un effet tardif de la mécanique contestataire des quebra-quilos. En tout état de cause, les tensions ainsi créées mettaient le gouvernement provincial en grave difficulté. Tout de même, en septembre, les soulèvements contre la loi de conscription apparaissaient avoir finalement cessé dans la province.
En Alagoas, si les paysans se résignèrent, à l’extinction de leur révolte, à payer leurs taxes et acceptèrent finalement d’utiliser le système métrique, ils refusèrent en revanche de permettre à la nouvelle réglementation sur le service militaire de continuer à s’appliquer. Le 1er juillet 1875, trois centaines d’individus armés, hommes et femmes, attaquèrent la localité de Porto Real do Colégio, situé dans le district de Penedo, en Alagoas, dans le dessein d’empêcher l’exécution de la loi de conscription. En accord avec cette loi, un avis devait être placardé dans un lieu public (d’ordinaire à la porte de l’église), visible pour tous ; dans la localité susnommée, le greffier du juge de paix, chargé de placarder le décret, fut cerné et agressé par ce groupe de 300 personnes, qui se mit aussitôt à arracher l’affiche. Le groupe se rendit ensuite au domicile du juge de paix, Francisco Ferreira de Carvalho Patriota, et lui enjoignit de « leur remettre la loi de tirage au sort » (lei de sorteio), seuls documents dont, selon ses dires, il disposait se rapportant à cette loi. La rébellion se répandit ensuite dans les districts de Salomé et d’Igreja Nova, où les habitants, censés communiquer le nom de ceux de leurs enfants qui étaient visés par la loi à l’inspecteur de quartier — personnage non salarié, chargé de transmettre ensuite ces noms au commissaire de police —, s’y refusaient. Le président de province dépêcha un contingent de cinquante soldats de ligne, et ordonna au procureur cantonal de les accompagner avec le chef de la police jusqu’à la localité de Porto Real de Colêgio. L’expédition cependant fut un échec ; quoiqu’il eût été ordonné d’appréhender les meneurs, seuls trois parmi plusieurs furent effectivement écroués et il ne put se trouver que six témoins.
À Panelas, dans le Pernambouc, des affiches apposées sur le bureau des impôts furent tachées de sang par des groupes de personnes qui, étant analphabètes, les confondirent avec des listes de recrutement. À São Bento, la contestation fut mieux organisée ; ne se contentant pas de lacérer les placards, les protestataires remplacèrent celles-ci par une proclamation imprimée, qui n’est malheureusement pas parvenue jusqu’à nous, incitant la population non seulement à ne pas donner de noms, mais encore à s’opposer à l’exécution de la loi de conscription. 
Le bourg de Garanhuns fut abandonné par la population à la suite des troubles. Dans son rapport, le président de province, dépeignant l’ambiance politico-sociale de la ville sous des couleurs dramatiques, indiqua que « les affiches furent déchirées, des rumeurs circulaient selon lesquelles la commission serait dispersée à coups de feu, au cas où elle se réunirait. La terreur, qui était générale, s’empara des habitants du bourg au point que celui-ci demeura quasi désert, les hommes ruraux qui auraient pu par leur prestige aider efficacement les autorités ayant eux aussi abandonné le bourg et émigré vers d’autres lieux ». À la demande du juge, le sous-commissaire de Palmeirina, avec soixante hommes armés, fit mouvement vers Garanhuns pour restaurer l’ordre dans la ville semi-déserte. La commission de recrutement néanmoins préféra prudemment ajourner ses travaux. À Triunfo, parallèlement aux entraves opposées par la population unie contre l’exécution de la loi, l’on usa d’un subterfuge commode et singulier pour échapper à la conscription : le mariage. Le juge de la comarque se plaignait de ne pouvoir constituer de listes, et estimait qu’il ne pourrait procéder au recrutement que s’il pouvait y inclure les hommes mariés, car dans les seuls deux derniers mois avaient été conclus plus de deux cents mariages d’hommes de 19 à 30 ans. 
Cabrobó connut des incidents plus graves. La commission de recrutement, réunie dans l’église paroissiale, fut agressée par un groupe de gens armés de bâtons et de couteaux, emmenés par Lino da Costa Araújo, qui se saisit de tous les papiers qui s’y trouvaient. Lors du combat qui s’ensuivit, l’un des assaillants trouva la mort. Aussitôt, le gouvernement de Pernambouc dépêcha vers Penedo (Alagoas), par un vaisseau de la Companhia Pernambucana, vingt soldats de ligne, sous le commandement d’un officier « d’entière confiance », avec l’instruction de se joindre à Paracatu à la force détachée là-bas, et de faire mouvement à partir de là sur Leopoldina, Boa Vista, Ouricuri et Exu, et de rester dans ces villes tout le temps nécessaire pour que les commissions respectives pussent y accomplir leurs travaux. 
Les jacqueries et attaques contre les commissions paroissiales de recrutement se répandirent dans les autres provinces nordestines, notamment dans la Paraíba (à Alagoa Grande, Alagoa Nova, Ingá, Campina Grande et Pilar), dans la Bahia (à Camamu), et dans le Ceará (à Acarape, Limoeiro, Quixadá, Boa Viagem, Baturité et Saboeiro). Les épisodes de la Paraíba se répétèrent dans la province du Ceará, sans doute avec une gravité moindre, mais avec une caractéristique curieuse : ce furent les femmes qui s’opposaient violemment à la conscription, déchirant les listes et insultant les membres des commissions. Les violences les plus graves eurent lieu dans le bourg d’Acarape, dans le Ceará, où non seulement des femmes, mais aussi une cinquantaine de « fauteurs de désordre », armés de gourdins et de faux, s’en prirent à la force publique, déclenchant un âpre combat qui dura environ une demi-heure, coûta la vie à l’un des assaillants et blessa grièvement plusieurs personnes. 
Même dans le centre-sud du pays, les émeutes contre le service militaire trouvèrent un écho favorable, et des contestations, y compris ouvertes, contre la loi de conscription eurent lieu dans les provinces de Rio de Janeiro, des Minas Gerais et de São Paulo, notamment dans les districts de Franca, Batatais et Caconde. Ces émeutes avaient des implications majeures, et il serait erroné de les considérer seulement comme une phase tardive ou un dédoublement de la révolte de Quebra-Quilos. Certaines régions du sud, plongées dans le même climat d’insatisfaction sociale qui caractérisait la mutation que traversait alors le Brésil, à la veille de l’Abolition et de la République, connurent, isolément, des réactions contre le gouvernement et ses institutions. Il y eut une forte agitation à Serro, dans le Minas gerais, où, sous de grandes clameurs, les séditieux déchiquetèrent les papiers d’enrôlement affichés à la porte de l’église, tout en flétrissant la loi de tirage au sort et en lançant des vivats à la souveraineté et à la religion catholique. À Ponte Nova et à Rio Turvo, les femmes mineiras déployèrent lors des troubles une intense activité. Dans la première localité, elles ont pu peut-être compter sur une certaine complicité, ou pour le moins, sur la sympathie du juge de paix, et sur l’hostilité déclarée du procureur. Le juge municipal manda d’interpeller le curé, convaincu que celui-ci participait à la subversion. La population de Ponte Nova cependant ne pardonna pas à son procureur et bouta le feu à sa maison. 
À Cabo Verde, également dans le Minas Gerais, une bande de 200 personnes, quasiment tous à cheval et armés de lanières, de fusils et de coutelas, se rendirent en ville en rangs serrés et s’arrêtèrent devant le domicile du citoyen Theodoro Candido de Vasconcellos, sous-commissaire de police et membre de la commission de recrutement militaire. Là, ils crièrent à l’unisson : « qu’on nous remette les listes, nous voulons les déchirer ». Le sous-commissaire, avisant le grand nombre d’hommes et comprenant que toute résistance était vaine, sortit et fut bientôt cerné par les séditieux, qui le conduisirent par les rues du bourg jusqu’à la maison du secrétaire de la commission, où se trouvaient les documents et les registres de conscription. Il en fut fait un bûcher en face de l’église paroissiale. C’étaient des gens connus, et le juge n’eut dès lors aucune peine à connaître le nom des meneurs. 
L’application de la loi militaire semblait ainsi vouée à échouer.

## Quebra-Quilos et révolte d’esclaves à Campina Grande

### Contexte
Au moment où éclatait la révolte de Quebra-Quilos, l’esclavage était déjà une institution en déliquescence au Brésil. Elle subissait les contrecoups des événements extérieurs, d’abord de l’interdiction de la traite négrière, imposée par l’Angleterre, puis de l’abolition de l'esclavage décidée dans un nombre grandissant de pays. Sur le plan intérieur, la guerre du Paraguay, ou la fin de celle-ci, apparaît comme un moment charnière ; jusque-là, le problème de l’esclavage avait pu être éludé par la mobilisation et l’effort de guerre, mais ensuite débuta une période de vifs débats entre esclavocrates, politiciens, juristes, esclaves, affranchis, etc., qui contribua à délégitimer plus avant encore cette institution. Certains dans les élites propriétaires redoutaient que la discussion publique à ce sujet ne parvînt aux oreilles des esclaves et pût se transformer en actions politiques et se traduire par un renforcement de la résistance, pouvant conduire en particulier à des soulèvements collectifs. 
Les événements de Quebra-Quilos furent presque concomitants avec la discussion à l’assemblée de la loi dite du Ventre libre (Lei do Ventre Livre) et avec sa subséquente approbation. Les élites et les autorités constituées mettaient tout en œuvre pour entraver la divulgation de lois qui, directement ou indirectement, avaient pour vocation de réglementer la vie en captivité, compte tenu que les esclaves avaient pris la « mauvaise habitude » de les interpréter à leur manière. Presque toujours en effet, les esclaves s’ingéniaient à y trouver pour eux-mêmes davantage que ce que disposait la lettre de la loi. Ce n’est pas un hasard si à partir de 1871 l’on enregistra une hausse significative des actions en justice intentées par les esclaves contre leur maître en vue de leur propre affranchissement. Dans ces procès, les esclaves s’appuyaient sur les motifs les plus divers : mauvais traitements, possession d’un pécule permettant l’affranchissement, défaut d’enregistrement au matricule de 1872, mise en esclavage illégale, etc., autant de situations prévues par la loi et susceptibles de justifier une action en justice.
On peut formuler l’hypothèse que certains esclaves de Campina Grande se lancèrent dans le mouvement des quebra-quilos en réaction à une détérioration de leurs conditions de vie. Devant la grave crise de l’économie locale, en particulier du secteur cotonnier, les propriétaires tentaient de faire face par une intensification de l’exploitation des travailleurs pauvres libres et des esclaves, impliquant, pour ces derniers, un allongement de la journée de travail, une augmentation des châtiments physiques, une réduction de la liberté de mouvement, etc. Parallèlement s’élaborait une législation draconienne contre le vagabondage, tandis qu’on assistait à une augmentation significative de la criminalité (en particulier celle imputable à des esclaves) dans la municipalité de Campina Grande. S’y ajoutait à cette époque un intense trafic d’esclaves interprovincial : les esclaves locaux étaient horrifiés à l’idée qu’ils pussent être quelque jour vendus à un domaine caféier de São Paulo, de Rio de Janeiro ou de Minas Gerais, les esclaves ayant construit sur place dans la Paraíba, au long des décennies, au sein du système esclavagiste, des espaces de survie auxquels ils étaient habitués.
Dans cette conjoncture de transformations économiques et sociales, la population esclave de Campina Grande s’amenuisait d’année en année. En 1850, la commune comptait 3 446 esclaves, nombre qui en 1872 était tombé à 1 105. L’une des raisons principales de cette chute était le transfert d’esclaves vers d’autres régions. Peut-être les esclaves voulurent-ils mettre à profit la situation de crise du Quebra-Quilos pour tenter de conjurer la menace de devoir un jour, selon le bon vouloir de leur maître, quitter leur milieu familier. Ce n’est peut-être pas une coïncidence que dans les années qui suivirent immédiatement l’insurrection, la population des esclaves de Campina Grande tendit à se stabiliser et que le flux d’esclaves transférés vers d’autres régions s’interrompit pour quelque temps,.
En tout état de cause, il apparaît malaisé de dresser un parallèle entre la révolte de Quebra-Quilos à proprement parler, en tant que soulèvement pré-politique et primitif, et les révoltes noires. Quebra-Quilos n’était pas une rébellion d’esclaves, mais en était au contraire une d’hommes libres. Parmi les quebra-quilos figuraient certes des noirs et des mulâtres, mais la liberté, acquise de façon si désordonnée par la destruction d’archives administratives, en sera tout au plus une conséquence plutôt que d'en avoir été le mobile.

### Prélude à la révolte
Il convient d’évoquer un épisode apparemment anodin, mais qui prend une signification particulière à la lumière des événements de 1874. Dans la soirée du 25 mars 1871, plusieurs esclaves appartenant à des propriétaires de la localité de Fagundes, dans le canton de Campina Grande, se réunirent, au terme d’une rude journée de travail, dans la case d’un d’entre eux et se mirent à y boire de l’eau-de-vie. Peu après se joignirent à eux des personnes libres et s’adonnèrent également aux libations, qu’égayaient en outre la présence d’instruments de musique et des chants. À un moment, quelqu’un eut l’idée de proposer aux présents de lancer « quelques vivats » contre l’esclavage et la monarchie, à quoi consentit la majorité. À l’aube du jour suivant, alors que la réunion se poursuivait, le sous-commissaire de police de Fagundes, le capitaine José Constantino Cavalcanti de Albuquerque, résolut de se rendre sur les lieux dans l’intention de mettre un terme à la petite fête des esclaves. Mis au courant de cette descente de police, l'esclave Vicente et ses compagnons se mirent à crier que nul ne pourrait les disperser, mieux : ils promirent de se réunir à nouveau le samedi suivant pour lancer d’autres « vivats », en mettant au défi le sous-commissaire de venir les en empêcher, ce qui, même s’ils ne devaient pas mettre à exécution leur dessein, montre bien l’audace de ces esclaves. À l’issue de l’enquête policière et des interrogatoires, le sous-commissaire manda chercher les quatre récalcitrants et ordonna de les mener « dans une salle servant de prison dans la localité de Fagundes pour 24 heures ». Le lendemain, il les fit remettre « à leurs maîtres, adressant à ceux-ci une sérieuse mise en garde quant à la persistance de pareils abus de la part de leurs esclaves ». Le commissaire de police du chef-lieu de canton Campina Grande, ayant fini par avoir eu connaissance de l’affaire, la jugea suffisamment grave pour mener une instruction à son tour. Cependant, l’affaire en resta là. L’esprit de révolte qui se manifesta fin 1874 semble donc avoir déjà été présent chez les esclaves campinenses plusieurs années auparavant.

### Déroulement
Il y eut un décalage de plus d’un mois entre le début de la révolte de Quebra-Quilos, le 31 octobre 1874, et l’entrée en scène des esclaves, le 4 décembre. Le signal du soulèvement fut donné lorsqu’un groupe d’esclaves se dirigea vers un domaine agricole nommé Timbaúba. À la suite de l’assaut donné par les quebra-quilos à la prison de Campina Grande, la ville s’était vidée de ses notables et demeura acéphale pendant un certain temps, la plupart des personnalités locales ayant préféré se réfugier dans leurs propriétés respectives des campagnes environnantes. Ce fut le cas notamment du président de la chambre municipale, le libéral Bento Gomes Pereira Luna, qui rejoignit sa parentèle dans la propriété de sa famille, le domaine sucrier Timbaúba. Outre Bento Luna s’y réfugièrent également le tabellion, le rédacteur du bureau des impôts, le secrétaire et le procureur de la chambre municipale.
Les esclaves virent sans doute dans ces incidents l’occasion de leur affranchissement. Selon une version, les bâtiments du domaine agricole Timbauba, distant de deux lieues (environ 13 km) de cette ville, furent encerclés par un groupe de trente à quarante esclaves, tous armés, qui avaient répondu à l’appel du noir Manuel (ou Manoel) do Carmo ; dans ces bâtiments se trouvait le gérant avec sa famille, qui dut promettre aux esclaves de leur remettre le livre de la liberté et fut forcé dans ce but de se rendre en ville, sous la surveillance notamment du redouté Firmino, esclave aux antécédents criminels, propriété d’Alexandrino Cavalcanti de Albuquerque, prêt à tirer sur quiconque tenterait d’échapper ; arrivés en ville, ils se saisirent du livre de classification d’esclaves et l’apportèrent au curé Calixto da Nóbrega pour qu’il le leur lût, celui-ci ayant en effet toute leur confiance. Le curé leur déclara alors qu’il n’existait aucun livre contre leur liberté. Un autre récit du même incident indique que le nègre Manuel do Carmo lança le cri de la révolte et amena plus de trois cents esclaves à le suivre au corps de logis de l’exploitation sucrière Timbaúba, où se tenait le président du conseil municipal, Bento Gomes Pereira, et où s’engagea bientôt une vive discussion entre les deux parties : d’un côté, les esclaves qui, sur un ton menaçant, armés de gourdins, de faux et de quelques armes à feu, affirmaient être libres à partir de ce moment et exigeaient donc les « papiers de la liberté », et de l’autre, les autorités épouvantées, cherchant à gagner du temps et prétendant n’être pas habilitées à décider de l’affranchissement de leurs interlocuteurs. Les rebelles dirent à Bento Gomes Pereira qu’ils voulaient le « livre de l’émancipation où étaient inscrits les nouveaux jeunes esclaves », et reçurent, prétendument en réponse à cet ordre, un livre quelconque ; aucun d’eux ne sachant lire, on croyait pouvoir les berner facilement. Lorsqu’ils s’aperçurent de la supercherie, les esclaves contraignirent tout le monde à quitter la propriété et à retourner dans la ville de Campina Grande, non sans avoir au préalable dûment ligoté leurs otages, soumettant ainsi leurs maîtres au même traitement que ceux-ci avaient coutume de leur faire subir. Ainsi les représentants de l’autorité furent-ils attachés un à un sur les flancs des chevaux. Les témoignages s’accordent pour indiquer que les Noirs étaient fort agités et invectivaient et insultaient leurs prisonniers, en plus de menacer de tirer sur quiconque tenterait de fuir. À leur arrivée en ville, les plus de trois cents esclaves proclamèrent leur propre mot d’ordre de « vive la liberté » et firent mouvement vers la résidence du procureur de la chambre municipale pour s’emparer du livre d’émancipation des esclaves. Entretemps, un nouveau contingent d’esclaves, dirigés par l’affranchi Benedicto, était venu grossir les rangs des insurgés. Tous ensemble, et toujours accompagnés de leurs prisonniers, ils se rendirent au domicile du curé Calixto da Nóbrega, qui leur expliqua que ces personnes n’avaient pas pu leur donner la liberté. Les esclaves demandèrent au prêtre le « livre de baptême des enfants esclaves libres ». Le curé cependant s’efforça d’apaiser les esprits, affirmant que ce n’était point là la meilleure manière d’obtenir la liberté, et leur conseillant de retourner au domaine de leurs maîtres. Il ne semble pas pourtant que les esclaves aient baissé la tête, car ils s’en allèrent en direction du bourg d’Alagoa Nova, distant de quelques kilomètres de Campina Grande, pour y rejoindre d’autres esclaves qui les attendaient. 
Il y a lieu de relever l’attitude ambiguë du curé Da Nóbrega dans cette affaire. Son engagement dans la problématique esclavagiste allait encore le poursuivre dans les années suivantes. En plus de prononcer, à l’apogée de la question religieuse, ses prêches habituels contre la franc-maçonnerie et le gouvernement athée de Pedro II, le curé de Campina fut également accusé lors de l’enquête relative à la sédition du Quebra-Quilos d’avoir tenu, du haut de sa chaire, les propos suivants : « Esclaves, affranchissez-vous du joug de vos maîtres, s’il se trouve que le père, le mari ou le seigneur est un franc-maçon ». À présent, et à la faveur de la convulsion sociale dans laquelle la ville se trouvait plongée, les esclaves cherchaient dans les paroles du curé une légitimation de leurs actions pour leur libération personnelle. Mais dès que les Noirs mirent en pratique ces paroles, le révérend père s’appliqua alors à les amadouer et se fit l’intransigeant défenseur de l’ordre esclavagiste. Au lieu de leur apporter son appui, il s’employa à les persuader de se disperser, alléguant que ce n’est pas par la rébellion qu’ils réussiraient à se libérer du joug de leurs maîtres. Ces tentatives de les raisonner demeurèrent toutefois sans effet, car les Noirs, comme nous l’avons vu, poursuivirent leur soulèvement et s’en allèrent rejoindre un autre groupe d’esclaves révoltés à Alagoa Nova, en vue de nouveaux assauts.
L’exigence exprimée par les révoltés au domicile du curé de se voir remettre le livre de baptême s’explique par la récente entrée en vigueur de la loi du Ventre libre. Pour quelques artisans de cette loi, celle-ci devait agir comme un rempart propre à contrarier la mobilisation en cours contre l’esclavage, et de fait, la loi fut manipulée à grande échelle par les propriétaires d’esclaves et par des fonctionnaires civils et ecclésiastiques peu scrupuleux, au point d’aboutir à de véritables farces dans un certain nombre de cas. Ainsi p.ex. les propriétaires, restés en dépit de la crise de l’esclavage fortement attachés à cette institution, eurent-ils recours à l’expédient de falsifier la date de naissance des enfants esclaves ; une historienne trouva dans la province de Pernambouc voisine plusieurs exemples d’enfants enregistrés illégalement par leurs maîtres, et couverts par le tampon de validation de curés et de fonctionnaires du gouvernement.
Malheureusement pour les propriétaires d’esclaves, les registres qui, dans la nouvelle situation législative, attestaient, ou non, de la possession légale d’esclaves (c’est-à-dire les livres de matricule et de classification, et les registres de naissance et de décès d’enfants esclaves), furent en partie détruits à Campina Grande pendant les troubles ; certains maîtres eurent par la suite des difficultés à prouver qu’ils étaient les propriétaires légitimes de leurs esclaves. Quant à ces derniers, il y a des éléments indiquant qu’ils surent tirer parti de cette situation nouvelle pour accéder captieusement à la liberté. 
Il existe des indices laissant à penser que des contacts préalables avaient été établis entre les esclaves demeurant dans les cases de la propriété de Timbaúba et les meneurs de la rébellion. Des liens de parenté et d’amitié ont certainement facilité les intelligences. Le choix de cette propriété ne fut sans doute pas fortuit : les insurgés devaient savoir que là se tenaient les personnages clefs nécessaires à la réalisation de leur objectif, à savoir le président et le secrétaire de la chambre municipale, ainsi que le directeur du bureau des impôts, gardien à ce titre des tant convoités papiers relatifs à la liberté.
Les sources divergent quant au nombre d’esclaves ayant pris part au soulèvement de Campina Grande. Un témoin direct, le procureur de la chambre municipale, assura que ce nombre se situait entre trente et quarante — estimation basse sans doute, car peut-être son décompte ne couvrait-il que le groupe qui cerna le domaine Timbaúba. À l’autre extrême, on dispose des données fournies par un chroniqueur local, qui affirma que « les esclaves s’attroupèrent jusqu’à former un effectif de presque quatre cents » ; cependant, cet auteur n’indique pas sa source. L’on peut postuler toutefois que le nombre des esclaves insurgés dut dépasser la centaine, si l’on additionne les trois groupes distincts qui s’engagèrent dans l’insurrection dans l’une ou l’autre de ses phases, chacun de ces groupes comptant au moins trente à quarante rebelles.

### Meneurs
Plusieurs chefs rebelles peuvent être identifiés, en premier lieu le déjà mentionné Firmino, esclave marron particulièrement redouté par les patrons et les autorités policières de la région. Son premier propriétaire était Damião Delgado, résident d’un hameau proche de Campina Grande. La vie de Firmino fut bouleversée lorsque, jeune encore, il fut vendu à son deuxième maître, Alexandrino Cavalcante de Albuquerque, et donc forcé de s’éloigner de sa parentèle et de ses amis, pour aller travailler dorénavant dans une grande plantation de coton. Ce nonobstant, il allait visiter de temps à autre sa famille, en particulier Manoel do Carmo, son frère. Sa vie prit cependant un nouveau tournant après que son nouveau maître eut décidé en octobre 1872 de le vendre à un acquéreur hors de la province, faisant appel, pour régler la transaction, à la médiation d’un certain Antonio Freire de Andrade, agriculteur et négociant, chargé en l’occurrence de vendre, en échange d’une commission, deux esclaves, dont Firmino, vers la province de Pernambouc voisine, ce qui anéantirait toute possibilité de contact entre Firmino et sa famille. Du reste, cette intention de vente prit par surprise les deux esclaves, qui n’en avaient à aucun moment été informés, probablement parce que le propriétaire voulait prévenir tout réaction indésirable, telle qu’une fugue ou un acte de violence. Ayant pris conscience de ce qui les attendait, les deux esclaves machinèrent la mort du commissionnaire, et le 7 octobre 1872, Firmino l’attaqua et le blessa de deux coups d’un petit couteau, après quoi le duo réussit à disparaître dans la garrigue proche. La victime en réchappa, mais lors du procès, l’esclave Antonio, capturé entre-temps, plaidant n’avoir joué qu’un rôle secondaire, fut condamné à une peine de cent coups de fouet et à porter un carcan durant six ans, tandis que Firmino se mua en hors-la-loi. Fin août 1874, Firmino fut impliqué dans un autre crime retentissant, dont la victime succomba peu de jours après, mais non sans avoir eu le temps de déclarer avant de mourir à ses familiers et voisins que derrière l’attentat se cachait Manoel Pereira de Araújo, agissant, selon divers témoignages, à l’instigation d’Arthur Cavalcante de Albuquerque, neveu d’Alexandrino Cavalcante, le maître de Firmino, sur fond de différend personnel à propos d’accusations de vol de bétail et d’une affaire sentimentale — en d’autres termes, Firmino se serait fait homme de main de son ancien maître. Toutefois, Firmino lui-même aurait déclaré à quelqu’un qu’il avait agressé la victime parce que celle-ci l’espionnait pour le compte de la police. Tout au long de ses années comme fugitif, où il vécut dissimulé dans les maquis et les montagnes autour de Campina Grande, Firmino représenta une véritable terreur pour les responsables de l’ordre public. Il est possible qu’il ait joué depuis la mi-1872 un rôle fondamental à convaincre ses compagnons esclaves et à coordonner leur lutte pour la liberté. Dans cet intervalle de temps, il acquit de l’expérience dans l’usage des armes à feu, eut le loisir de reconnaître le terrain où à présent il se déplaçait avec désinvolture, et surtout ne perdit pas le contact avec les esclaves des cases, mettant en place un ample réseau souterrain de solidarité et de complicité. Si pour les classes dominantes locales, il incarnait la terreur, pour ses compagnons de destin il figurait comme modèle de hardiesse et comme stratège qui sut mettre à profit un moment historique, où seigneurs et autorités se trouvaient acculés et n’avaient plus guère les moyens de défendre l’ordre public alors menacé par d’autres périls.
Un deuxième meneur identifiable était Manoel do Carmo, frère du premier, et, de même que celui-ci, impliqué dans des crimes de sang. Les deux étaient nés et avaient grandi sur le même domaine seigneurial. La première vente de Firmino ne les sépara pas, puisqu’ils continuèrent à se rendre des visites. Devenus hors-la-loi, ils allèrent grossir les rangs d’un groupe de noirs que la documentation de l’époque nomme « negros do mato » (litt. nègres des broussailles), contre-pied rebelle de la sinistre figure du capitão-do-mato (chasseur de primes se chargeant de capturer contre argent les nègres marrons), et de qui tout laisse supposer qu’il s’agissait d’esclaves échappés des domaines agricoles environnants, qui périodiquement faisaient de petites incursions dans les propriétés et dans les auberges locales, et qui au moment du soulèvement se joignirent aux rebelles.
Un autre personnage dont le nom fut lié au mouvement était le noir affranchi Benedicto José Domingues de Figueiredo, qui devait avoir en 1874 dans les 27 ans et vivait de son métier de cordonnier. Il conquit son statut d’affranchi au prix de grands efforts et de force tractations avec son ancien maître. Il connut ensuite, comme maints autres anciens esclaves brésiliens du XIXe siècle, l’expérience typique et hautement contradictoire de ceux vivant à mi-chemin entre esclavage et liberté : en effet, même après l'affranchissement, les blancs continuaient d’exiger d’eux obéissance, travail et humilité. De surcroît, la plupart de ses proches et connaissances étaient maintenus en état d’esclavage, en particulier sa propre femme, qu’il hébergeait dans sa maison en même temps que sa mère, affranchie comme lui, et qui restait propriété de Bento Gomes Pereira Luna, soit l’un de ceux justement que les insurgés devaient faire prisonniers lors de la révolte. Peut-être vit-il dans cette ambiance de désordres diffus et de dislocation sociale l’occasion d’arracher la liberté non seulement pour son épouse, mais aussi pour d’autres esclaves. Le type d’occupation professionnelle a sans doute constitué un facteur important dans la planification et l’exécution du mouvement d’insurrection, dans la mesure où il a pu agir dans la ville de Campina Grande comme agent de liaison entre les différents groupes d’esclaves des propriétés rurales de la municipalité. Dans la documentation, il apparaît en effet comme le principal agitateur du groupe qui, à l’arrivée en ville des captifs du domaine Timbaúba, vint prestement s’associer au mouvement de révolte. Fait singulier, dans la phase de répression du Quebra-Quilos, Benedicto put tirer profit du feu croisé de paroles et d’intérêts qui suivit les turbulences et mit aux prises le juge cantonal et le commissaire de police sur fond de divergences politiques et de conflit d’autorité, aboutissant quelques jours plus tard à sa remise en liberté.

### Répression
C’est au sus-évoqué coronel Alexandrino Cavalcante de Albuquerque qu’il revint d’organiser les forces de la répression. À cela, ce patron de domaine avait de bonnes raisons, notamment le fait que neuf de ses propres esclaves avaient intégré les effectifs du mouvement rebelle, y compris le noir Firmino. Dans son empressement à sauvegarder ses intérêts et ceux de sa classe, il eut recours à un expédient inusité : il constitua une milice privée, en y enrôlant des groupes de quebra-quilos, laquelle troupe, de concert avec les forces légales sous les ordres du commissaire de police local, se mit à la chasse des insurgés noirs. Prenant peur, les esclaves se débandèrent et, sans pratiquer de désordres ni de déprédations, s’éparpillèrent par petits groupes dans le sertão. La plupart des rebelles furent probablement capturés, tandis que d’autres ont pu trouver le moyen de fuir pour quelque temps. Aussi les esclaves furent-ils, quoiqu’ayant été les derniers à entrer en scène, les premiers à subir les effets de la répression contre le Quebra-Quilos. En décembre 1874, lorsque les forces militaires dépêchées par le pouvoir central et commandées par le colonel Severiano da Fonseca arrivèrent sur place, le sort du mouvement était déjà scellé.
Ce qui contribua à l’efficacité de la répression fut la circonstance que les intérêts esclavagistes étaient encore suffisamment déterminants que pour fédérer sous une même bannière grands, petits et moyens propriétaires. À Campina Grande, tout de même que dans les autres municipalités du Brésil esclavagiste, la structure de la détention d’esclaves était suffisamment élastique et diversifiée que pour obtenir ce front uni, le propriétaire local typique étant en effet un maître possédant de un à quatre esclaves. La plupart de ces petits propriétaires d’esclaves dépendaient directement du travail de leurs rares esclaves pour survivre, a fortiori par temps de crise économique et sociale. Nombre d’entre eux qui avait initialement adhéré au mouvement Quebra-Quilos voyaient à présent avec préoccupation et épouvante l’entrée en action des esclaves, lesquels avaient saisi à la volée, sans y être convié, l’occasion offerte par les manifestations populaires du Quebra-Quilos environ un mois après leur déclenchement.
Les esclaves se révoltèrent contre les effets pour eux néfastes induits par la réorganisation des activités économiques locales, spécialement l’introduction de la culture du coton. Ils protestèrent en outre contre le trafic interprovincial des esclaves, préjudiciable à leur vie sociale et à celle de leur famille et compagnons d’infortune. Avant tout, ils luttèrent pour préserver, étendre ou conquérir leur liberté, en particulier à travers les possibilités ouvertes par la loi dite du Ventre libre de 1871.

## Interprétation
Le mouvement Quebra-Quilos n’avait pas d’organisation durable et l’idéologie des insurgés était vague et imprécise. Les positions dirigeantes y étaient éphémères, tandis que le banditisme social surbroda de violences passagères la rébellion d’hommes et de femmes ordinairement pacifiques, résignés et pour ainsi dire sans revendications. De nature archaïque, apparaissant souvent comme une sédition pré-politique, le mouvement Quebra-Quilos ne saurait être mis en corrélation avec les idées républicaines et abolitionnistes qui agitèrent le Brésil dans les dernières décennies du XIXe siècle. Ses revendications en faveur de l’abolition, si tant est qu’elles existaient, furent timides, et très confuses ses exigences de protection sociale.
Dans plusieurs villes, le Quebra-Quilos n’atteint pas le stade de la sédition et ne dépasse souvent même pas le niveau de l’émeute. Si ce terme d’émeute, élastique et polyvalent, s’applique dans la plupart des cas à des mouvements pré-politiques urbains, la circonstance particulière que les groupes de quebra-quilos, agriculteurs en leur grande majorité, vivaient à la périphérie des villes ou des bourgs et que les événements marquants de leur action se produisirent lors de foires, dans les églises et dans les bureaux administratifs, c’est-à-dire dans les centres économiques et sociaux de communautés urbaines pré-industrielles, cette circonstance donc détermina que la subversion de l’ordre établi se situait précisément à ce niveau. Les soulèvements des quebra-quilos, considérés dans toute leur pluralité, en tenant compte de leur distribution variée en un grand nombre d'endroits différents, pourraient être étiquetés comme réformistes, mais seulement de manière restreinte. Rarement les campagnards qui prirent part à l’agitation envisageaient-ils l’édification d’une société nouvelle. Ce qu’ils réclamaient, dans leur univers mental et politique limité, était la correction de ce qui leur paraissait des anormalités et des injustices du vieil ordre traditionnel. Mouvement typiquement pré-politique, le Quebra-Quilos ne s’en prit jamais à l’Empereur, réputé toujours très distant et responsable de façon seulement indirecte des injustices sociales de son temps.
À l’inverse, l’appui ouvert apporté par des personnes influentes interdit de retenir cette simplification historique consistant à considérer les séditieux de 1874 comme de simples bandits, voleurs, assassins, tous unis par la totale ignorance des avantages de l’application d’un nouveau système de poids et mesures. Le Nordeste en effet connaît plusieurs exemples de conflits déclenchés par la rivalité entre conservateurs et libéraux, conflits qui évoluèrent ensuite, par leur dynamique propre, en direction d’idées séparatistes ; il est naturel également que l’on tente de cadrer le mouvement dans la grande et hétérogène conspiration libérale-républicaine-catholique, qui était anti-maçonnique par esprit de contradiction, compte tenu de l’osmose historique entre Empire et francs-maçons. Il y a lieu de garder à l’esprit que les républicains se sont alliés indifféremment avec l’Église ou la franc-maçonnerie ou les deux, de la même façon que les grands propriétaires conclurent des alliances de circonstance avec les abolitionnistes, avec les militaires et avec les ennemis du militarisme.
On pourrait qualifier le mouvement de Quebra-Quilos de révolution mal définie. Cette indéfinition provient de la peur historique des élites brésiliennes face à l’ochlocratie et explique la persistance, par delà la singularité du mouvement, de ces caractéristiques générales décelées par Oliveira Viana dans chacun des soulèvements populaires du nord brésilien, « au-dessus d’aucun desquels l’on ne voit planer l’autorité de chefs visibles représentant des éléments de prestige, d’élite. Les véritables guides de ces mouvements, leurs instigateurs moraux, n’apparaissent jamais, restent dans l’ombre et laissent la populace se défouler librement dans sa furie subversive contre la légalité et le pouvoir ».
Comme le fit observer l’historien Antônio Freire, il manque au Quebra-Quilos un Euclides da Cunha. La tragédie des quebra-quilos resta reléguée dans l’obscurité des épisodes historiques peu étudiés, et la complexité de sa mécanique sociale décourage les travaux approfondis sur le sujet. Cependant, les quebra-quilos sont souvent des types sociaux pareils aux jagunços d’Antônio Conselheiro ; leurs motivations étant quasi les mêmes, et leur façon d’appréhender les institutions remontant aux mêmes prémisses, il a pu être dit et répété, avec plus ou moins d’assurance, que la principale cause de la révolte de Quebra-Quilos fut donc également l’ignorance, que celle-ci fut à l’origine du rejet par les populations sertanejas de la conscription militaire, qui leur paraissait inique, des impôts nouveaux, et de l’instauration du système de poids et mesures basé sur le système métrique décimal français. Au demeurant, l’expression quebra-quilos n’est même pas d’origine nordestine : elle surgit à Rio de Janeiro à l’occasion des turbulences urbaines de 1871, quand quelques groupes de marginaux et de désœuvrés se livrèrent à des déprédations dans les maisons commerciales qui utilisaient le nouveau système de poids et mesures ; comme ils s’écriaient « Quebra os quilos! Quebra os quilos! » (Brisez les kilos !), l’expression vint à désigner génériquement tous les participants aux mouvements de contestation anti-gouvernementale, que ce soit contre l’enrôlement dans l’armée, la levée d’impôts ou l’adoption du système métrique décimal. L’acte déprédataire de casser les mesures et étalons du nouveau système de poids et mesures lors de foires et marchés acquit peu à peu, auprès des quebra-quilos, valeur de rituel propre à les identifier désormais comme tels dans les villes et bourgs nordestins. Toutefois, quelque ignorants et ingénus qu’ils fussent, ils ne se leurraient pas sur le fait que la simple destruction des kilos et des étalons de volume afférents empêcherait leur réintroduction ultérieure. La déprédation était comme un cérémonial de solidarité, par la participation à laquelle ils tissaient des liens entre eux et qui leur permettait d’acquérir de l’expérience contestataire en vue des vagues objectifs qu’ils se proposaient d’atteindre — une façon de baptême.
Après que les quebra-quilos eurent attaqué des bourgs et hameaux de l’intérieur, les éditoriaux de la presse pernamboucaine de l’époque faisaient de constantes allusions aux violations du droit de propriété. Pourtant, des revendications sur la terre n'ont jamais été exprimées de manière bien définie et explicite dans le mouvement Quebra-Quilos ; la propriété foncière dans le Nordeste ne fit jamais l’objet d’une forte contestation populaire, et l’idée de réforme agraire s’entendait toujours comme un simple processus de modification des techniques agricoles, comme une extension du crédit rural et comme une amélioration des voies de communication. Historiquement, le système latifondiaire, totalement abouti et immuable, n’admettait pour l’heure aucune prétention de réforme autre que des transformations à la marge, telle que l’émancipation des esclaves, encore qu’au prix d’une âpre résistance.
Le mouvement Quebra-Quilos, — qui prenait des traits différents dans chaque localité et procédait de raisons  diverses allant de l’ignorance et du fanatisme religieux aux songes libéraux de prise du pouvoir, avec toutes les gradations de nuance républicaines, des tonalités jésuitiques, des couleurs sociales de protestation contre des impôts excessifs, et des contours plus nets s’agissant de la conscription —, produisit lors des épisodes d’Alagoinha et de Cimbres l’une de ses manifestations les plus typiques. À Cimbres (actuelle Pesqueira), dans le Pernambouc, le juge veilla à ce que les documents les plus importants des archives fussent placés en lieu sûr, et obtint de ses amis dans les deux partis qu’ils l’aidassent à éviter autant que possible le « rassemblement du peuple ». Les meneurs appréhendés avaient auparavant « proclamé à grands cris la souveraineté du peuple ». Pour le procureur cependant, ils n’étaient pas seuls, mais « étaient soutenus par d’autres, comme le lieutenant-colonel Joaquim de Carvalho Cavalcanti, le major Emydio Camello Pessoa de Siqueira, et par Antonio Pessoa de Siqueira Cavalcanti, ancien percepteur de la localité, personnellement intéressé à la destruction du procès dans lequel son nom était cité ». Dans le cadre général d’une époque en crise, les cas d’Alagoinha et de Cimbres reflète la prédominance des grandes familles locales soucieuses de défendre les intérêts politiques de leur milieu social, où libéraux et conservateurs, selon une alternance conflictuelle factice, luttaient au fond de concert pour la préservation des mêmes avantages économiques et privilèges. C’était l’avatar local du problème social général brésilien tel que signalé par l’historien Marc Jay Hoffnagel dans son étude du Parti libéral dans le Pernambouc : « l’acquisition et la distribution du patronage politique et administratif, plutôt que la satisfaction de revendications idéologiques, constitue le principal mobile de l’activité des libéraux tout au long de cette période ». Les slogans en faveur de la souveraineté populaire, la formation d’un détachement de 50 Indiens pauvres et analphabètes pour aider à empêcher celle-ci, les vivats au gouvernement impérial lancés par de petits commerçants et par des fonctionnaires de deuxième échelon, face aux désirs des grands propriétaires terriens qui étaient redevables en tout à l’Empire, composent un tableau hétéroclite qui permet de prendre la mesure des contradictions des libéraux et d’arriver au constat historique que le Quebra-Quilos fut une révolution incapable de se définir par manque d’un commandement supérieur. Les quebra-quilos étaient philojésuites autant qu’Antônio Conselheiro plus tard sera monarchiste. Il a pu y avoir de vagues allégeances idéologiques, résultant tout au plus d’une certaine convergence d’intérêts, dont d’ailleurs ni Conselheiro ni les quebra-quilos n’avaient une conscience claire.
Certains historiens, s’ils reconnaissent que les facteurs économiques et sociaux mentionnés ci-haut eurent assurément tous leur part d’influence dans le déclenchement des révoltes, jugent cependant cruciale, pour les appréhender pleinement, la prise en compte de la dimension proprement culturelle de ces événements. Il n’y a pas lieu d’admettre l’existence d’une muraille entre le matériel et le culturel, car derrière tout conflit à enjeu matériel se tient nécessairement une valeur, dans chaque besoin gît une conscience, une coutume de haute antiquité que l’on entend faire respecter, ou quelque expérience collective commune à la population concernée. Si la communauté rurale n’avait pas partagé les mêmes notions morales, les mêmes habitudes et traditions, elle n’eût pas été capable, soulignent ces historiens, de s’agglutiner dans une insurrection ; la révolte de Quebra-Quilos éclata avant tout au nom de valeurs et de coutumes, lorsque les hommes libres pauvres perçurent, à travers l’imposition du système métrique, l’ingérence directe du gouvernement impérial dans leur quotidien. Les insurgés réagirent « contre un gouvernement qui blessait leurs valeurs, leurs traditions, leurs coutumes séculaires, incarnées par l’Église, qui leur donnait la mesure de l’esprit, et par le système de poids, que leur donnait la mesure des choses ». Il sera d’autant plus difficile pour une population donnée de renoncer à son ancien système que celui-ci fait partie de sa culture, c’est-à-dire des « normes de comportement […], historiquement constituées par des générations successives, puis assimilées et sélectionnées par la communauté humaine qui les transmet de génération à génération ». Autrement dit, le système traditionnel de poids et mesures avait acquis une valeur symbolique dans la vie de la population, qui s’y était adaptée et en connaissait le maniement en fonction de ses besoins, et qui voyait le passage au système métrique français comme une rupture avec ses anciennes coutumes, ses anciennes manières d’agir, en sus de la difficulté technique, pour une population en majorité analphabète, à apprendre à convertir les poids d’un système à un autre. En promulguant une loi qui signifiait une fracture avec les valeurs et coutumes de la population, sans que celle-ci en eût saisi la nécessité, les raisons et les objectifs, et qui s’en méfiait, le pouvoir impérial brésilien perdit une partie de sa légitimité. 
Des années plus tard, la perception des révoltes de Quebra-Quilos par les élites urbaines se modifia, ce qui se traduisit notamment par le fait que les instituts d’histoire, en particulier dans la Paraíba et dans le Pernambouc, se mirent à publier des articles dans leurs revues où le courage et la bravoure des insurgés étaient désormais mis en exergue, et où les quebra-quilos cessaient d’être des sauvages, des bandits, des émeutiers, des vandales et des délinquants, pour devenir des exemples d’hommes téméraires et courageux luttant pour leurs droits, sans craindre la mort. 
Sous la Première République, l’on tenta, par une série de décrets, de réglementer le système de mesures, en particulier le décret portant création d’une Commission de métrologie dans le pays. Cependant, la conversion du système de poids et mesures vers le système métrique se révéla beaucoup plus difficile que ce qui avait été imaginé, et la population persistera pendant de longues années encore à recourir à l’ancien système. Les révoltes de Quebra-Quilos n’auront pas été vaines, en ce sens qu’elles avaient mis en lumière les difficultés éprouvées par la population majoritairement pauvre et analphabète à comprendre et accepter un tel système. En dépit des punitions prévues par la loi, — mais que l’on s’abstint semble-t-il de jamais mettre en application, ayant gardé en mémoire les anciennes révoltes, et en considération des résistances qu’elles avaient révélées —, les deux systèmes allaient coexister encore pendant de nombreuses années au Brésil. En effet, une enquête réalisée par l’Institut brésilien de géographie et de statistiques (IBGE) apprit qu’en 1948 des unités de mesure non décimales, principalement agraires, étaient toujours en usage au Brésil. Il était constaté d’abord que les mesures agraires avaient entre elles un plus grand degré de concordance que les mesures de poids et de capacité, lesquelles variaient beaucoup plus d’un lieu à l’autre ; ensuite, il fut mis au jour que le système décimal était peu utilisé pour exprimer la superficie des terres, et que la substitution s’accomplissait ici avec grande lenteur. Outre la confusion qui régnait dans tout le pays pour ce qui était des poids et mesures, l’enquête montra également que les unités de mesure se distribuaient en accord avec les coutumes de chaque région et qu’en 1945, on comptait au Brésil 143 unités non décimales encore en usage.

## Quebra-Quilos et Canudos
La tragédie de Canudos est d’une certaine manière, par son étiologie, la répétition du drame des quebra-quilos. Parmi les premiers adeptes d’Antônio Conselheiro figuraient de petits paysans qui se rebellaient contre les impôts. Selon Euclides da Cunha, le premier incident en ce sens survint à Bom Conselho, lors de la foire, quand Antônio Conselheiro ordonna à ses adeptes d’arracher les affiches portant les avis fiscaux et d’en faire un bûcher en place publique. Le refus de payer l’impôt fut l’une des positions les plus définies du Conselheiro, dans ses débuts comme chef rebelle. Il sut ainsi s’attirer la sympathie non seulement des déshérités qui ne possédaient rien mais étaient néanmoins assujettis à l’impôt, mais aussi des petits propriétaires, qui survivaient à peine sur leur terre ingrate, avec leur maigre bétail et de médiocres cultures, et que le fisc ne manquait de presser d’une même main de fer. Il n’est pas inutile de rappeler à cet égard que le Conselheiro, avant de fonder sa communauté sur le domaine de Canudos, dans le nord de la Bahia, avait séjourné dans le Pernambouc, précisément en 1874, et avait côtoyé les sertanejos qui participaient au Quebra-Quilos ; il apparaît donc légitime d’admettre une influence de ces derniers sur l’attitude réfractaire qu’il développera par la suite. Rappelons qu’en février 1897, le journal O Paiz, qui était publié à Rio de Janeiro et était à l’époque sans doute le journal à la plus grande diffusion du Brésil, soulignait que le chef des jagunços « incitait le peuple à ne pas payer d’impôts ». Ces informations de O Paiz s’accordent avec le rapport du chef de police de la Bahia, rédigé après la campagne de Canudos, qui indique « qu’ils empêchent à main armée la levée des impôts ».
L’écrivain et journaliste pernamboucain Manoel Benício, qui vivait à Niterói lorsque commença la guerre de Canudos et qui avait été envoyé dans le sertão bahiannais comme correspondant de guerre pour le Jornal do Commercio, fit paraître après le conflit, en 1899, un livre hybride, mi-ouvrage documentaire, mi œuvre de fiction, intitulé O Rei dos jagunços, dans lequel l’auteur, pour illustrer l’attitude du Conselheiro vis-à-vis du recouvrement des taxes municipales, évoqua l’épisode suivant :

« À la foire arriva une pauvre vieille pour vendre une paillasse qu’elle étala sur le sol. Le préposé aux taxes lui réclama cent réis pour la portion de terrain que la paillasse et la pauvre vieille occupaient. Celle-ci, qui estimait la valeur de la paillasse à quatre-vingts réis, se rebiffa, se plaignit à voix haute auprès du peuple, pleurant, se lamentant. D’autres gens arrivèrent et tous donnaient raison à la petite vieille, car comment pourrait-elle payer un tostão [100 réis] de taxe, quand tout ce qu’elle vend vaut quatre vinténs, disaient-ils ? Le Conselheiro, dans le prêche qu’il tint dans la soirée fit référence au cas de la vieille, déclarant : “Voilà bien ce qu’est la République : la servitude, travailler uniquement pour le gouvernement. C’est l’esclavage, annoncé par les cartes [du recensement], qui commence. N’avez-vous pas vu la tante Benta [nom de la vieille], elle est religieuse et blanche ; c’est donc bien que l’esclavage ne respecte personne ? »!

## Quebra-Quilos dans la presse et la littérature
Les jacqueries de Quebra-Quilos inspira à la presse d’alors, à côté d’articles alarmistes, des quatrains facétieux d’allure populaire. La presse de Recife notamment, par inadvertance à quelques occasions, intentionnellement à d’autres, déploya le rude humour populaire dans ses colonnes. A Provincia, en sa qualité de journal d’opposition combattif, mitigea souvent par de l’humour ses comptes rendus des violences. Les rédacteurs, ayant l’intuition que la dérision pouvait être une arme efficace contre le gouvernement, firent paraître, dans les premiers jours de décembre 1874, un texte sarcastique dont se régala tout Recife et dont le titre, As duas aranhas (les Deux Araignées), était une référence comique à l’action de deux commandants de police, Aranha Chacon, de la Paraíba, et Aranha Carneiro, du Pernambouc.
Quebra-quilos fit également l’objet, par les soins du théâtre Santo Antônio à Recife, d’une adaptation scénique burlesque, qui fut à l’affiche le 13 décembre 1874 et comprenait une série de saynètes au titre souvent à double sens.
En ce temps-là, les paquets de cigarettes étaient un support où l’esprit critique pouvait s’enhardir à s’exprimer tout en atteignant un large public. Les événements les plus importants de l’époque, y compris ceux de nature politique, donnaient lieu à la création de marques, éphémères ou durables, de cigarettes. Le retentissement du Quebra-quilos porta les fabricants de cigarettes à lancer entre autres les marques Pega os Quebra Kilos (Attrapez les quebra-quilos) et Aos Quebra Kilos (Sus aux quebra-quilos). Pour la première, l’on avait créé une étiquette où apparaissait la figure d’un homme avec barbe, bottes, casaque et chapeau haut-de-forme, tenant à la main un marteau auquel s’agrippait un cobra ; à l’arrière-plan s’apercevaient des soldats en marche et des quebra-quilos en fuite ; dans la partie supérieure à droite étaient dessinés des étalons de poids et mesures. L'emballage des cigarettes Aos Quebra Kilos représentait une figure équestre au galop, dont le chapeau portait le mot Kilo. Les cigarettes d'une marque identique, mais d’un autre fabricant, montraient sur leurs paquets un homme ventripotent, portant bottes et haut-de-forme, tenant dans sa main droite un gros bâton et désignant de la main gauche un ensemble de poids et mesures. L'étiquette des cigarettes Pega os Quebra Kilos d’une autre firme étaient illustrées d’une figure d’homme, muni de bottes et d’éperons, courant et portant dans la main gauche un étalon de volume et un poids et dans la main droite un gourdin ; son visage était marqué par la terreur, et sur son gibus, qui tombait à terre, se lisait le mot Kilo ; en toile de fond se battaient un quebra-quilo et un soldat, mais en une lutte inégale, car cinq autres militaires se tenaient à proximité. Sur la quasi-totalité de ces étiquettes, le personnage représenté possédait les traits caractéristiques de Henrique Pereira de Lucena, tel qu’il apparaît sur les photographies, et l’idée s’impose que le personnage que les dessinateurs ont voulu mettre en scène est le président de la province du Pernambouc.
|  |  |  |

L’écrivain paraíbain Ariano Suassuna écrivit deux œuvres de fiction inspirées de Quebra-Quilos : en 1976, un conte fantastique intitulé As conchambranças de Quaderna, qui donne une vision magique de la révolte, et O rei degolado, qui met en scène le personnage de Carga d’Agua.
Un roman historique de Rodolfo Teófilo, Os Brilhantes, de 1895, traite des liens entre les quebra-quilos et le cangaceiro Jesuíno Brilhante.
En 2008, une pièce de théâtre de Márcio Marciano, intitulée Quebra-Quilos, fut représentée par la troupe Companhia do Latão au théâtre Lima Penante à João Pessoa, dans une mise en scène de l’auteur. La pièce, qui fonctionne sur un mode souvent comique et dans un langage dialectal, donne la parole à des quebra-quilos, à leurs femmes et à quelques soldats qui les combattent.